# Panthéon (Rome)
Vous lisez un « article de qualité » labellisé en 2006.
Pour les articles homonymes, voir Panthéon (homonymie).
Ne doit pas être confondu avec Panthéon romain.
Le Panthéon de Rome est un édifice religieux antique situé sur la piazza della Rotonda (Rome), bâti sur l'ordre d'Agrippa au Ier siècle av. J.-C. Endommagé par plusieurs incendies, il fut entièrement reconstruit sous Hadrien (début du IIe siècle) et restauré sous Septime Sévère (début du IIIe siècle). À l’origine, le Panthéon est un temple dédié à toutes les divinités de la religion antique. Il est converti en église au VIIe siècle par le pape Boniface IV et devient la basilique de la Sainte Vierge aux Martyrs. C’est le plus grand monument de la Rome antique qui soit parvenu en l'état après presque deux millénaires, malgré le pillage de sa décoration de marbre et de bronze et les additions décoratives des architectes des XVIIe et XVIIIe siècles qui ont fragilisé sa coupole. Les travaux de restauration réalisés à la fin du XIXe siècle et au cours du XXe siècle ont dégagé le monument de ses constructions parasites, réparé et consolidé ses structures et permis l'étude archéologique des bâtiments antiques.
Le Panthéon supporte la plus grande coupole de toute l’Antiquité avec 150 pieds romains soit 43,30 m de diamètre à l'intérieur, qui reste la plus grande du monde en béton non armé.

## Le Panthéon d’Agrippa

### Construction
Selon les textes antiques, Le Panthéon fut construit sous Auguste, puis reconstruit par Hadrien.

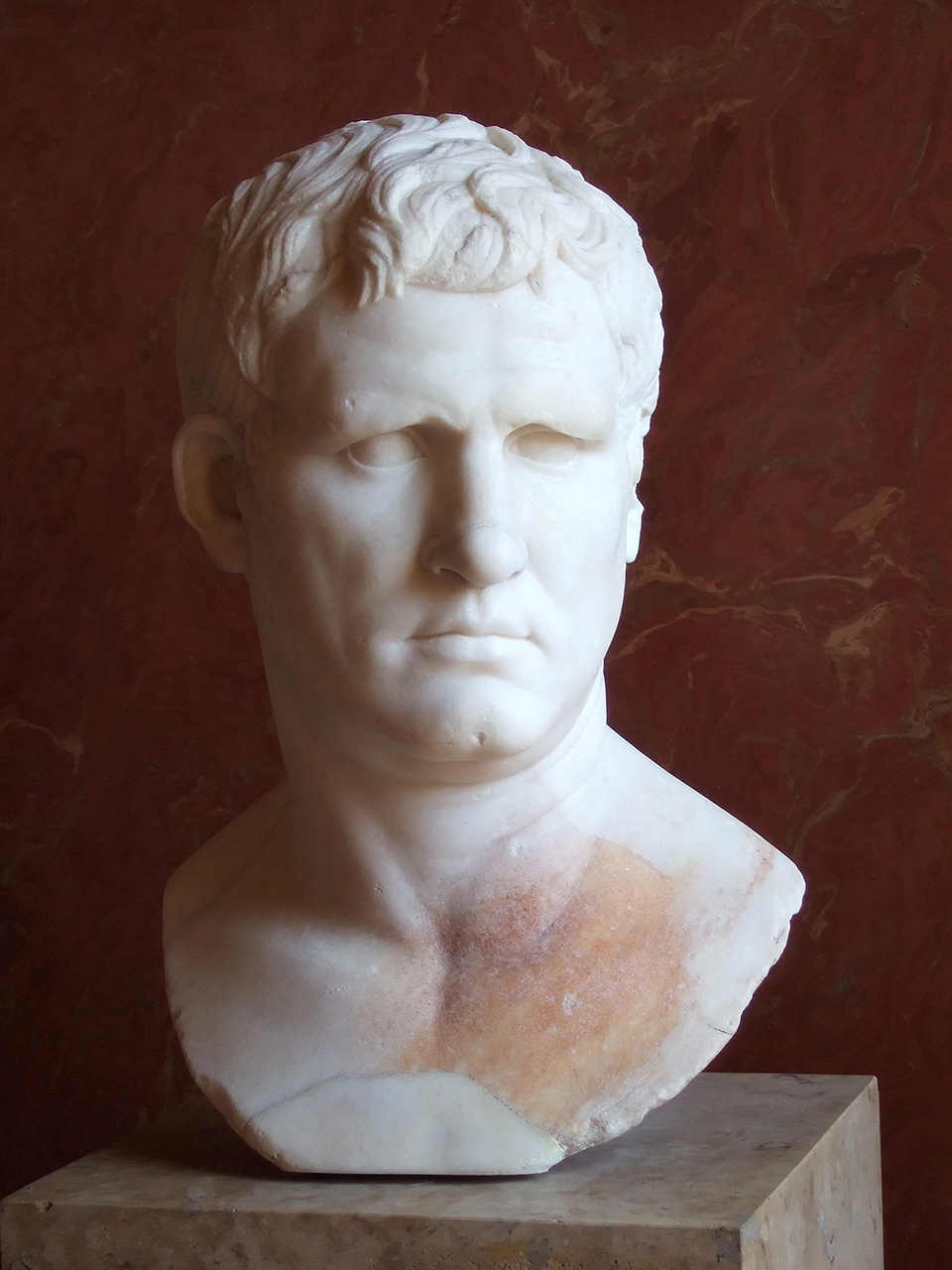
Marcus Agrippa, Louvre.

Le Panthéon original fut construit au début du règne d’Auguste, en 27 av. J.-C., par son ami Agrippa qui participait ainsi à la politique d’embellissement de la Ville, encouragée par l'empereur. Il édifia le Panthéon et les thermes d’Agrippa en marge de la partie urbanisée de Rome, près du Champ de Mars, région propice aux grands aménagements urbains.
La date de cette construction correspond au troisième mandat de consul d’Agrippa, dont le nom est gravé sur le portique d’entrée. Sur cette inscription, on peut lire :
ce qui signifie M(arcus) Agrippa L(ucii) f(ilius) co(n)s(ul) tertium fecit (« Marcus Agrippa, fils de Lucius, consul pour la troisième fois, le fit construire »). Ce troisième consulat date de 27 av. J.-C.. Toutefois, une date légèrement différente est parfois avancée, 25 av. J.-C., à laquelle Dion Cassius dresse la liste des ouvrages achevés par Agrippa sur le Champ de Mars.
Pline l'Ancien évoque sa riche décoration :
- « C’est également en airain de Syracuse que sont les chapiteaux des colonnes du Panthéon placés par M. Agrippa[6] ».
- « Le Panthéon d’Agrippa a été décoré par Diogène d’Athènes et les Cariatides qui sont aux colonnes de ce temple passent pour des chefs-d’œuvre, ainsi que les statues posées sur le faîte[7] ».

Les travaux de dégagement du Panthéon en 1892-1893 permettent de recueillir des briques estampillées dans la rotonde et la coupole. L'étude de ces marques par Georges Chedanne établit que pour sa partie visible, le Panthéon n'est pas celui d'Agrippa, mais date d'Hadrien,. Des sondages archéologiques ponctuels sont effectués sur les côtés du pronaos d'Hadrien (l'entrée moderne) et dans la rotonde. Les relevés de ces sondages sont documentés par les dessins de l'architecte Pier Olinto Armanini et publiés par Luca Beltrami en 1898. Un bâtiment antérieur à celui d'Hadrien est repéré à 2,15 mètres au-dessous du niveau du pronaos, construit en opus quadratum de gros blocs de travertin, avec des placages latéraux en marbre. À l'intérieur de la rotonde, deux tranchées de 35 mètres et 32 mètres de longueur sont disposées en croix. Elles permettent de détecter à 2,15 mètres au-dessous du niveau actuel quelques fragments de dallage en marbre coloré. Plus bas, à 3,15 mètres au-dessous du niveau actuel, les fouilleurs atteignent un soubassement massif en béton de tuf d'environ 1,20 mètre d'épaisseur, reposant sur le sol primitif, un banc d'argile alluvial. Ce massif est interprété comme un dispositif de stabilisation et d'isolation des infiltrations d'eau.
Interprétant les résultats des sondages, l'architecte Luca Beltrami propose le plan du panthéon d'Agrippa suivant : un podium de 2,45 mètres de haut construit en blocs de travertin et revêtu de plaques de marbre, supportant une cella (partie intérieure et fermée du temple) transversale, rectangulaire de 43,76 × 19,82 mètres, soit une surface plus grande que le pronaos actuel. Luca Beltrami place le pronaos (entrée du temple) vers le sud, ouvert sur un espace découvert, qui sera celui de la rotonde d'Hadrien. Rodolfo Lanciani complète ce plan en supposant l'existence d'un mur ceinturant la rotonde. Compte-tenu de la faible épaisseur de ce mur (61 centimètres), insuffisante pour soutenir une structure lourde, cet espace devait être découvert, constituant un temple hypèthre,.

Plan du panthéon d'Agrippa (en rouge), superposé au plan du panthéon d'Hadrien (en noir).
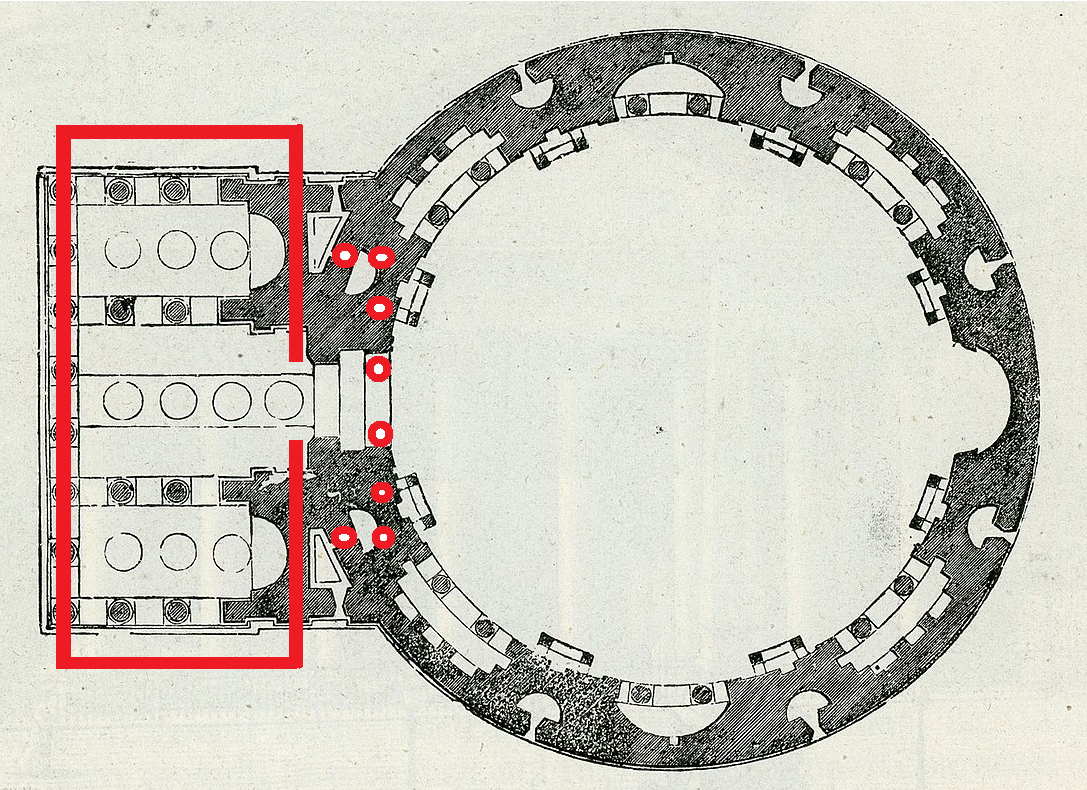
Plan de Luca Beltrami en 1898. Nord à gauche.[19].
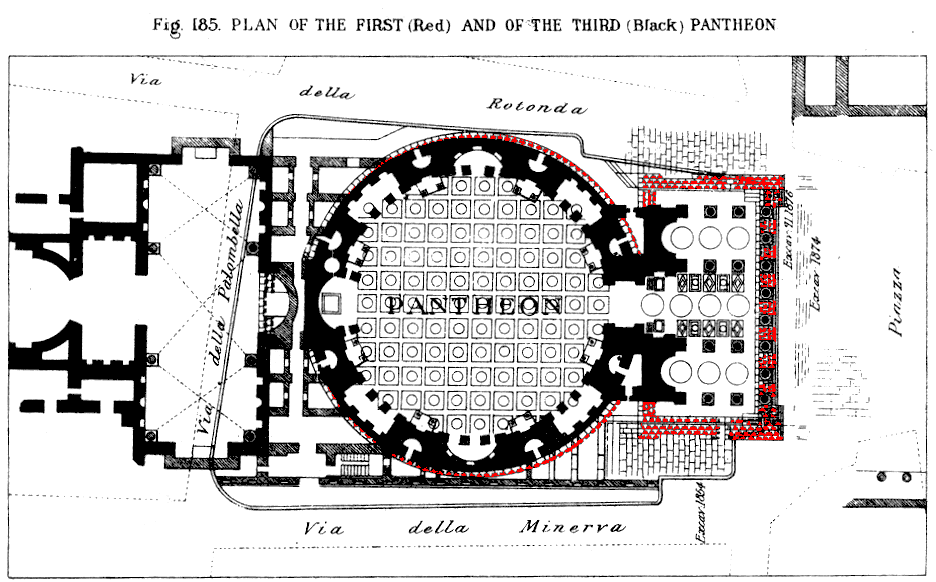
Plan de Rodolfo Lanciani en 1897. Nord à droite.

Mais l'orientation du temple d'Agrippa vers le sud pose question, car la reconstruction ultérieure d'Hadrien s'ouvre au nord. Ce retournement d'un axe sacré est sans exemple dans la construction romaine. Pour Christopher Simpson, il est incompatible avec l'importance rituelle des orientations sacrées et le conservatisme religieux romain. 
Les conclusions de Luca Beltrami sont donc contestées par plusieurs archéologues, Giuseppe Lugli en 1971, Edoardo Tortorici (it) en 1990. Néanmoins, elles font autorité durant tout le XXe siècle, et l'orientation au sud du panthéon d'Agrippa est reprise dans de nombreux ouvrages,.

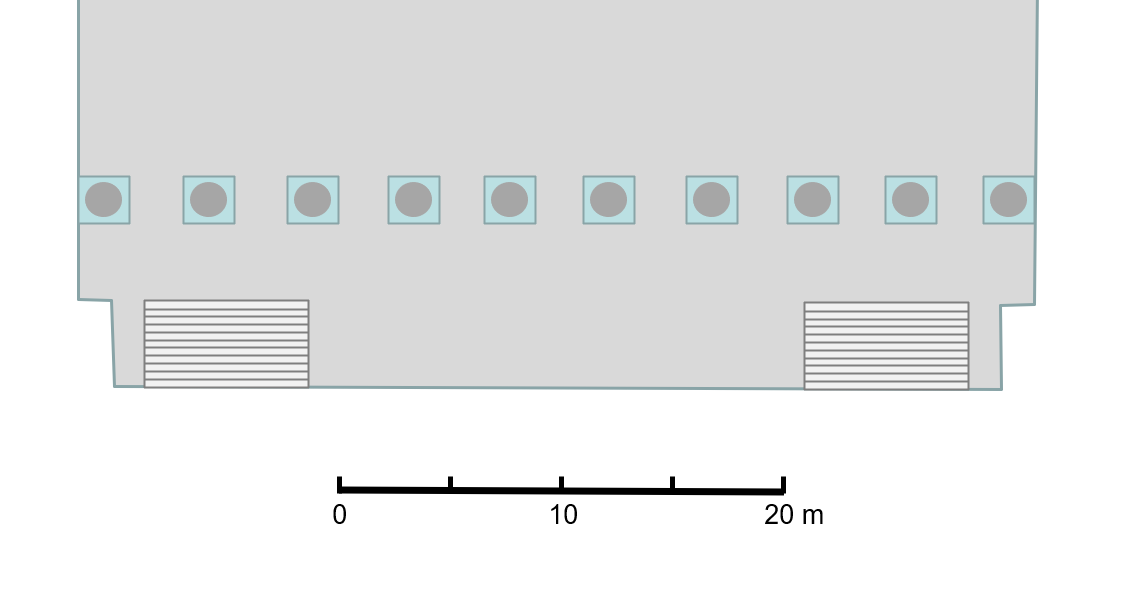
Avant du podium du panthéon d'Agrippa.

Les derniers sondages archéologiques effectués en 1996 et 1997 ont donné une vue frontale du pronaos d'Agrippa et du pronaos d'Hadrien qui le surmonte. Les colonnes du panthéon d'Hadrien ont pris appui sur les bases de colonnes du temple précédent, superpositions visibles sur les dessins de Pier Olinto Armanini mais négligées par Luca Beltrami. Le relevé archéologique de 1996/1997 montre le podium d'Agrippa revêtu de marbre de 2,25 mètres de hauteur, accessible par deux escaliers de onze marches. Plus large que le podium d'Hadrien, il supporte vraisemblablement dix colonnes frontales. Les preuves archéologiques de l'ouverture du panthéon d'Agrippa vers le nord ont mis un terme aux polémiques. Gerd Heene propose en 2004 un dessin de reconstitution du panthéon d'Agrippa, selon cette orientation.

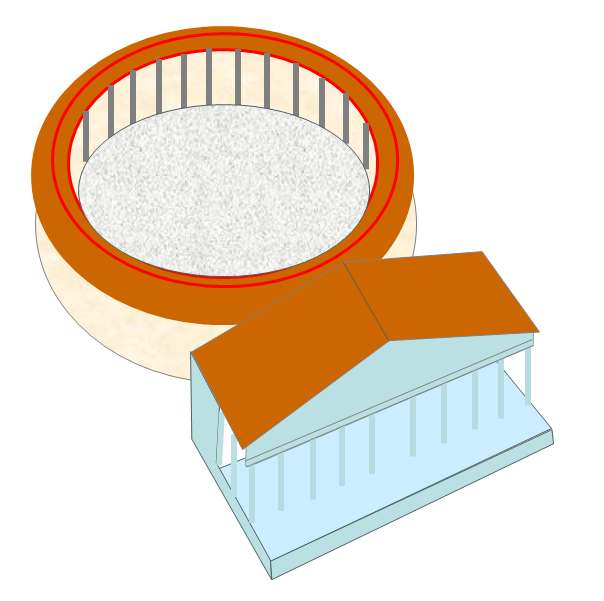
Schéma du Panthéon d'Agrippa, d'après Gerd Heene (2004).

L'incendie de Rome de l’année 80 détruit plusieurs édifices du Champ de Mars, dont le panthéon d’Agrippa. L’empereur Domitien les restaure, et selon Suétone, y fait graver son nom. Son intervention n'a pas laissé de traces archéologiques consistantes, hormis un possible plaquage de marbres colorés par-dessus le dallage de l'époque d'Auguste.

### Symbolisme du monument d'Agrippa

#### Temple de tous les dieux
Le nom du Panthéon est issu de l'adjectif grec πάνθειον / pántheion, qui signifie « de tous les dieux ». La plupart des auteurs latins le nomment sous la forme grécisante Pantheon. La forme latinisée Pantheum est attestée pour le temple d'Agrippa chez Pline l'Ancien. Plutôt qu’un culte impérial qui n’osait alors s’afficher comme tel, Auguste et Agrippa proposent un culte plus vaste et plus neutre, celui de tous les dieux.
Selon Dion Cassius, le temple abritait de nombreuses statues, dont celles d’Arès (Mars), père de Romulus, celle de Vénus, divinité ancestrale de la gens Iulia, ainsi que celle du divin Jules César. Toujours selon Dion Cassius, Auguste aurait repoussé la suggestion d’Agrippa d’ajouter sa propre statue aux trois précédentes, acceptant seulement de figurer dans le pronaos.
L’entrée du lieu était donc gardée de part et d’autre par les statues d’Auguste et d’Agrippa, tous deux consuls en 27 av. J.-C., ce qui respectait en apparence la parité républicaine des pouvoirs et confirmait l’ascension d’Agrippa comme héritier potentiel d’Auguste. La statue d'Auguste, tenant une lance frappée par la foudre en 22 av. J.-C., est probablement du type « statue cuirassée », tenue militaire symbolique de l'imperium conféré pour dix ans à Auguste par le Sénat l'année d'inauguration du Panthéon.

#### Un ensemble à la gloire d'Auguste

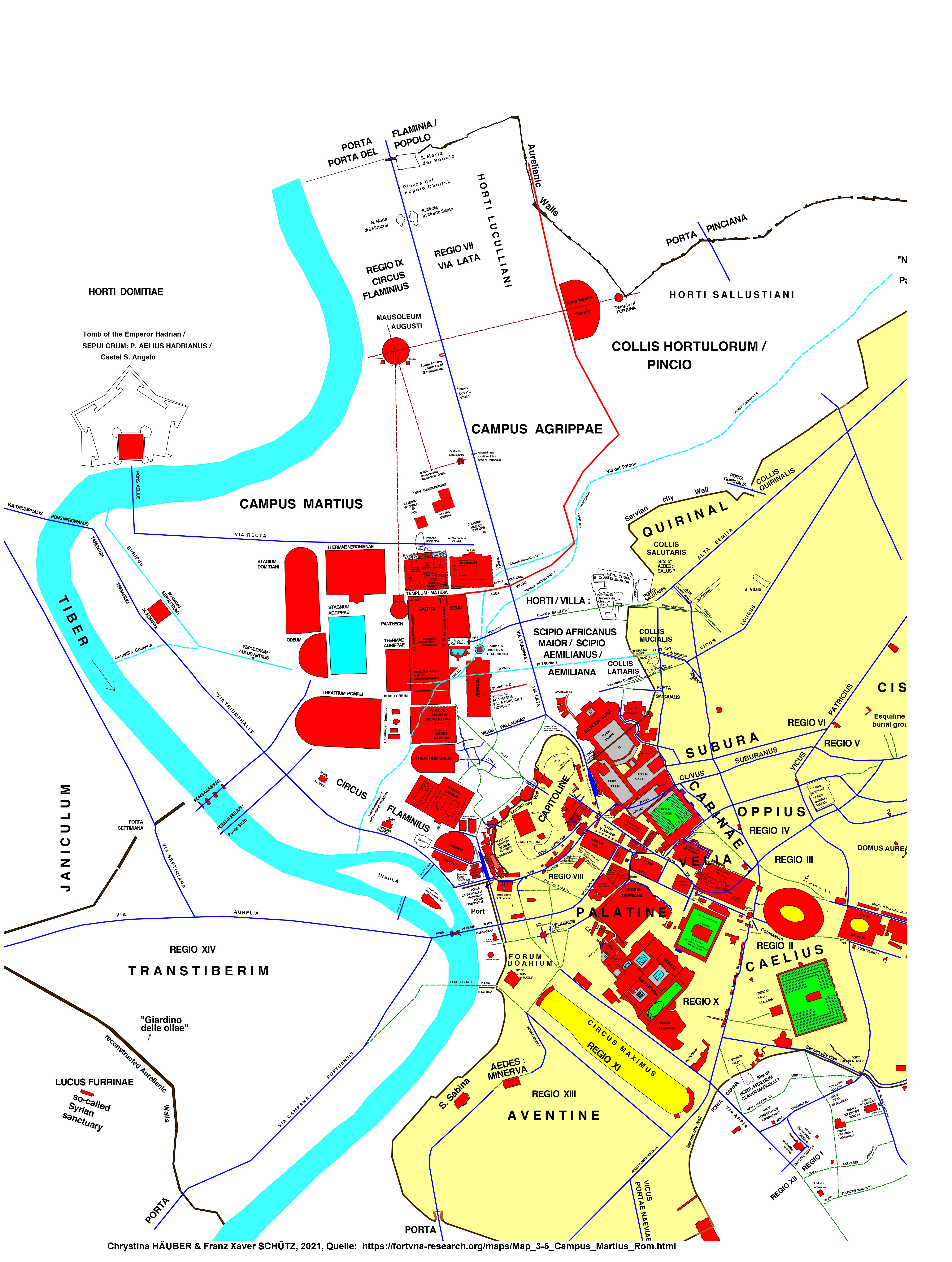
Plan du Champ de Mars, axe nord-sud unissant Mausolée d'Auguste et Panthéon.

L'implantation du Panthéon sur le Champ de Mars est proche de l'ancien marais de la Chèvre (Caprae palus), que la tradition associe à la disparition mystique de Romulus et qu'Agrippa aménage en bassin (Stagnum Agrippae). Cette proximité associe ainsi Romulus, fondateur de Rome, et Auguste, comme refondateur de Rome et second Romulus.
L'orientation du Panthéon d'Agrippa vers le nord, établie avec certitude à la fin du XXe siècle, revêt un caractère spécial : c'est au nord qu'apparaît la comète de César lors des jeux célébrés par Octave peu après la divinisation de César « Pendant la célébration de mes jeux, on aperçut durant sept jours une comète dans la région du ciel qui est au Septentrion ». De plus, à environ 800 mètres au nord du Panthéon, se trouve le mausolée d'Auguste, construit à partir de 28 av. J.-C., donc en même temps que le Panthéon. Ultérieurement, deux autres monuments sont ajoutés par Auguste, à mi-distance du Panthéon et du mausolée, mais décalés à l'est de axe qui les relie : l'Horologium, immense cadran solaire et l'Ara Pacis, autel de la Paix. Les sondages archéologiques ont constaté l'homogénéite de niveau des trois monuments, podium du Panthéon d'Agrippa, Autel de la Paix et Mausolée d'Auguste et donc l'intégration de ce vaste ensemble architectural. Ce « parc julien », selon l'expression de Christopher Simpson, est donc une expression de propagande dynastique.
Les célébrations des frères Arvales de 58 et de 59, dédiées à Dea Dia et aux membres divinisés de la famille impériale, ont comporté des réunions dans le Panthéon, ce qui reflète bien le lien, au moins sous Néron, entre ce temple et les cultes honorant la famille julio-claudienne.

## Le Panthéon d'Hadrien

### Reconstruction, entre continuité et innovation

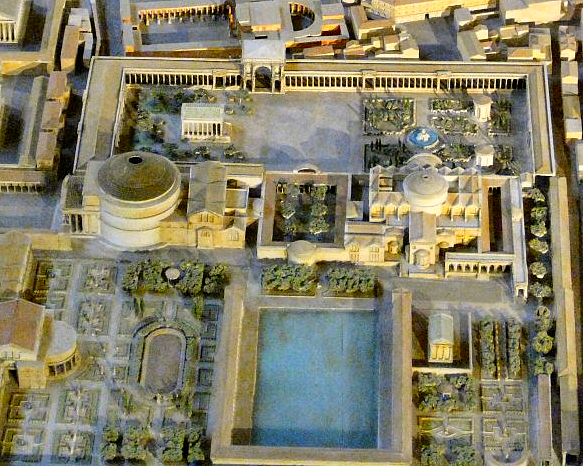
Le Panthéon, la basilique de Neptune et les Saepta Julia, reconstruits par Hadrien. Maquette d'Italo Gismondi, le nord est à gauche.

Le Panthéon d’Agrippa est entièrement détruit par un nouvel incendie en 110, sous Trajan,. Aux dégâts s'ajoutent les crues désastreuses du Tibre, provoquant un remblaiement de ce secteur du Champ de Mars qui rehausse son niveau de un à trois mètres. Selon l’Histoire Auguste, l’empereur Hadrien reconstruit le Panthéon, la basilique de Neptune et les Saepta Julia, ensemble monumental cohérent dont l'interprétation comme un nouveau forum impérial fit débattre les historiens. La grande majorité des dates estampillées sur les briques repérées par les archéologues sur le Panthéon et à son voisinage confirment l’Histoire Auguste, par leurs dates comprises entre 114 et 127, avec occasionnellement des briques plus anciennes datées de Trajan. On peut donc supposer qu'Hadrien a inauguré le Panthéon lors de son séjour prolongé à Rome entre 125 et 128.
Le plan du nouvel édifice, superposé et calqué sur celui du Panthéon d'Agrippa, est exceptionnel par la plus grande voûte jamais construite à l'époque, sans précédent dans l’architecture romaine. Selon l'archéologue allemand Wolf-Dieter Heilmeyer (de), la conception du nouvel édifice pourrait être l’œuvre de l'architecte Apollodore de Damas, contemporain d’Hadrien, déjà auteur des grandes réalisations de Trajan : forum, thermes et marchés de Trajan. Malheureusement, aucun document ne vient conforter cette hypothèse, basée sur les similitudes stylistiques des chapiteaux et des corniches du marché de Trajan et du Panthéon. Au contraire, Dion Cassius rapporte une réplique cinglante d'Apollodore à une remarque d'Hadrien lors des travaux sous Trajan, puis ses critiques sur le projet d'Hadrien pour le Temple de Vénus et de Rome, chantier parallèle à celui du Panthéon, réponses qui entraînent sa disgrâce et sa mort,.
Hadrien reprend l'inscription dédicatoire d'Agrippa, s'effaçant derrière le fondateur du monument. L’influence même d’Hadrien sur la conception du bâtiment est envisageable, si l’on considère l’originalité de l’architecture de la villa qu’il se fit bâtir près de Rome, à Tivoli. Le visiteur qui franchit le classique pronaos à colonnes du Panthéon, placé face au nord, quitte un monde rectiligne et lumineux pour se trouver enveloppé dans la pénombre d’une cella circulaire et non plus rectangulaire, surmontée d’une coupole immense, et éclairée uniquement par un grand oculus central. Des temples à cella ronde avaient été édifiés à l’époque archaïque à Rome, comme le temple de Vesta ou le Temple d'Hercule Olivarius, mais dans des dimensions beaucoup plus modestes, et jamais accolés à un porche classique ni avec un espace interne sphérique.

### Visions prêtées à Hadrien

Géométrie sphérique de la coupole.

Hadrien est un empereur cosmopolite qui voyage beaucoup dans la partie orientale de l'Empire, qui est un grand admirateur de la culture grecque, et que l’Histoire Auguste présente comme expert en géométrie, arithmétique et peinture. L'inspiration grecque se retrouve dans l'architecture de son Panthéon. D'un point de vue purement géométrique, le plan de la rotonde et de la coupole renvoie au traité d'Archimède De la sphère et du cylindre, qui étudie la sphère inscrite dans un cylindre de révolution, traité connu des Romains hellénophiles comme Cicéron. Symboliquement, les Grecs associent la figure de la sphère aux représentations du globe terrestre et de la sphère céleste.
Dion Cassius souligne la ressemblance de la rotonde du Panthéon avec le ciel,. À partir de cette assimilation généralement admise, de nombreuses interprétations ont été développées. Gilles Sauron suppose que les sept exèdres dans la rotonde abritaient les statues des dieux planétaires, offrant ainsi une image du ciel. Il interprète la coupole comme une horloge solaire de type hémisphérique (connue des Romains sous le nom d'hemisphearium), par laquelle les heures ou les saisons sont indiquées par le rayon solaire qui traverse une ouverture, hypothèse qu'Eugenio La Rocca qualifie d'hasardeuse. Ce dernier constate néanmoins que le Soleil illumine l'entrée de la rotonde du Panthéon à midi chaque 21 avril, date traditionnelle de la fondation de Rome,.
Enfin, les spéculations numériques et astronomiques sur le nombre et les proportions des éléments du bâtiment amènent le pasteur allemand Gert Sperling à considérer le Panthéon comme un modèle de la Terre dans un  référentiel héliocentrique, conclusion exagérée rejetée par Eugenio La Rocca, Pierre Gros et Gilles Sauron.
Selon Henri Stierlin, en combinant la sphère et le cercle, symboles helléniques de perfection, à la présence solaire, Hélios, divinité incarnée par les rois en Orient, Hadrien amplifiait implicitement le culte impérial, suivant une tendance orientalisante que poursuivront ses successeurs. Dès lors, quand Hadrien rend des décisions de justice dans son Panthéon, il se mettrait en scène comme une émanation de l’Hélios royal. Pour Pierre Gros, ce choix d'Hadrien suit la sacralisation croissante des lieux où l'empereur rend sa justice, et fait de lui le juge suprême et universel, qu'il se place sous l'oculus ou dans l'abside face à l'entrée.
Dans les Mémoires d'Hadrien, Marguerite Yourcenar place dans la bouche d’Hadrien cette vision du Panthéon, compatible avec ce que nous connaissons de la pensée romaine :

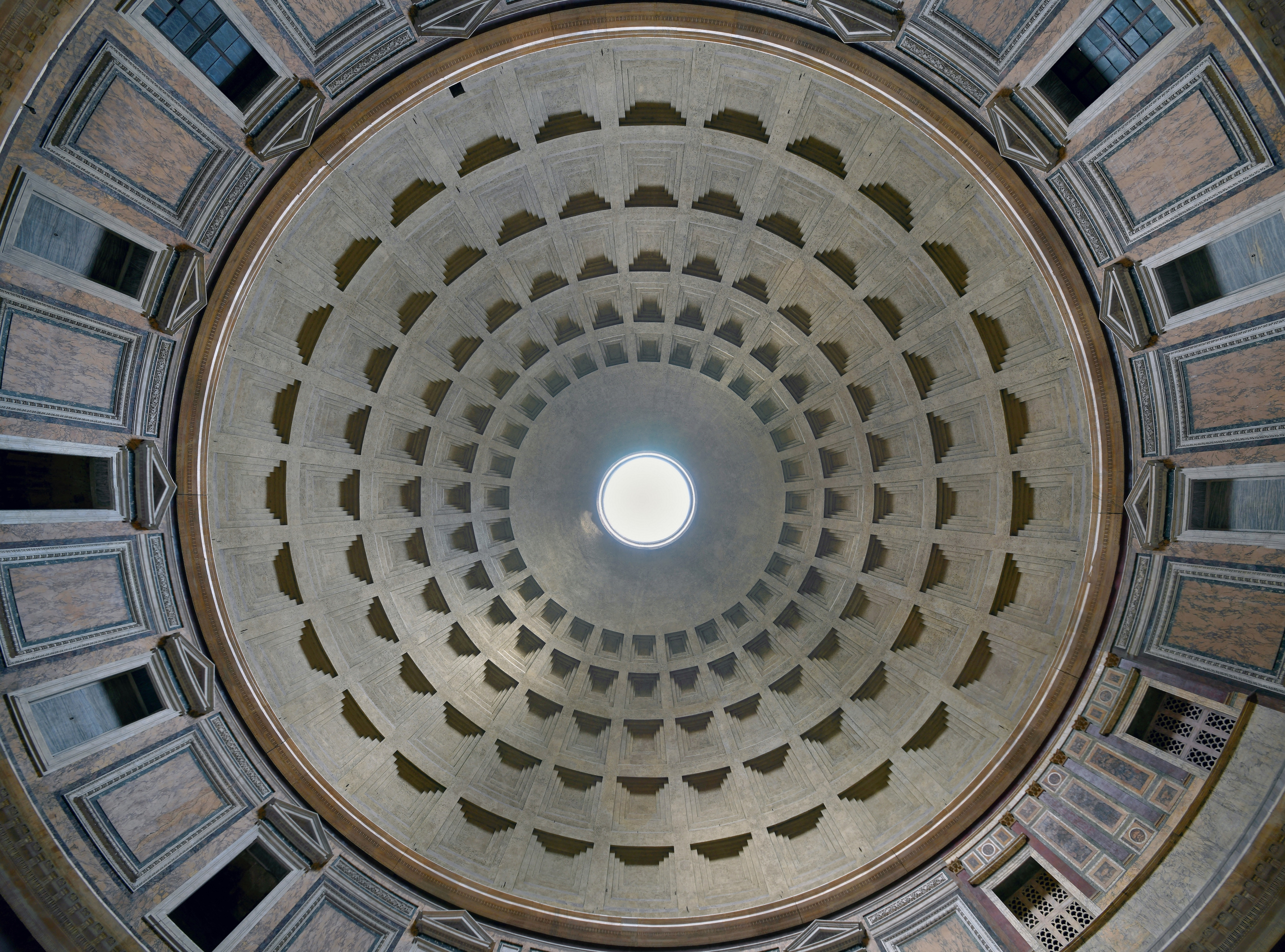
Les heures tournaient en rond sur ces caissons…

« J'étais remonté pour la structure même de l’édifice aux temps primitifs et fabuleux de Rome, aux temples ronds de l’Étrurie antique. J’avais voulu que ce sanctuaire de tous les Dieux reproduisît la forme du globe terrestre et de la sphère stellaire, du globe où se renferment toutes les semences du feu éternel, de la sphère creuse qui contient tout. C’était aussi la forme de ces huttes ancestrales où la fumée des plus anciens foyers humains s’échappait par un orifice situé au faîte. La coupole, construite d’une lave dure et légère, qui semblait participer encore au mouvement ascendant des flammes, communiquait avec le ciel par un grand trou alternativement noir et bleu. Ce temple ouvert et secret était conçu comme un cadran solaire. Les heures tournaient en rond sur ces caissons soigneusement polis par les artisans grecs ; le disque du jour y resterait suspendu comme un bouclier d’or ; la pluie formerait sur le pavement une flaque pure ; la prière s’échapperait comme une fumée vers ce vide où nous mettons les dieux. »

— Marguerite Yourcenar,  Mémoires d’Hadrien, 1951, Plon

## Architecture de l’édifice d'Hadrien

### Contexte technique
Après l’impulsion apportée par les projets novateurs de Néron, suivis des réalisations colossales des Flaviens et de Trajan, les Romains maîtrisent parfaitement l’art du bâtiment, comme en témoignent les vastes coupoles de la Domus aurea de Néron (13 m de diamètre), des thermes de Trajan (20 m de diamètre) et de ceux de Baïes (26 m de diamètre pour le prétendu « temple de Vénus », 21,50 m de diamètre pour les thermes de Mercure) ; celle du temple d’Apollon, près de lac Averne, présente un diamètre de 35,5 m.
Les connaissances techniques et le savoir-faire des bâtisseurs romains se déploient pour cette reconstruction du Panthéon : les briqueteries d'Annius Verus et de Marcus Rutilius Lupus produisent industriellement depuis Trajan des briques standardisées de deux pieds de côté (les bipedales). Hadrien structure la nombreuse main-d’œuvre avec efficacité et de façon quasi militaire en regroupant en centuries les corps de métiers du bâtiment, arpenteurs, architectes et ouvriers,. L’usage combiné de la pierre, de la brique et du mortier, la maîtrise des techniques de l'opus caementicium, connu de nos jours comme le béton romain de chaux coulé sur coffrage, contribuent au succès de la réalisation du nouveau temple.
L’esthétique ne fut pas en reste, comme le montrent l'alliance de l'ampleur du volume et de la simplicité géométrique, le choix décoratif des matériaux et le travail sur l’éclairage intérieur.

### Plan d’ensemble
La reconstruction du Panthéon conserve l'orientation vers le nord de l’édifice d'Agrippa et sa disposition générale. Le pronaos et la rotonde occupent l’emplacement de l’ancien édifice. Par contre, l'innovation architecturale majeure est la combinaison de deux formes inconciliables à cette époque, la façade classique d'un temple octostyle et le cylindre en coupole caractérique des salles de thermes romains, soudés grâce à un bâtiment de transition, volume quadrangulaire. L’unité visuelle et esthétique s’établit d’une part grâce au prolongement des corniches médiane et supérieure qui ceinturent le haut de la rotonde et du bâtiment de transition, d’autre part par le dessin d’un second fronton sur la façade du bâtiment de transition, en écho du fronton du pronaos. Le nouveau monument fut entouré d’un portique sur trois côtés d’environ 60 m sur 120 m, et précédé d’une cour pavée de travertin.

Panthéon d'Hadrien, pronaos, rotonde, coupole
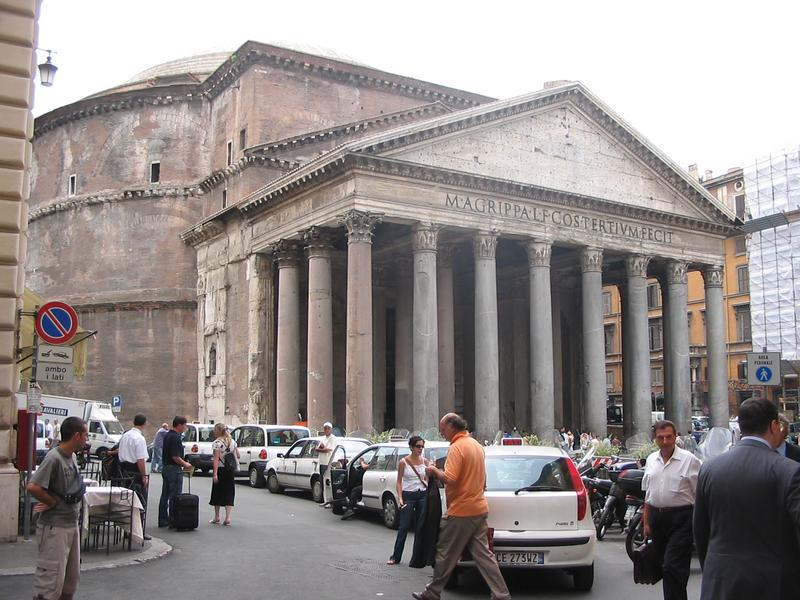
Disposition extérieure : le pronaos avec son fronton et sa colonnade, le bâtiment de transition, la rotonde.
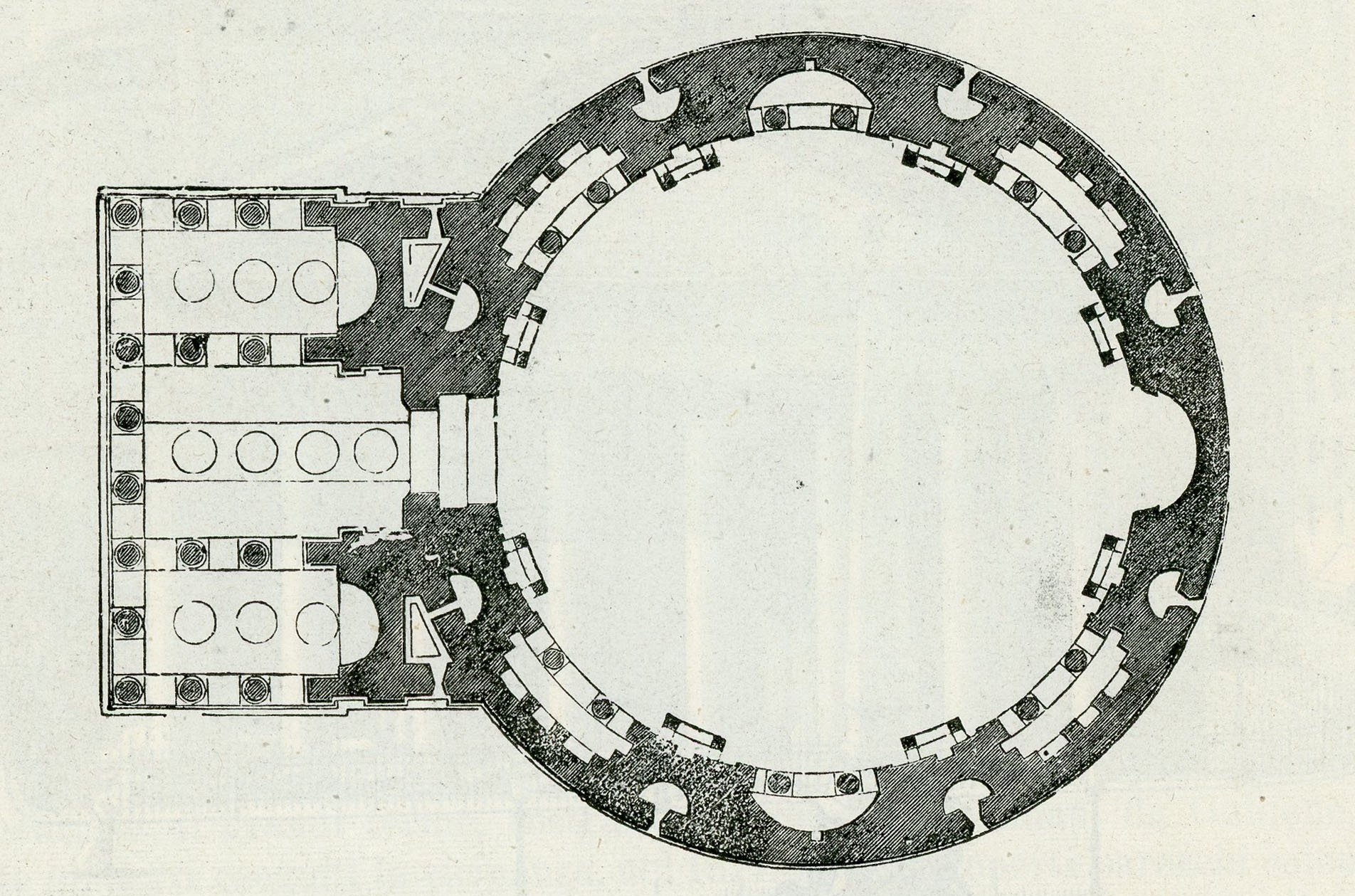
Plan du Panthéon (1894). Nord à gauche.
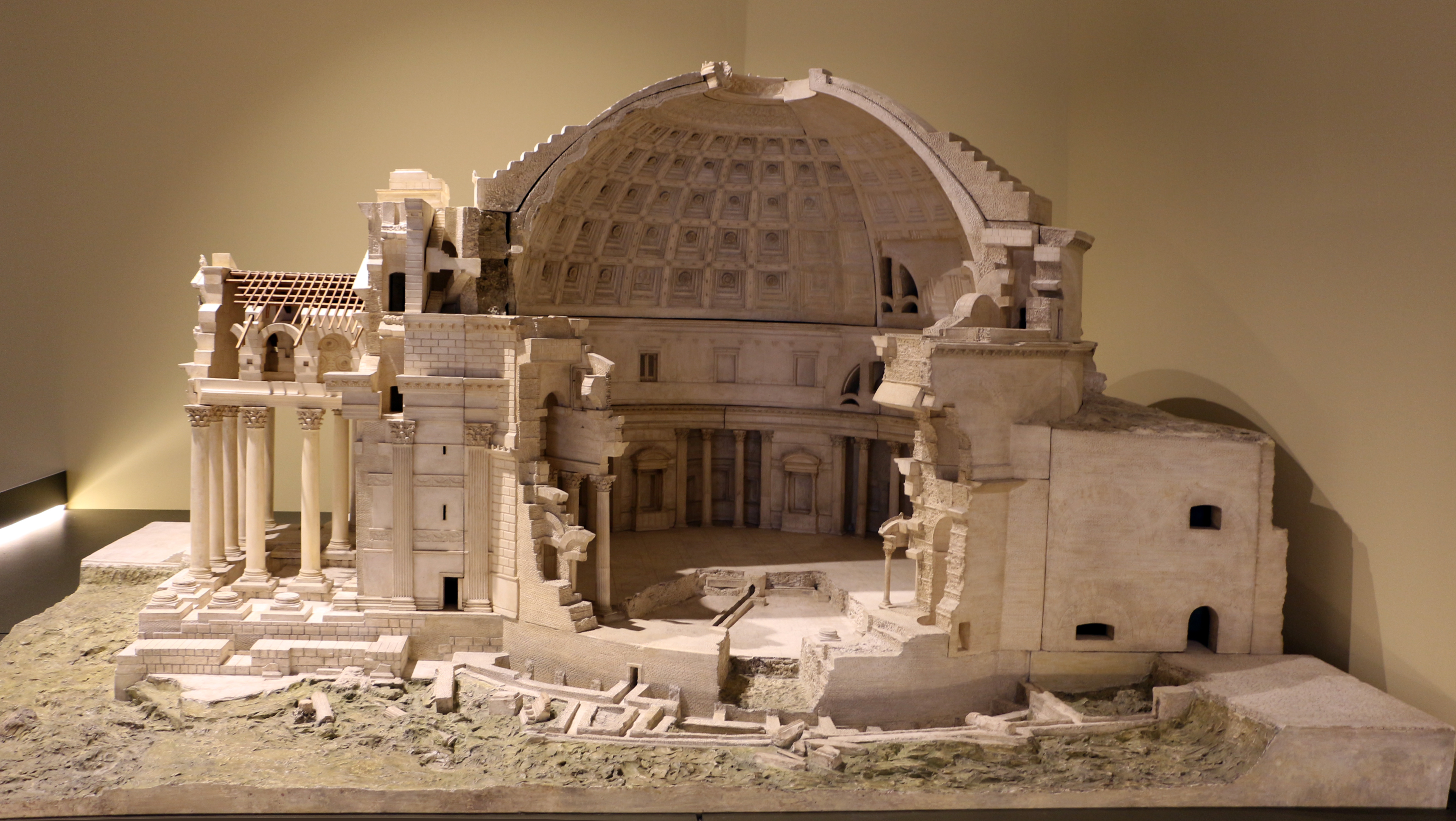
Maquette en coupe du Panthéon de Georges Chedanne, 1893.

Selon l'expression de Pierre Gros, le Panthéon devient par ses dimensions et ses formes inédites « le sanctuaire le plus grandiose de la Romanité ».

### Fondation
Le Panthéon d'Agrippa s'élevait sur le sol d'origine, un banc d'argile bleuâtre d'origine alluviale. La reconstruction d'Hadrien se superpose aux fondations antérieures de l'époque d'Agrippa. La rotonde actuelle repose sur un massif de fondation circulaire formé de couches d'éclats de travertin noyés dans du mortier (opus caementicium), de 4,5 mètres d'épaisseur et d'environ 7,3 mètres de largeur, revêtu à l'extérieur de demi-briques (semilateres).

### Le pronaos
Le pronaos, qui mesure 33,1 m de large pour 15,5 m de profondeur, était surélevé par un podium de 1,3 m et accessible par un escalier de cinq marches. Au fil des siècles, le sol environnant s’est exhaussé, et la place qui entoure le Panthéon atteint maintenant le niveau du podium.
Le portique de façade comporte seize colonnes monolithes de 14,2 m en granite, à chapiteaux corinthiens de marbre, disposées sur trois rangs : huit colonnes en façade, les première, troisième, sixième et huitième colonnes sont suivies de deux colonnes, formant ainsi trois nefs. Les écartements entre colonnes respectent les normes grecques : deux diamètres entre deux colonnes (systyle), sauf deux diamètres un quart (eustyle) pour celles du milieu. Les colonnes extérieures sont en granite gris clair, les quatre colonnes intérieures sont en granite rose plus sombre. Toutes proviennent des carrières d'Égypte. Les fûts de 11,6 m de hauteur pour un diamètre à la base de 1,51 m et au sommet de 1,31 m pèsent environ 50 tonnes. Innovation architecturale à noter, le fût des colonnes n’est pas cannelé, mais lisse. Deux colonnes ont été retirées au Moyen Âge à gauche et remplacées par des colonnes des thermes de Néron au XVIIe siècle.
La colonnade ainsi disposée délimite trois nefs ; la nef centrale conduit à la grande porte du temple, les deux nefs latérales donnent sur deux niches en demi-cercle qui devaient abriter des statues, probablement celles d’Auguste et d'Agrippa. Le dessin du pronaos par Andrea Palladio montre une charpente en poutres chevillées, tandis que son commentaire parle de « poutres faites de plaques de bronze ». Une charpente métallique est improbable, les poutres devaient être recouvertes de feuilles de bronze, que le pape Urbain VIII a fait récupérer pour la construction du  baldaquin de la basilique Saint-Pierre.

Le pronaos, fronton et colonnade
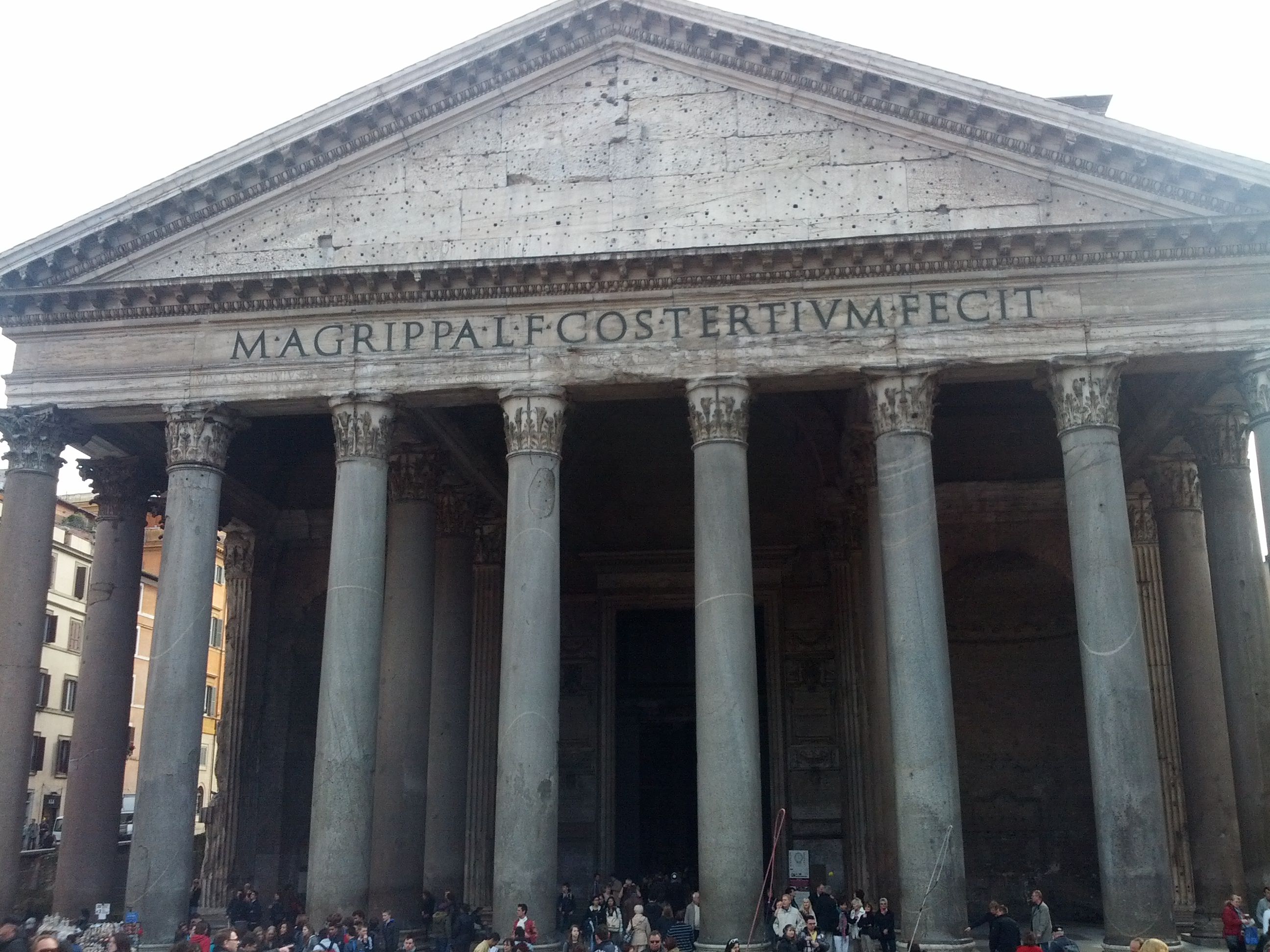
Fronton, dédicace et trous de fixation du décor.
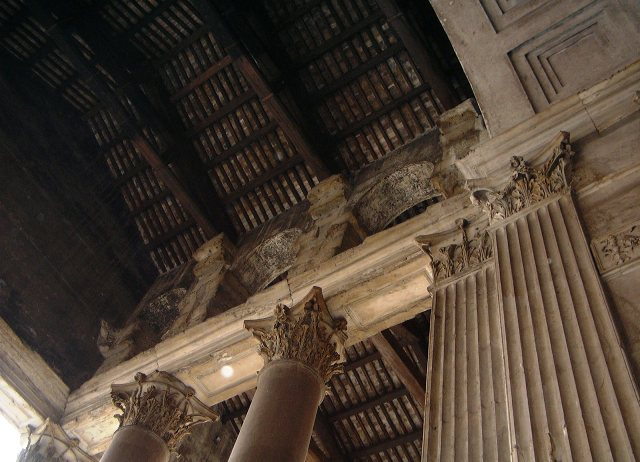
Couverture du pronaos, anciennement en tuiles de bronze.
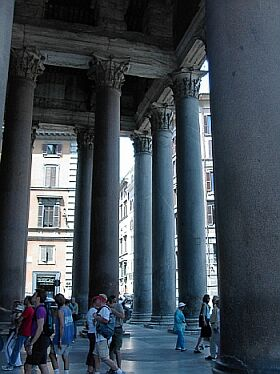
Colonnade intérieure du pronaos : différences de teinte des colonnes.
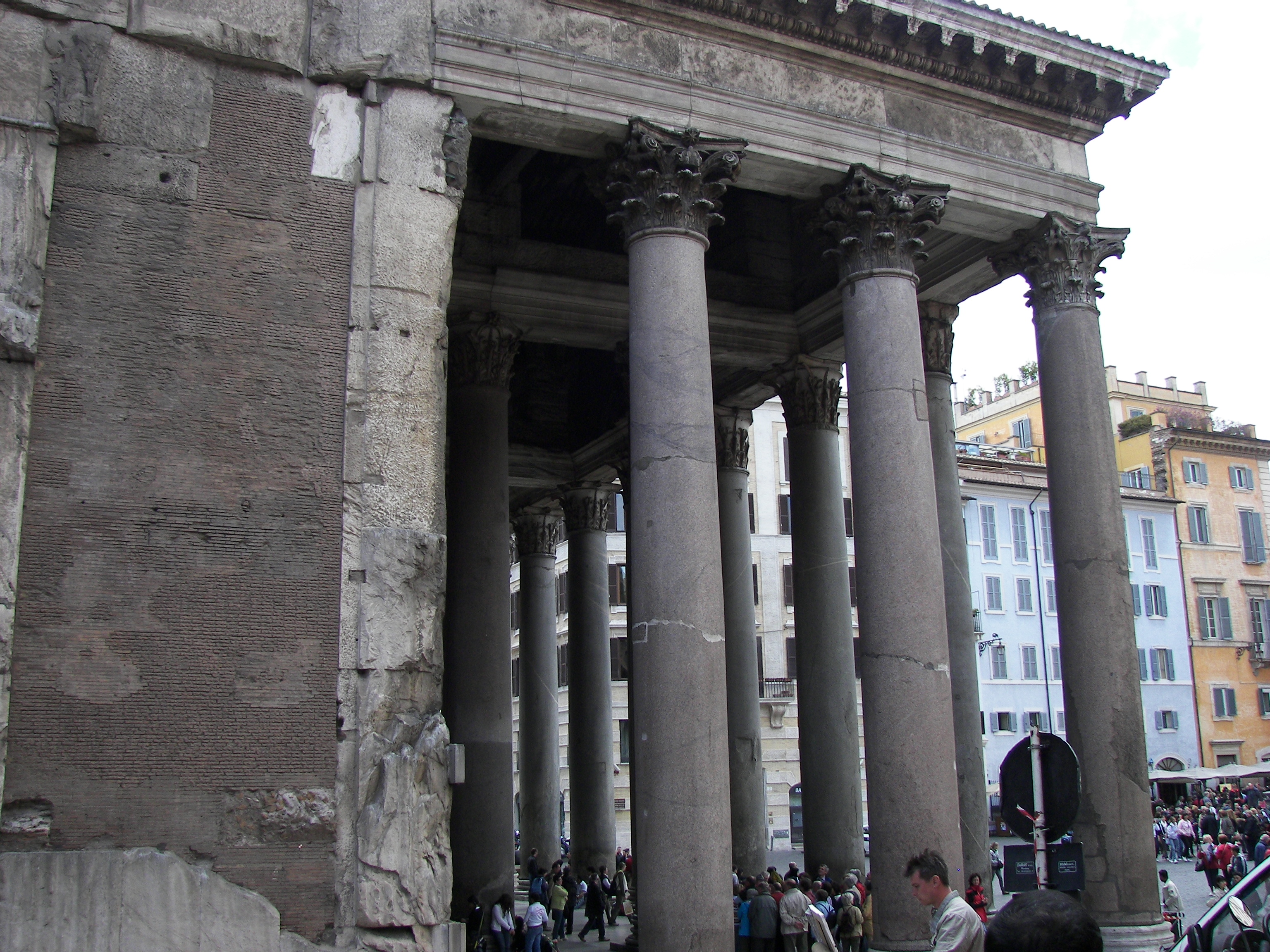
Aspect latéral du portique.
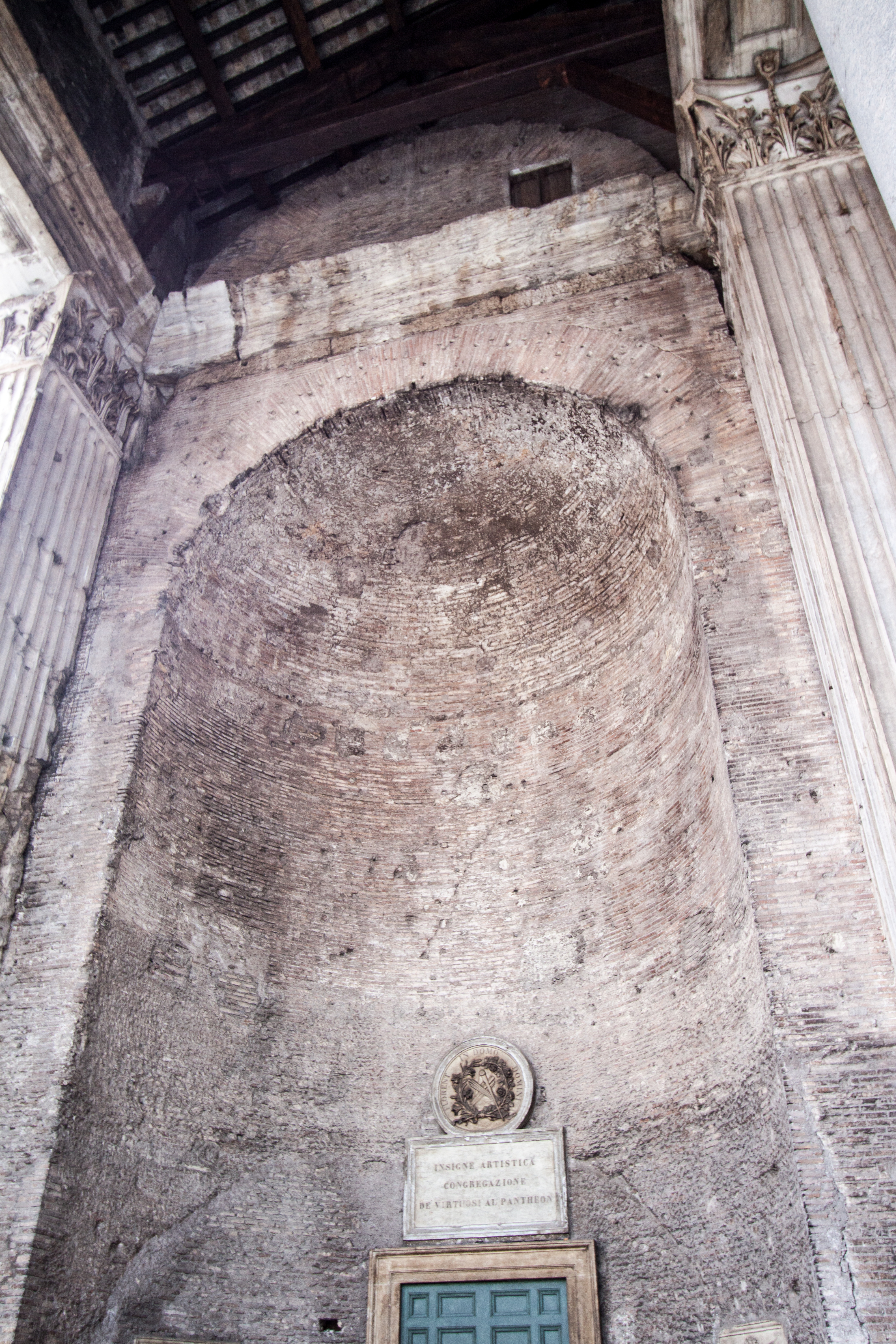
Niche latérale, côté est, emplacement de statue.

Le temple possède deux frontons surhaussés, le principal sur le portique, l'autre, peu visible, contre le mur massif qui fait la transition entre le pronaos et la rotonde. L’architrave porte deux inscriptions, celle de la fondation par Agrippa, et une seconde plus petite, mentionnant une restauration sous Septime Sévère. Le fronton, actuellement nu, était orné de décors en bronze fixés par des crampons. D’après la position des trous de fixation et notre connaissance du répertoire décoratif impérial, on suppose la présence d’un aigle de bronze aux ailes déployées et tenant dans ses serres le foudre, attribut de Jupiter,.
Des gravures incisées dans le dallage de travertin devant l'entrée du Mausolée d'Auguste ont été découvertes à la fin du XXe siècle par Lothar Haselberger. Elles constituaient deux parties de l'épure du tympan du fronton, d'au moins 17 mètres de long. Comparées au fronton du Panthéon, elles indiquent des longueurs et des angles précis au centimètre et au degré près. Les tailleurs de pierre devaient recevoir leur matériau depuis le Tibre voisin et le travailler en suivant ces épures à 800 mètres du Panthéon.

### Le bâtiment de transition
Entre le pronaos et la rotonde, un bâtiment intermédiaire rectangulaire, aussi large que le pronaos qu’il prolonge, soit 34 m, mais plus haut que lui, culmine au même niveau que la rotonde. Il forme le fond du pronaos et relie ce dernier à la rotonde, livrant passage de l’un à l’autre par son portail central. Sur chaque côté s'ouvre un escalier de service qui dessert les parties hautes du bâtiment. Sa couverture est en terrasse.
Les actuelles portes de bronze sont les plus grandes que l’Antiquité nous ait léguées. Elles ont une proportion différente de celle de l’entrée, ce qui fait penser qu'elles proviennent d’un autre édifice antique, ou selon une hypothèse proposée en 1997 par Gottfried Gruben, qu'elles auraient été récupérées des vestiges du Panthéon d'Agrippa. Les modèles de goujon de fixation figurés à droite et au centre sur le dessin de Piranèse au-dessus de la porte sont antiques, celui de droite est du XVIe siècle. Les placages de marbre blanc qui couvraient les parois extérieures et les décoraient de pilastres cannelés sont partiellement en place.

Bâtiment de transition
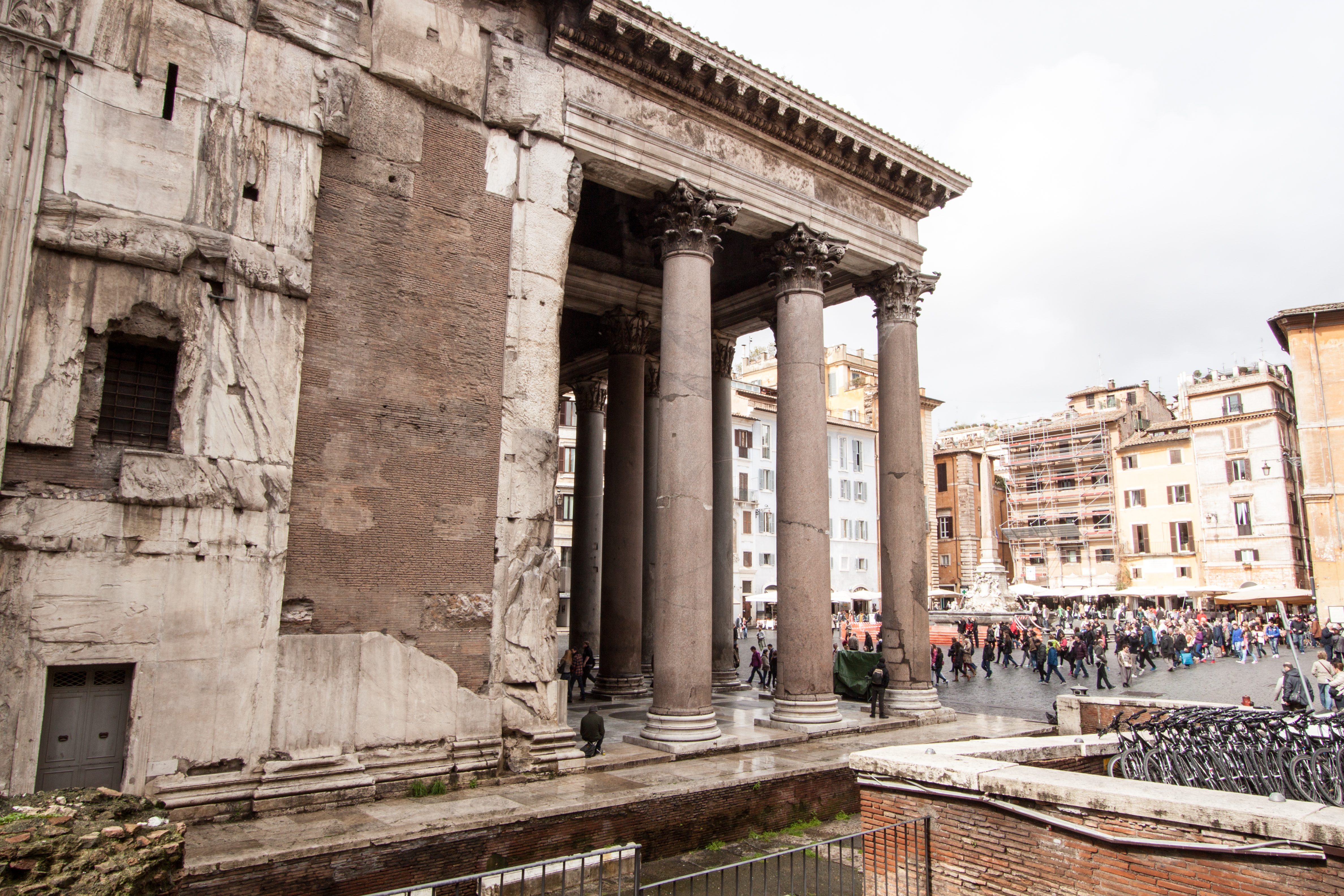
Côté gauche, vestiges de placage et porte de service.
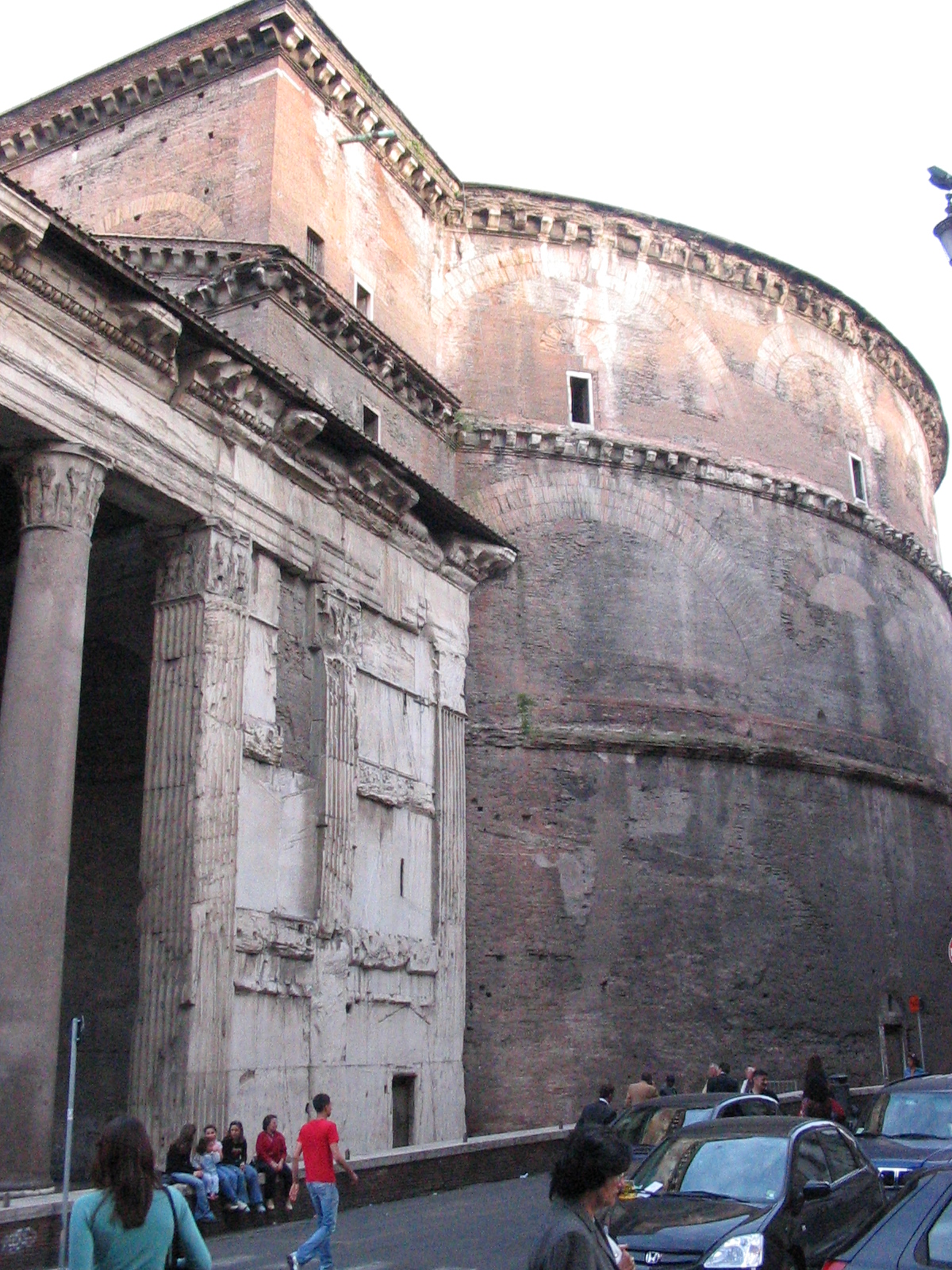
Côté droit et son placage.
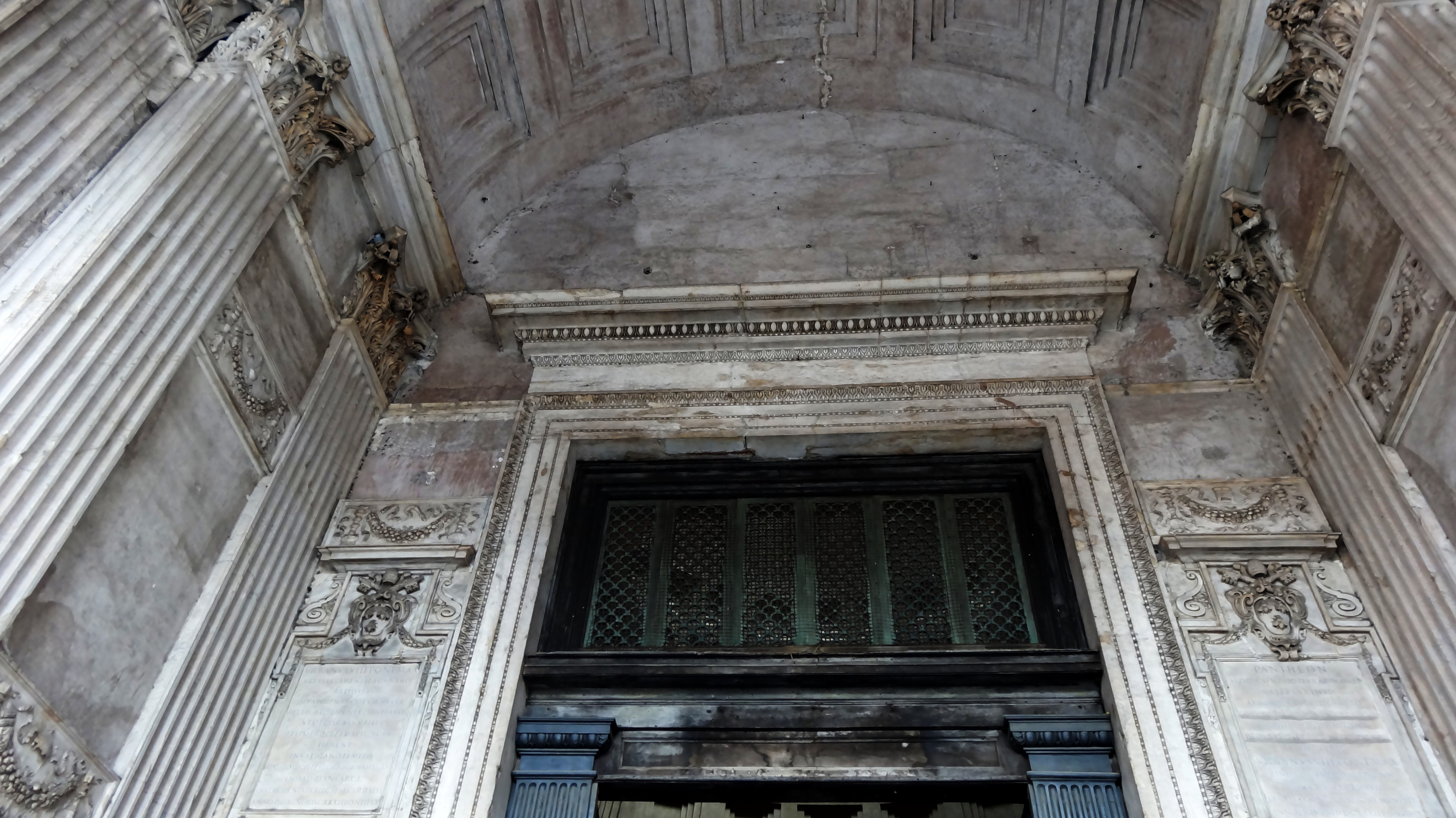
Entrée et partie haute de la porte.
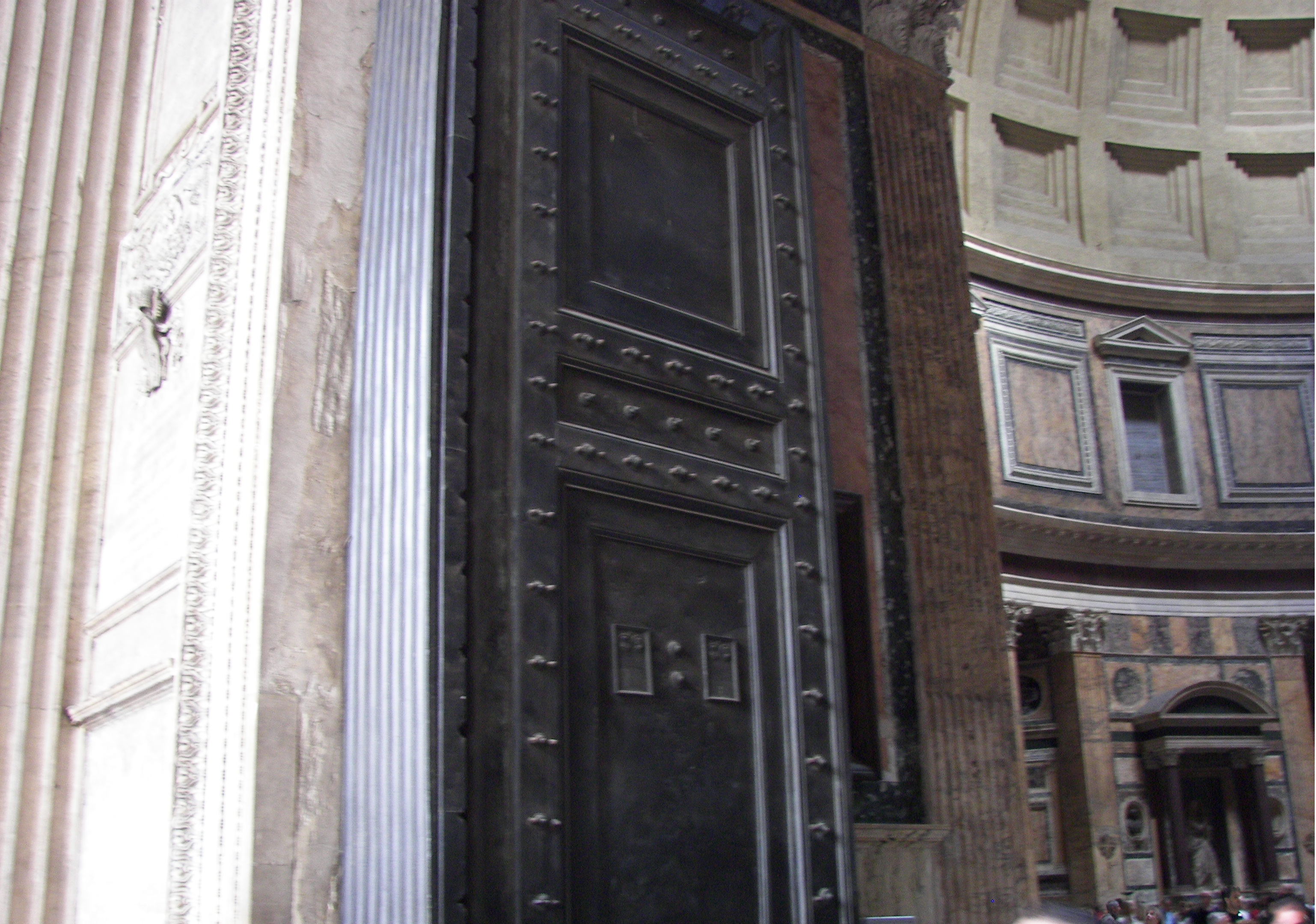
Battant gauche de la porte de bronze.
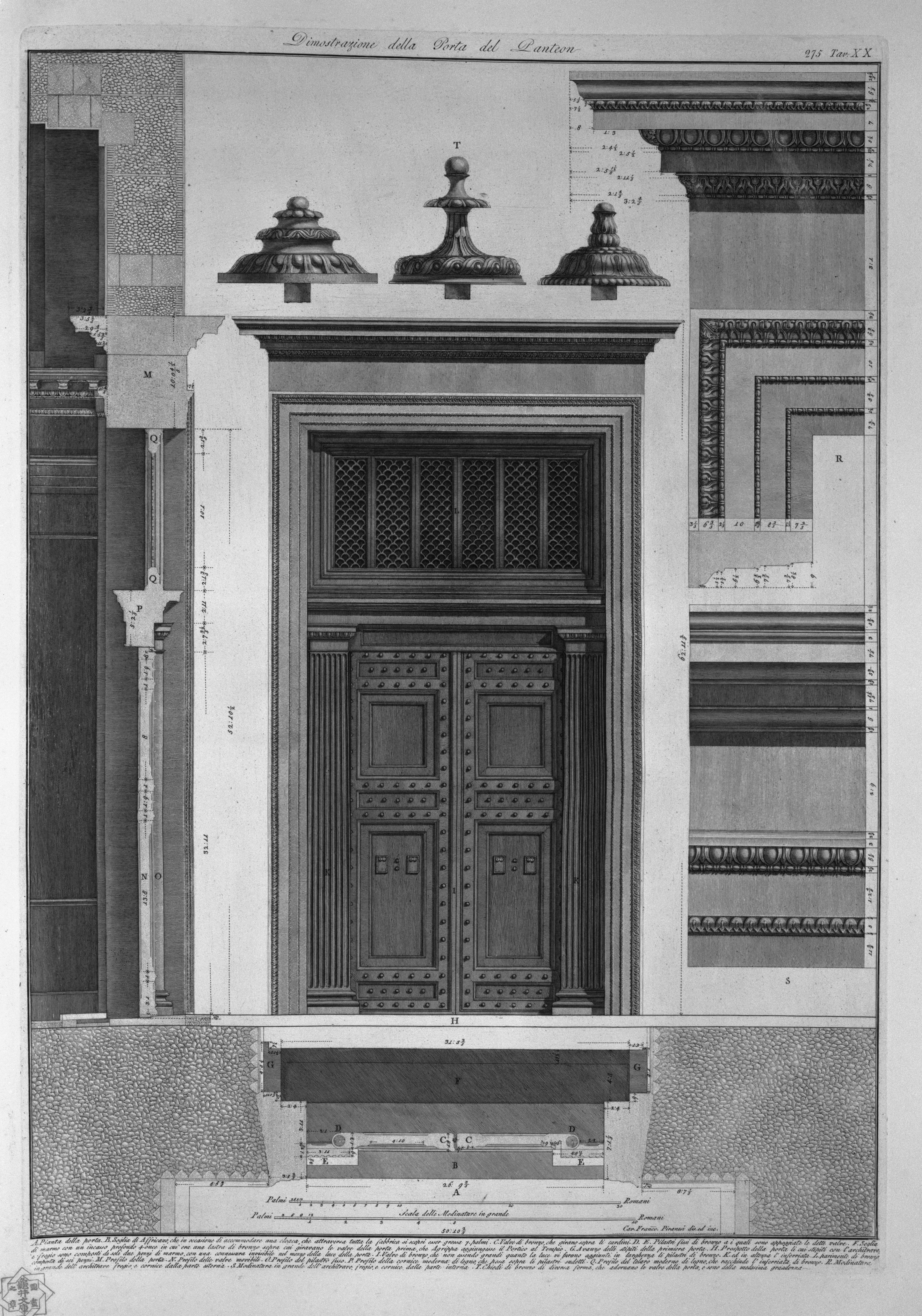
Dessin de la porte par Francesco Piranesi, 1790.

### La rotonde
La rotonde est un mur parfaitement circulaire de 58 m de diamètre extérieur qui forme une double paroi de près de 7 m d’épaisseur. Elle repose sur une fondation puissante, large de 7,30 m et profonde de 4,5 m.
Sa partie intérieure, d’un rayon de 21,7 mètres égal à sa hauteur intérieure, assure un double rôle : elle forme le décor de la cella, et elle soutient le poids de la coupole. Ce mur intérieur est subdivisé en deux niveaux horizontaux.
Le niveau inférieur, haut de 12,3 mètres jusqu'à la première corniche, est construit en béton de tuf et de travertin, avec un parement de 60 cm en demi-briques alternant tous les 1,20 mètres avec des plans horizontaux de bipedales .
Ce niveau inférieur est évidé par sept exèdres, alternativement semi-circulaires et trapézoïdales (voir plan). L’entrée constitue la huitième exèdre. Chaque exèdre est bordée par deux colonnes corinthiennes cannelées et deux pilastres de marbre jaune. L’exèdre qui fait face à l’entrée adopte une structure différente : les colonnes y sont remplacées par un arc de décharge qui mord sur le niveau supérieur et qui renvoie les forces verticales sur deux pilastres latéraux. La décoration du niveau inférieur est complétée par une série de petits édicules en légère saillie au fronton alternativement triangulaire ou curviligne. Chaque édicule placé entre deux exèdres en allège le caractère massif créé par les colonnes de soutien. Ces édicules abritaient des statues sur piédestal.
Le niveau supérieur, d'une hauteur de 9,5 mètres entre les deux corniches circulaires, alterne des couches de béton de tuf et d'éclats de briques, avec un parement de 60 cm en demi-briques alternant tous les 1,20 mètres avec des plans horizontaux de bipedales . Il est revêtu d'un décor de transition, alternant de fausses fenêtres carrées, des plaques de marbre de couleur et des rectangles de porphyre. Cette décoration réalisée en 1747 par Luigi Vanvitelli remplace la décoration romaine d’origine.
Dans l’Antiquité, de vraies fenêtres grillagées laissaient passer une lumière diffuse, indirectement captée de l’extérieur par les petites ouvertures du mur extérieur. Ces ouvertures engendraient une lueur quasi crépusculaire à la base de la coupole, renforçant l’effet de voûte céleste. Elles ont été partiellement reconstituées en 1930, sur une petite portion à droite de l’abside.

La rotonde
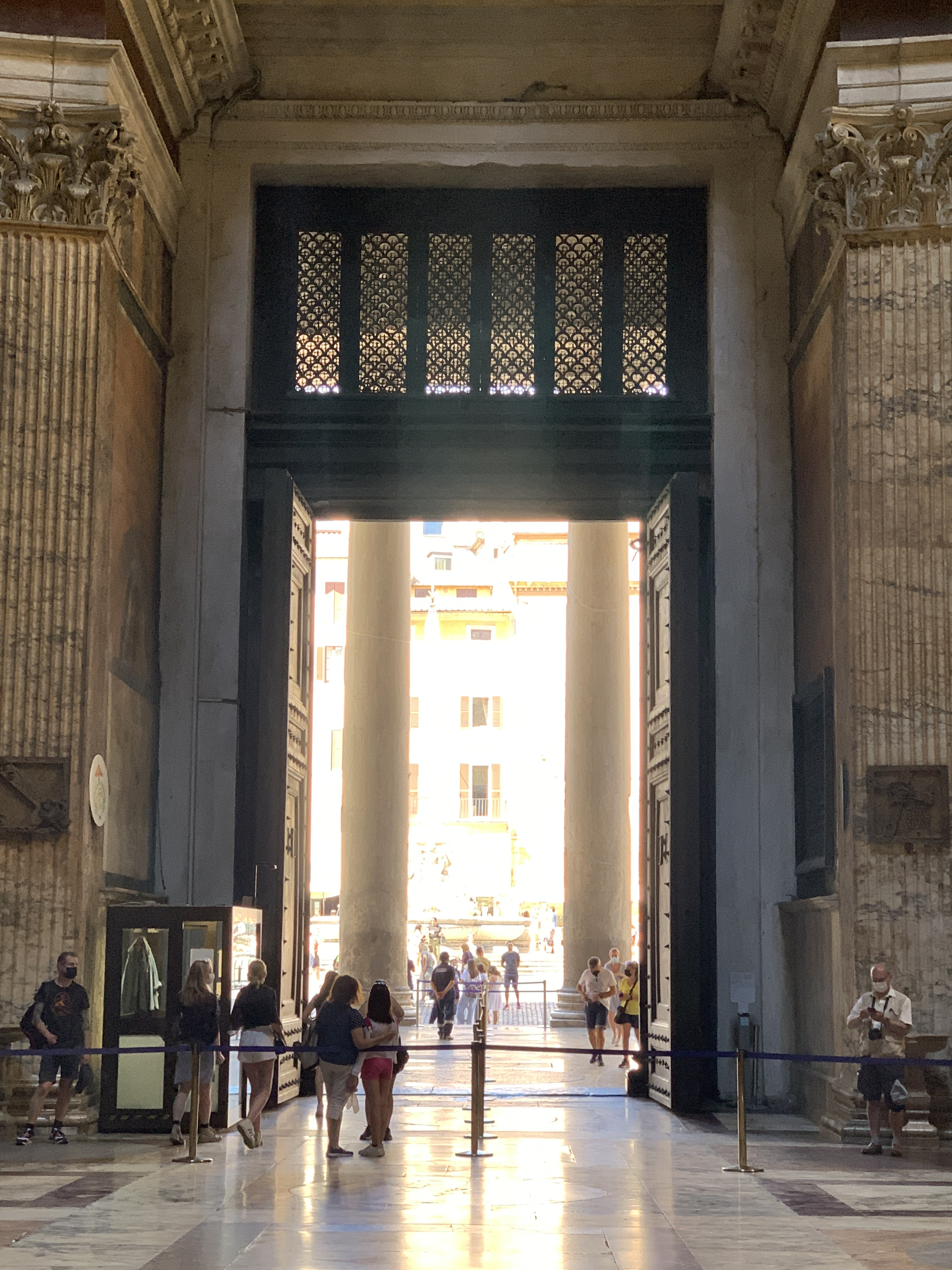
Entrée à double porte de bronze
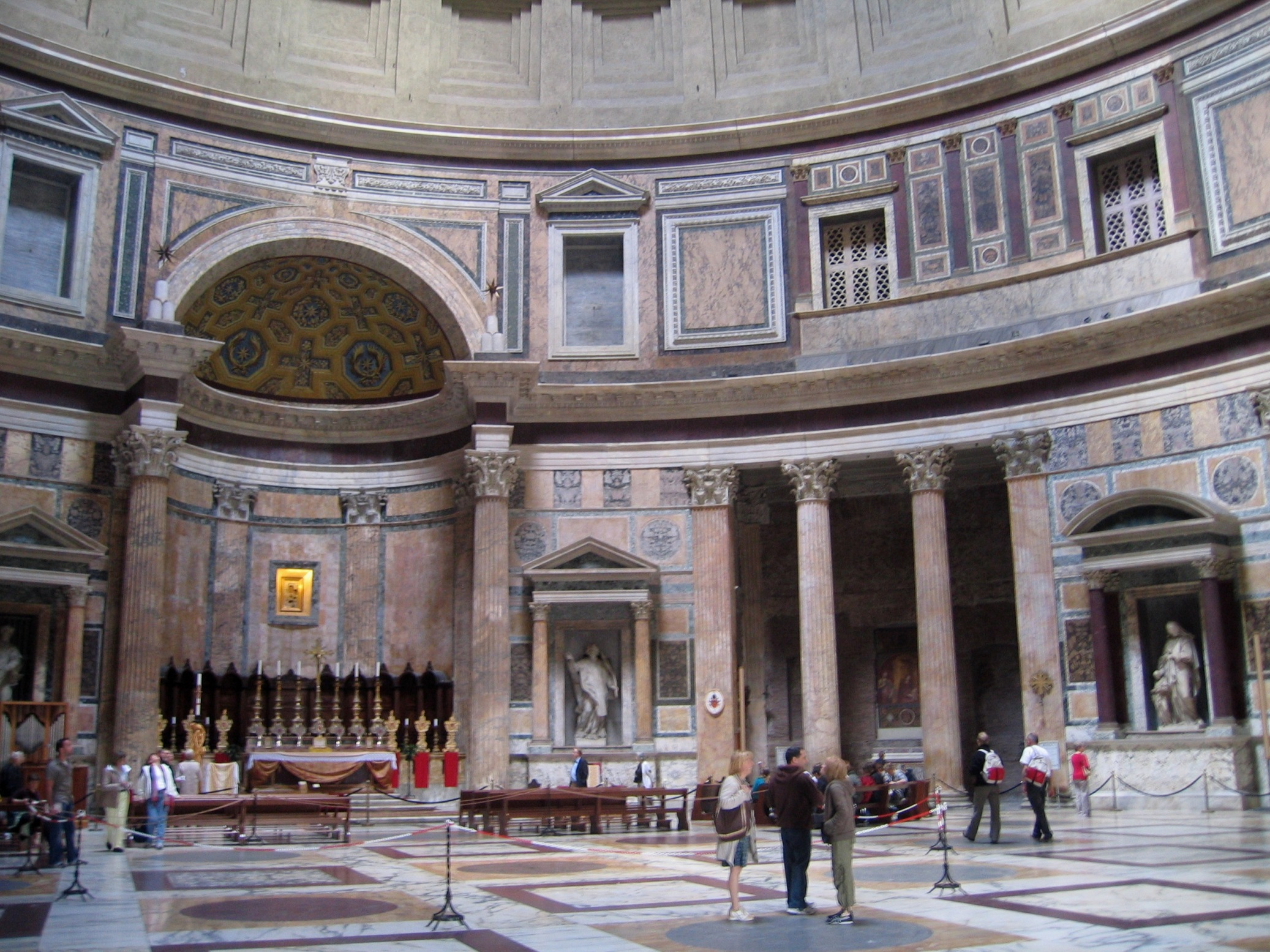
Au niveau inférieur, alternance des niches à colonnes et des petits édicules. Au niveau supérieur, décor du XVIIIe siècle en fausses fenêtres.
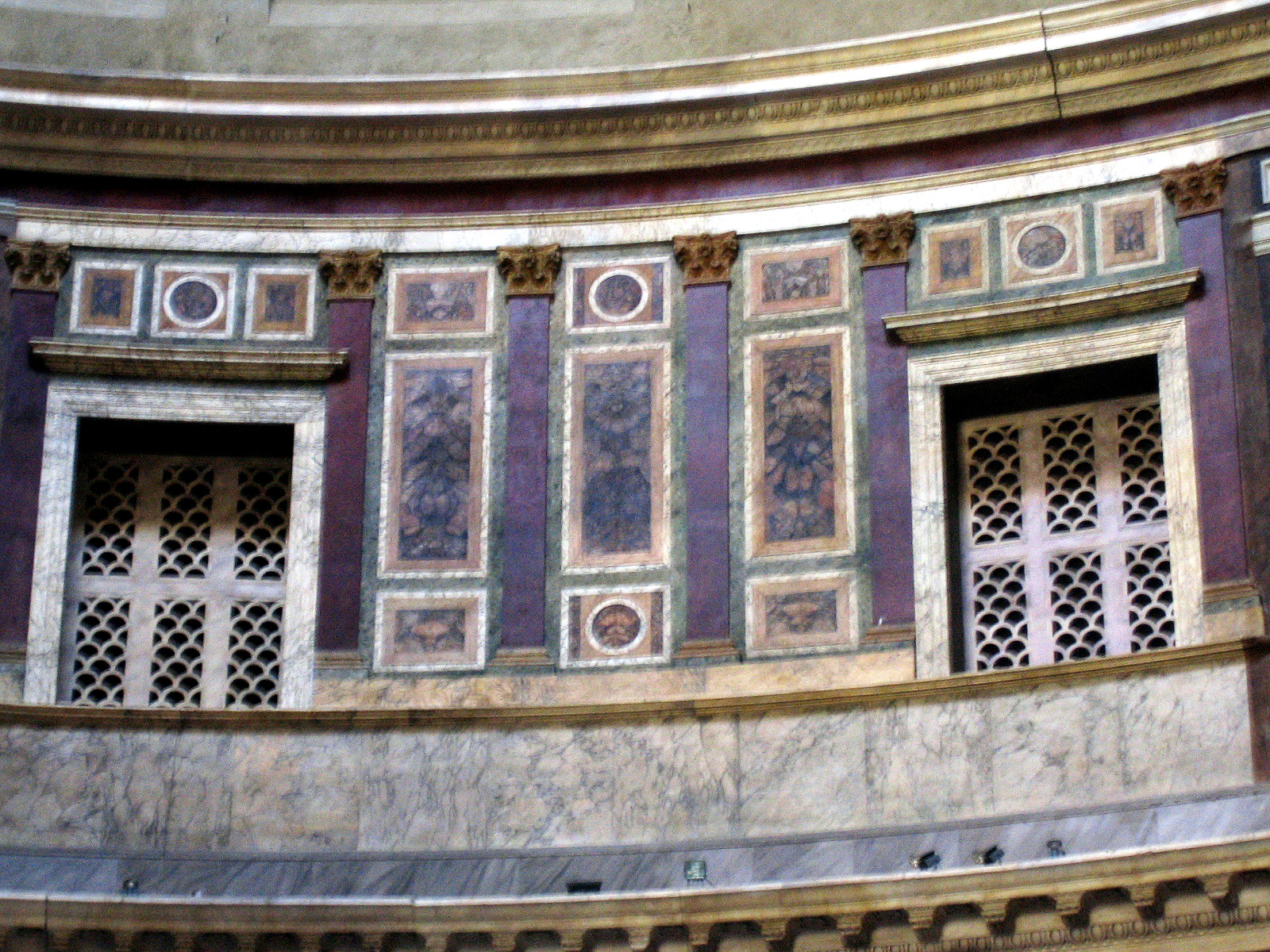
Restitution du décor d’origine du niveau supérieur : fenêtres à claustras, faux pilastres de porphyre.
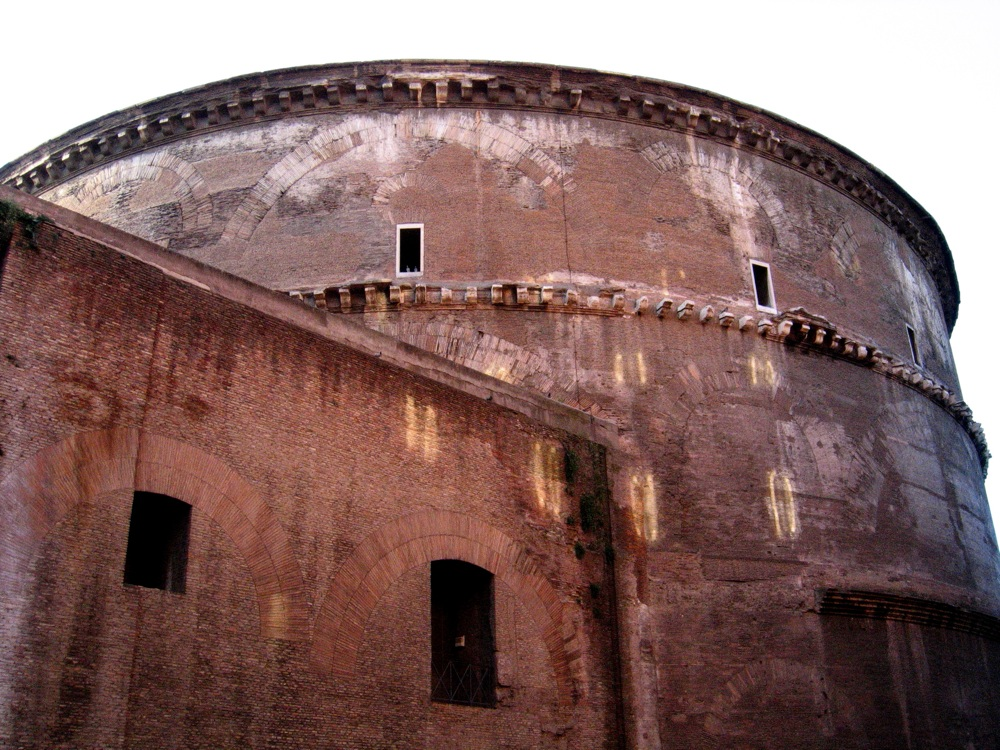
Arrière de la rotonde. Ouvertures antiques au-dessus de la corniche médiane.

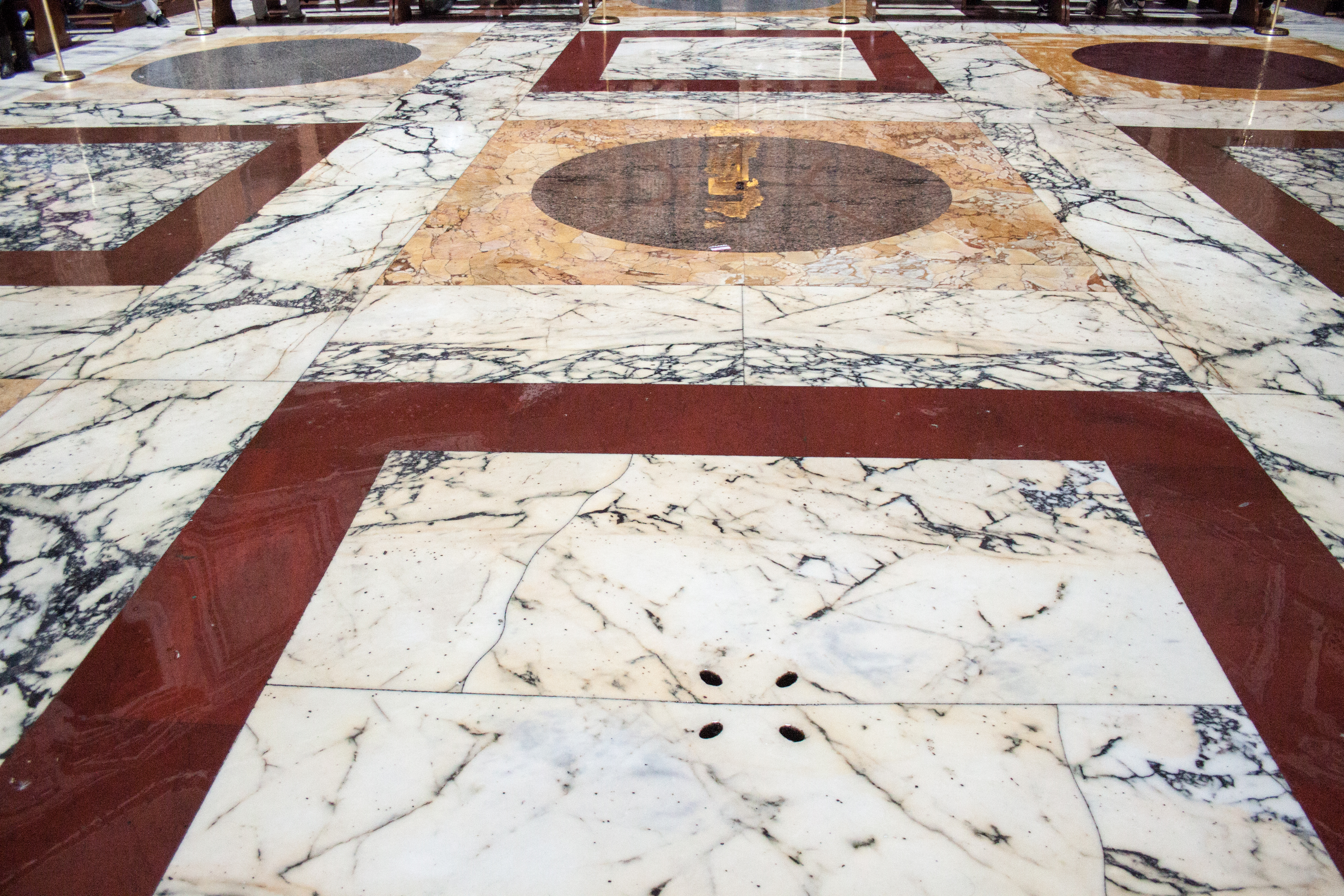
Le dallage, un jour de pluie : reflets de la coupole dans les parties sombres, quatre petites évacuations de drainage au milieu du carré central.

Le dallage du sol repose sur une chape de chaux, de tuf et de pouzzolane d'une trentaine de centimètres, recouvrant un bétonnage de débris de marbre et de travertin qui remblaie le niveau antérieur d'Agrippa, à 2,15 mètres sous l'actuel. Parfaitement restauré, il est en opus sectile (marqueterie  de dalles de pierres colorées). Il dessine un quadrillage où alternent des plaques de porphyre et de granite gris formant des motifs alternativement ronds et carrés. Pour faciliter l’évacuation des eaux de pluie qui pénètrent par l’oculus de la coupole, ce dallage est légèrement convexe, avec une surélévation de 30 cm à environ 2 m du centre de la rotonde.

### La coupole

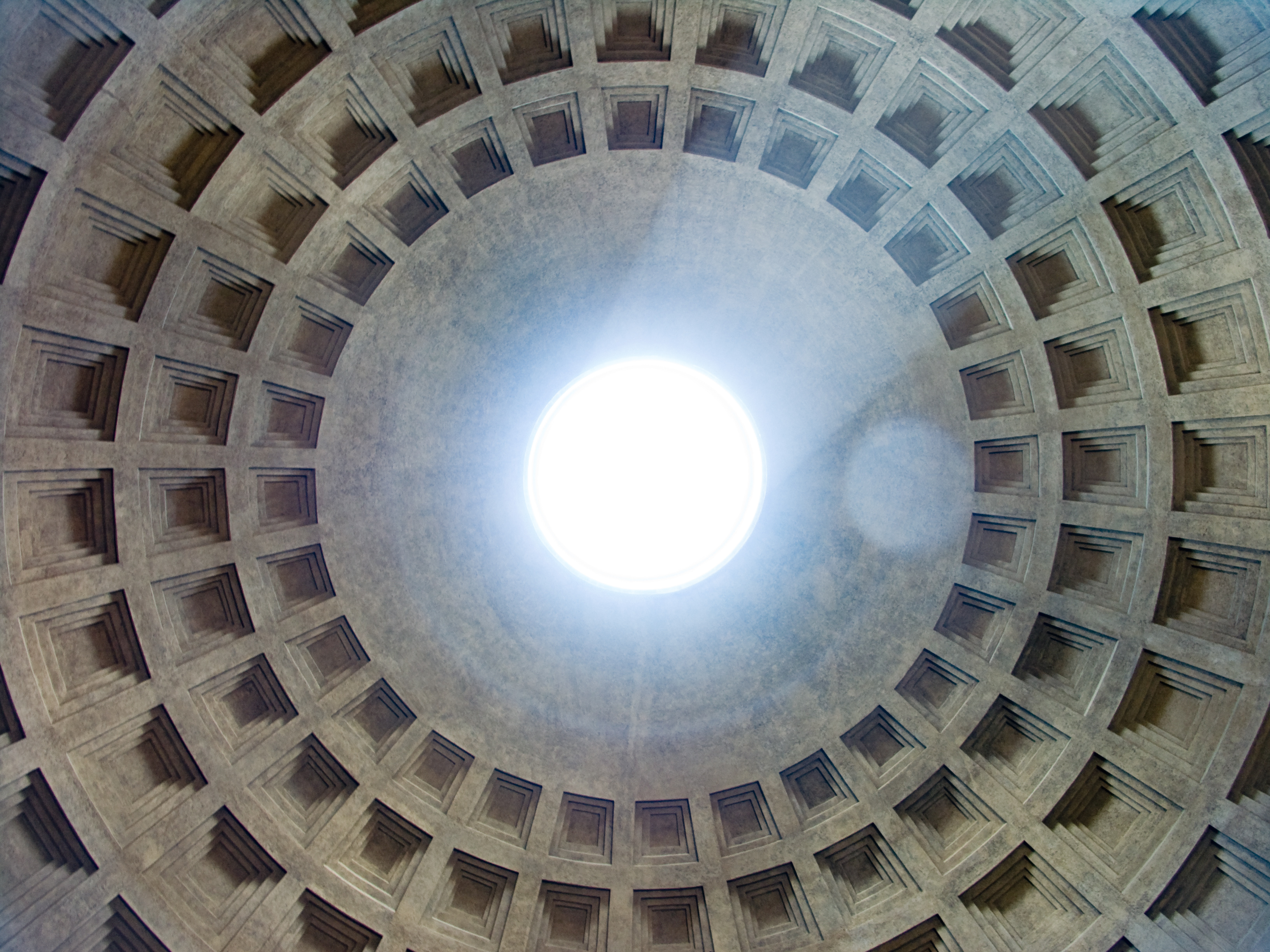
Étagement des caissons.

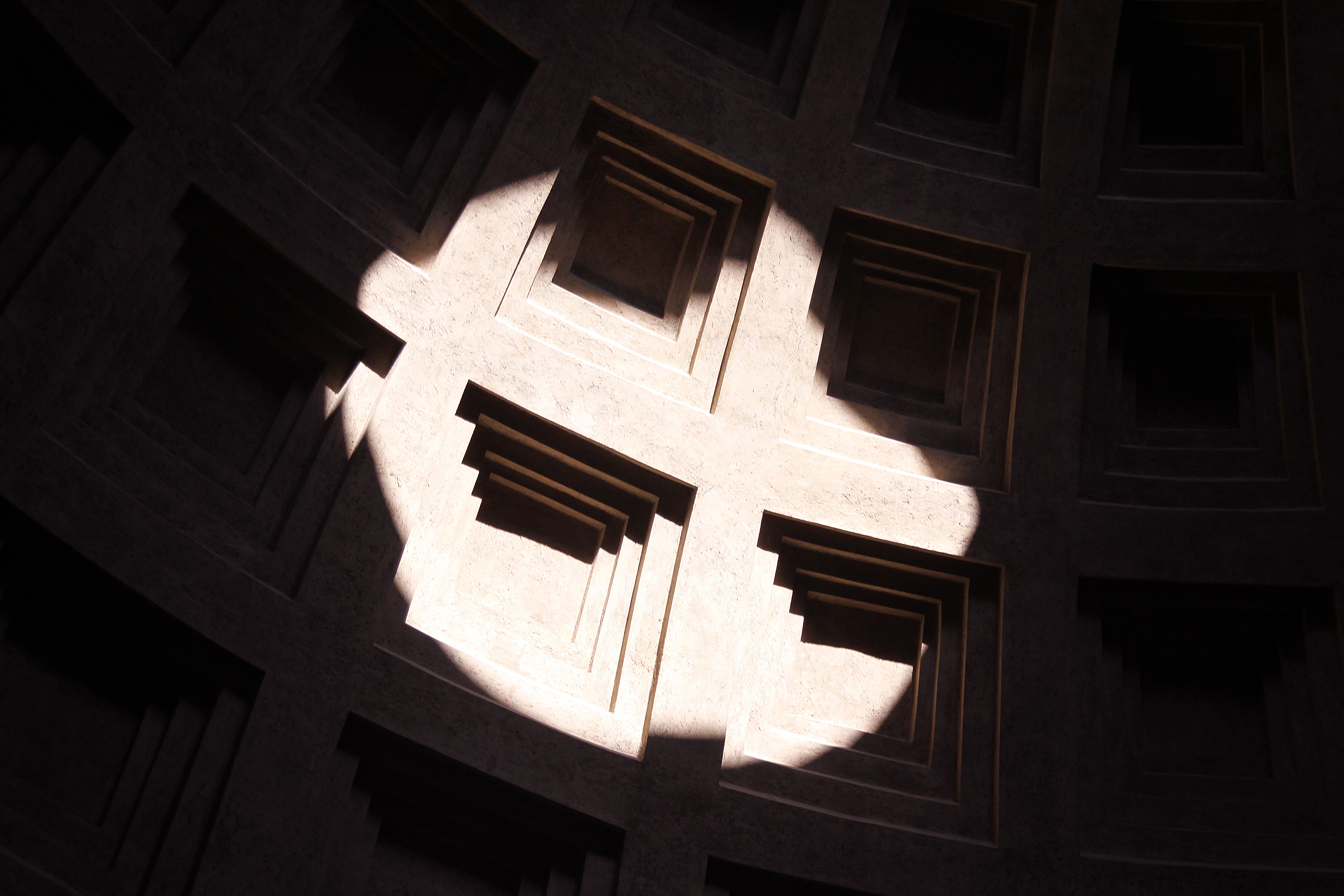
Détail des caissons, montrant le décentrage des alvéoles.

Intérieurement, la voûte s’inscrit dans une sphère parfaite de 150 pieds romains, soit 43,30 m de diamètre, d’une hauteur égale de 43,30 m,. Cette sphère théorique est donc tangente à la surface du sol. Elle est nervurée par 140 caissons en stuc, disposés sur cinq rangées de 28 caissons (anneaux concentriques de béton de pouzzolane et de calcaire) de taille décroissante qui laissent libre la calotte du sommet. Cette calotte est percée d’un oculus central de 8,7 m de diamètre. La technique des caissons permet d'alléger la coupole, de même que le matériau. Les anneaux inférieurs plus épais sont en effet en béton mélangé à des briques et blocs de tuf lourd, tandis que les anneaux supérieurs sont de béton mélangé aux tuf léger et pierres volcaniques poreuses.
Une observation attentive des caissons montre que les rectangles qui les modèlent sont légèrement décentrés vers le haut. En effet, ces moulures ne sont pas centrées sur le milieu de la sphère inscrite dans la coupole, mais sur la base de cette sphère, qui correspond au centre du sol de la rotonde. Cette subtile correction crée un effet de perspective rayonnante pour l’observateur qui se tient au centre du temple.
Les trous présents dans les caissons et dans la calotte laissent supposer la fixation d’éléments décoratifs en bronze. Certains dessins modernes de reconstitution proposent des étoiles de bronze, en symbolisme de la voûte céleste.
L’oculus sommital, renforcé par un cerclage de bronze, est l’unique source de lumière directe, car l’entrée de la cella, tournée vers le nord, est protégée par le pronaos. Il projette un ovale de lumière qui défile lentement sur les caissons de la coupole, ajoutant à la magie du lieu.
Extérieurement, la partie supérieure de la coupole est revêtue de demi-briques plates disposées en écailles, recouvertes d'un enduit d'étenchéité en opus signinum épais de 12 à 15 cm. La couverture de tuiles de bronze doré, usage exceptionnel pour une couverture romaine, est remplacée par un revêtement en plomb.

### La structure du bâtiment
La structure interne de la construction centrale (rotonde et coupole), pour résister à tous les types de contraintes, doit tout à la fois compenser les forces d’enfoncement vertical au sommet de la voûte et les forces d’écartement à la base de la coupole. Les constructeurs romains ont résolu ces problèmes par deux moyens principaux : la recherche des matériaux les mieux adaptés et la maîtrise de l'orientation des poussées.

#### Le choix des matériaux de construction

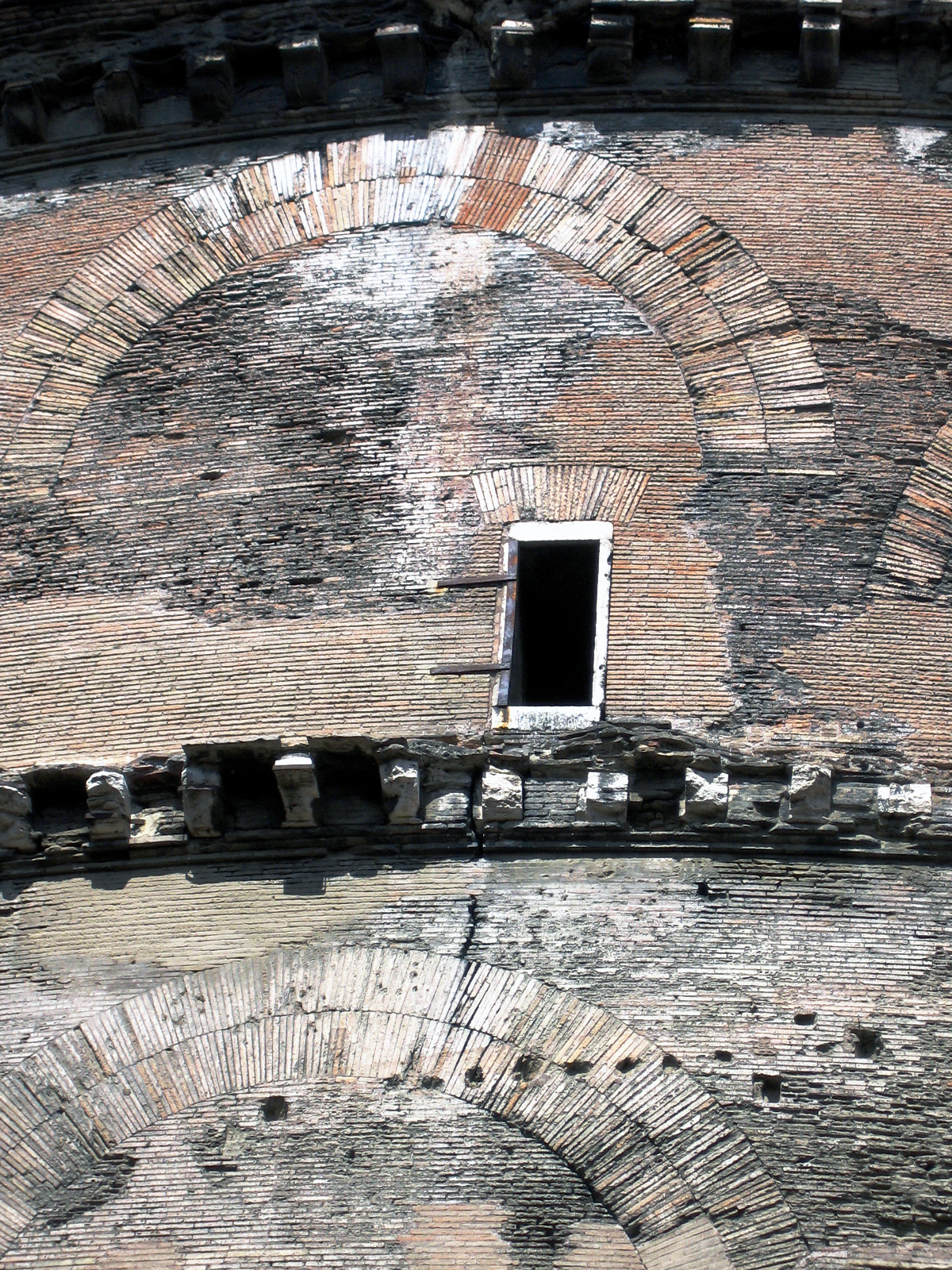
Arcs de soutien en double rangées de bipedales.

Les arcs et les voûtes sont entièrement construits de bipedali, briques cuites plates normalisées de deux pieds de côté (soit 59,2 cm), produites en série. 
L’emploi massif du béton (opus caementicium), coulé entre des parements de briques (opus testaceum), fait du bâtiment un bloc cohérent dont la rigidité assure une bonne résistance aux forces de déformation. Selon le niveau du bâtiment, ce béton inclut un granulat différent, adapté aux besoins de résistance ou de légèreté.
Partant du pied du bâtiment, on trouve successivement cinq qualités de béton : le mur de la rotonde, jusqu’à la première corniche extérieure, est constitué d'un béton laissant apparaître des éclats de tuf et de travertin, mais, entre les première et deuxième corniches, ce mur est fait d'un béton de tuf et de briques. Le premier anneau de la coupole et le mur extérieur au-dessus de la seconde corniche sont en béton de briques concassées (mortier au tuileau), tandis que le second anneau de la coupole est fait d'un béton de tuf et de briques concassées. La calotte de la coupole a fait l'objet de soins tout particuliers, puisqu'elle est constituée d'un béton allégé en granulat de pierre ponce et tuf, d'épaisseur décroissante, de 5,90 m à la base jusqu'à 1,5 m seulement au niveau de l’oculus, recouvert d’une couche d'enduit d’étanchéité de 15 cm,.
Le mortier du béton romain est un mélange de sable et de chaux. Il tend à se calcifier toujours davantage en vieillissant, ce qui lui assure une excellente tenue au fil des siècles. Ainsi coulée, la coupole constitue un dôme monolithe appelé voûte concrète, c'est-à-dire faite de matière « durcie » (« concreta » : cf. le mot français « concrétion »), la qualité du mortier assurant la cohésion de l'ensemble.

#### La réorientation des poussées

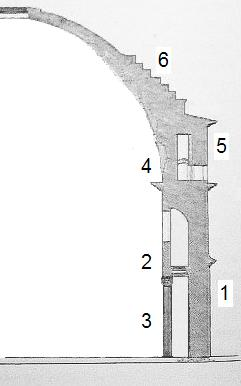
Coupe du mur de la rotonde : 1) extérieur, 2) intérieur, 3) exèdre et colonne alternant avec les piliers pleins, 4) base de la coupole, 5) surélévation du mur, 6) anneaux de charge.

Les contraintes statiques sont multiples : la base de la coupole (4) tend à pousser le mur qui la supporte vers l’extérieur. Ce cylindre n’est pas plein, mais évidé par les sept exèdres (3) et l’entrée du temple, et aussi par une enfilade de sections vides au niveau supérieur. Le poids de la coupole est ainsi supporté par les huit piliers massifs de maçonnerie qui séparent ces intervalles. Il a donc fallu à la fois compenser les poussées centrifuges et orienter les poussées verticales sur les huit piliers.
Pour parvenir à ce résultat, les bâtisseurs romains ont mis en œuvre plusieurs solutions :
- le mur extérieur (1) dépasse de 8,40 m (5) le pied de la coupole et agit comme un contrefort ;
- la base de la coupole est surchargée d'une série de sept anneaux de béton disposés en escalier (6), visibles de l’extérieur, qui redirigent les poussées latérales centrifuges par une poussée verticale ;
- dans l’épaisseur de la coupole sont inclus de grands arcs de décharge en brique qui dirigent les poussées sur les piliers de la rotonde ; d’autres arcs de briques inclus dans le mur de la rotonde, mais visibles de l’extérieur, renvoient les poussées vers les piliers ;
- la partie porteuse du mur cylindrique est renforcée par une série de petits arcs radiaux inclus entre les niveaux supérieurs du mur intérieur et du mur extérieur.

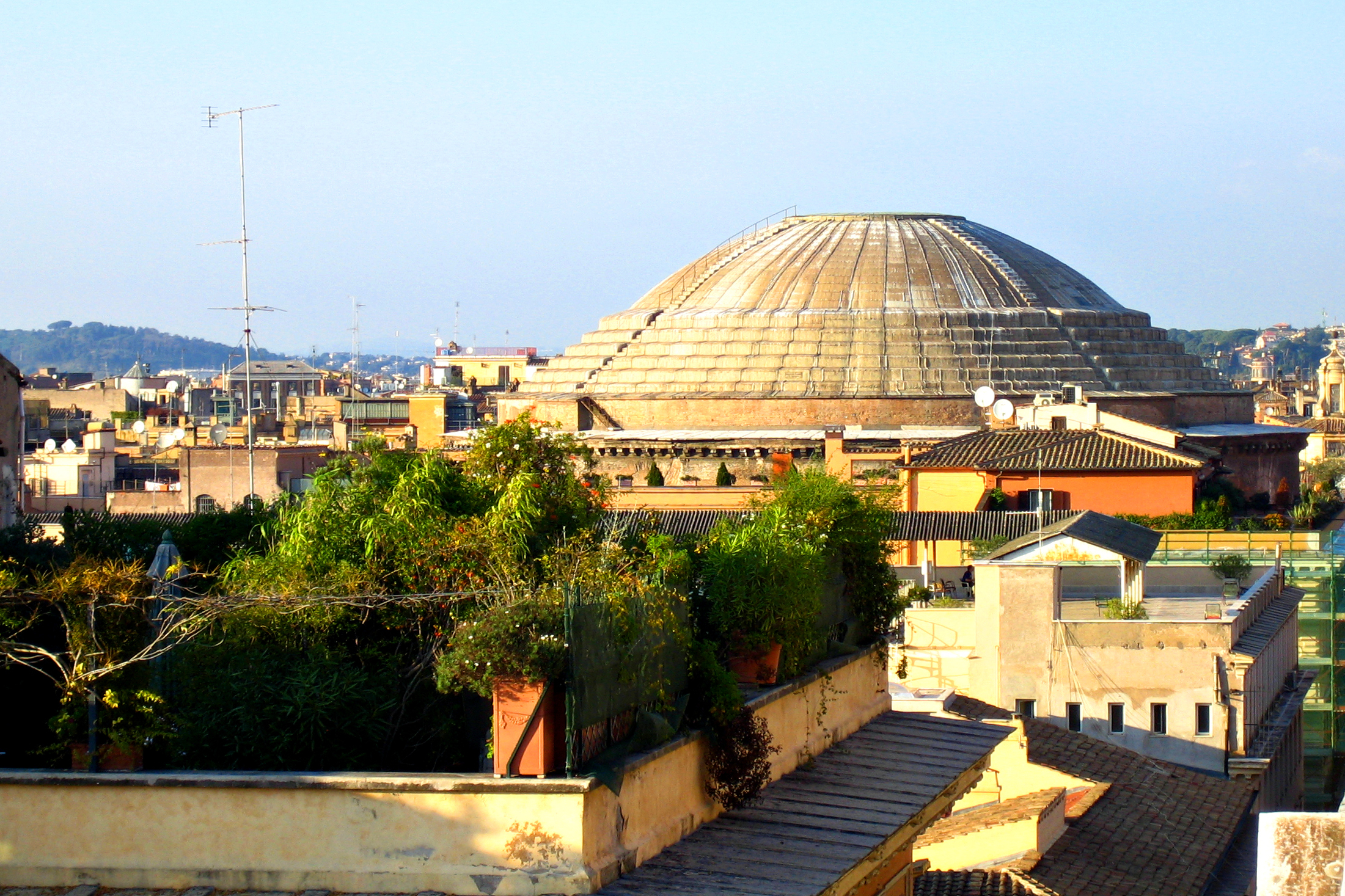
Anneaux de charge en escalier, ceinturant la coupole.
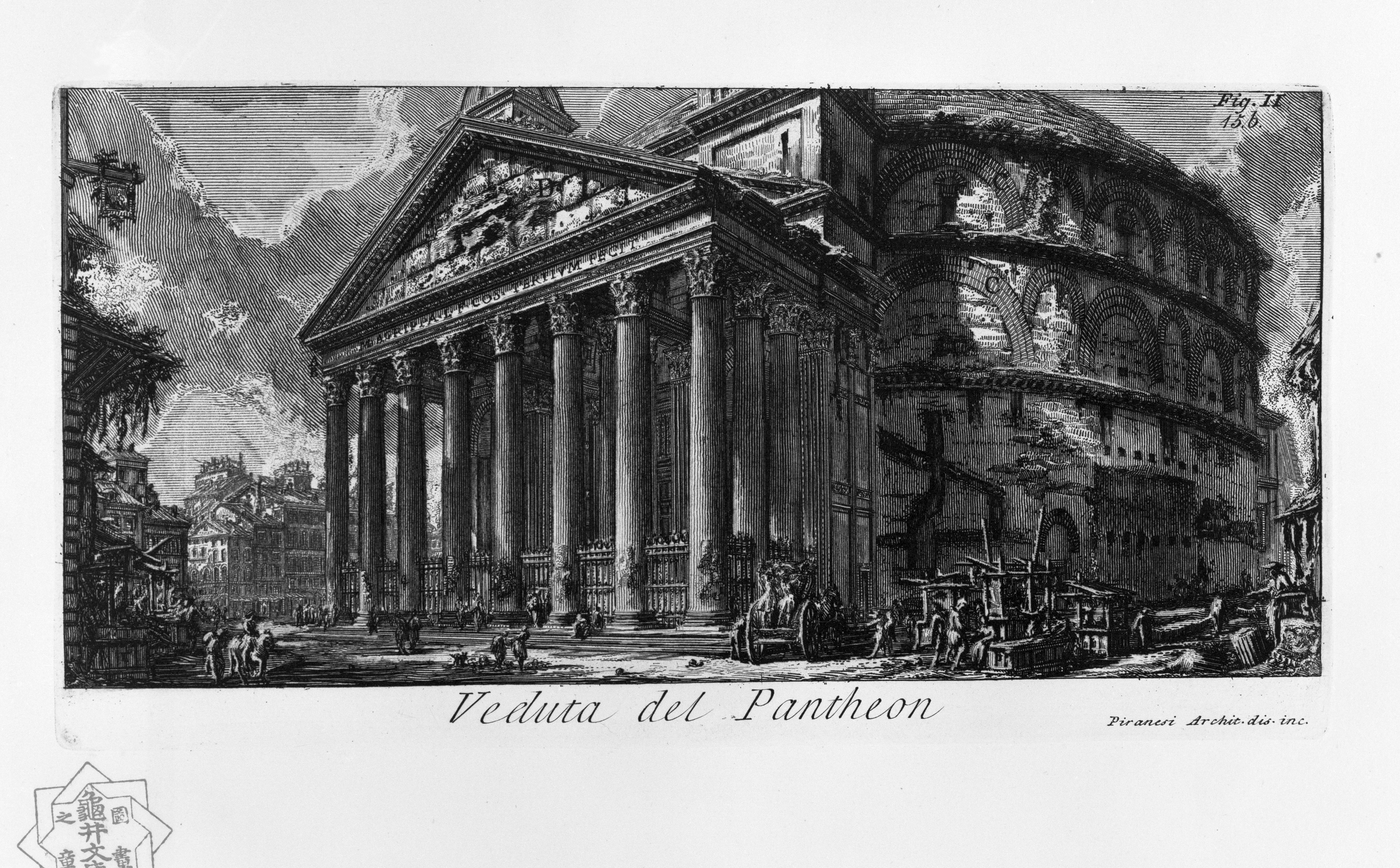
Gravure de Piranèse, montrant les arcs de décharge qui structurent la rotonde.

### Le montage de la coupole

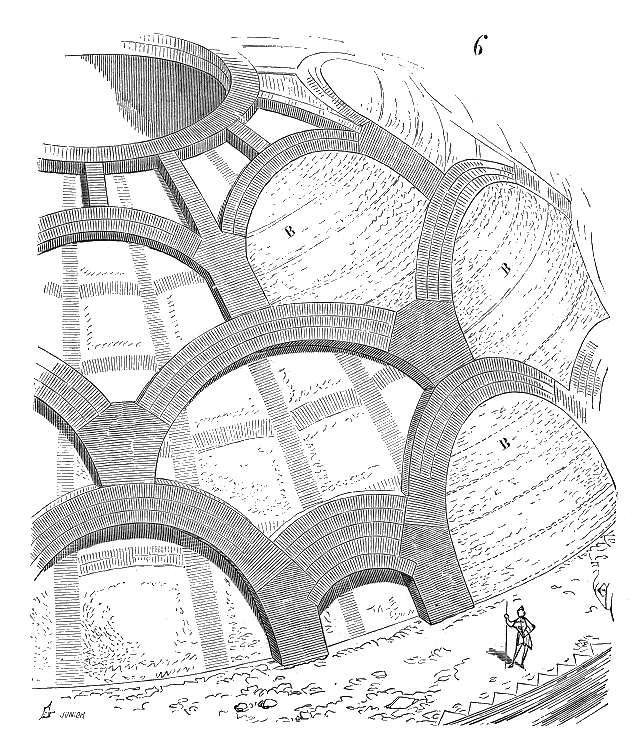
Reconstitution de la construction de la coupole par Eugène Viollet-le-Duc montrant la superposition des nervures et des arcs de décharge.

Comment les Romains ont-ils procédé pour monter la coupole du Panthéon ? On ne dispose pas de sources documentaires sur ce chantier précis ni sur d’autres, d’ailleurs. L’édification de la coupole en béton passe par la mise en place préalable d’un cintre, structure franchissant le vide, et d'un couchis, coffrage qui sert de moule.
Cent cinquante ans environ avant l’édification de cette coupole, Vitruve décrivait assez sommairement la technique pour disposer des niveaux en forme de voûte, en construisant sur des cintres montés avec des solives et couverts de roseaux. Ici, la portée imposée aux cintres est importante (43 mètres), mais l’on sait que les basiliques romaines étaient couvertes de charpentes, avec des entraits de 25 à 30 m de portée, largeur observée sur les vestiges. On peut donc admettre l’hypothèse proposée dans Gründ d’un coffrage supporté par un cintre en charpente prenant appui sur les corniches intérieures de la rotonde.
Eugène Viollet-le-Duc, qui a étudié l'architecture antique, affine ces hypothèses par la description d'une technique de construction de voûte en deux étapes, observée sur divers bâtiments romains : montage en briques et mortier d'une première couche mince de la voûte constituée de nervures en brique qui définissent les caissons intérieurs sur un cintre léger en bois, puis, après durcissement de cette couche qui forme un coffrage solide et étanche, édification du reste de la voûte avec ses arcs de décharge et son épaisseur de béton. Le procédé ainsi décrit est économique, car il ne nécessite qu'un cintrage en bois assez léger le temps de construire la première épaisseur, le cintrage porteur de la charge complète étant constitué par la première épaisseur de la voûte. Si l'usage d'un cintrage en treillis proposé par Viollet-le-Duc semble la solution la plus plausible pour Jean-Pierre Adam, les travaux effectués sur la coupole en 1892 et en 1930 ont montré l'absence du nervurage imaginé par Viollet-le-Duc et réfuté cette hypothèse.

## Transformations successives

### Période romaine

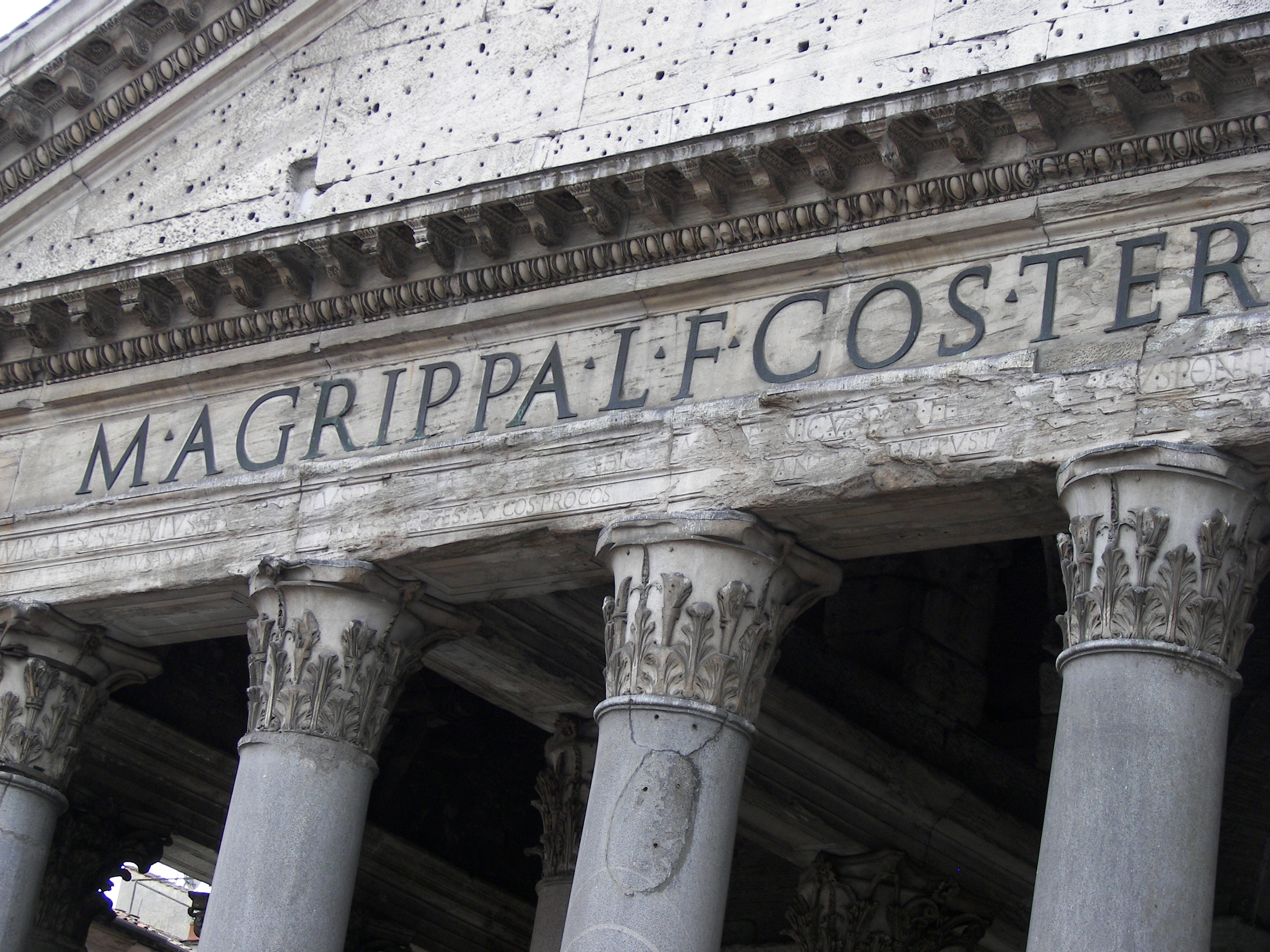
Inscription de Septime Sévère, en petits caractères.

L’Histoire Auguste cite une restauration « du temple d'Agrippa » sous Antonin le Pieux. Des briques estampillées trouvées dans les contreforts et datées de 140 environ confirment la réalité de travaux.
Une inscription en petites lettres sur l’architrave, sous celle d'Agrippa, enregistre une autre restauration sous Septime Sévère et son fils Caracalla :
L'énumération des titres impériaux date l'intervention de 202, justifiée par le vieillissement du Panthéon (vetustate corruptum). Les historiens attribuent généralement à cette restauration sévérienne la décoration en marqueterie de marbre de l'intérieur de la rotonde. D'après les estampilles de brique, des travaux ont ajouté un arc de décharge au-dessus de l'entrée de la rotonde et un mur de renfort au sud-ouest de la rotonde.
Ammien Marcellin décrit la visite à Rome en 357 de l'empereur Constance II. Il découvre la voûte et la circonférence impressionnantes du Panthéon. Dans une phrase un peu confuse, Ammien évoque les colonnes, ou plutôt les édicules selon Eugenio La Rocca, accessibles par des degrés, qui supportent les effigies des princes. Ammien ne parle plus des statues des dieux, mais de celles des empereurs, accumulées au fil des siècles.
L'instauration du christianisme met fin à l'activité cultuelle des temples antiques de Rome à la fin du IVe siècle, dont le Panthéon : interdiction de sacrifice et de fréquentation des temples en 391, interdiction par Théodose Ier de toute forme d’activité païenne en 392. Mais ces temples sont propriétés de l'empereur, et sont protégés comme patrimoine antique et ornements de la ville : en 342, l'empereur Constant prescrit au préfet de Rome la conservation en bon état des temples. En 458, l'empereur Majorien rappelle cette obligation de préservation et prévoit des peines sévères pour les fonctionnaires qui détruiraient ou endommageraient les temples et leurs ornements.

### Moyen Âge

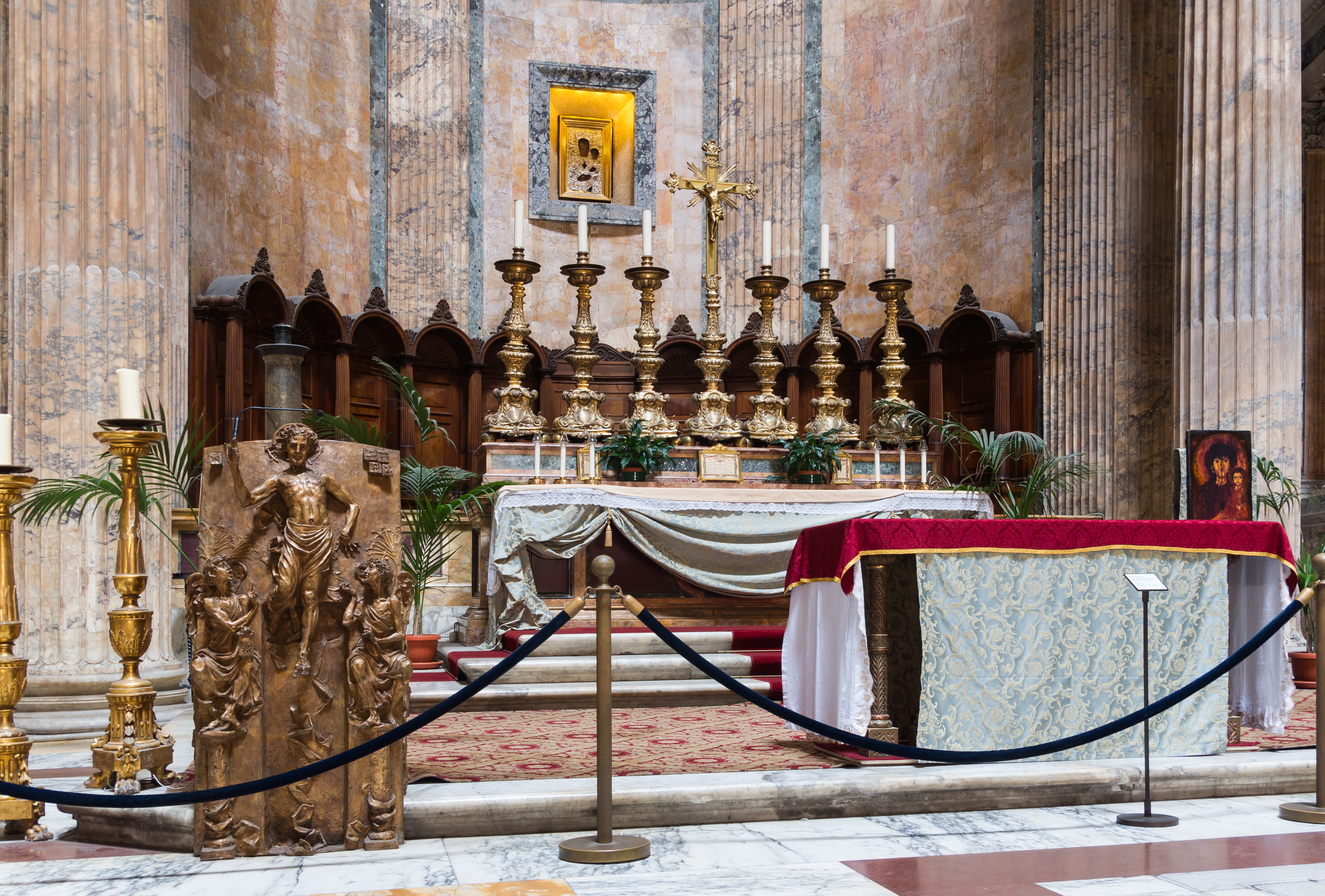
Le maître-autel de l'église chrétienne.

Les Byzantins reprennent le contrôle de Rome au VIe siècle. Visiblement le Panthéon, monument autrefois public, restait propriété impériale, puisqu'en 608, l'empereur byzantin Phocas en fait don au pape Boniface IV. Celui-ci le consacre en 610 comme église chrétienne à la Vierge Marie et aux martyrs (Sancta Maria ad Martyres, c'est-à-dire « Sainte-Marie-aux-Martyrs »), titre qu’elle porte encore de nos jours. Il y fait transférer vingt-quatre charrettes d'ossements anonymes prélevés dans les catacombes de Rome et installer un autel sur ces reliques assimilées à celles de martyrs.
Aux yeux d’un ancien Romain, s’il eût paru étrange d’admettre les pratiquants dans la cella, au lieu de célébrer le culte à ciel ouvert devant le temple, l’ensevelissement de dépouilles humaines dans le temple était un sacrilège : toute inhumation était bannie non seulement dans l’aire du temple, mais aussi dans l’espace sacré (pomœrium) de Rome. L’installation des reliques dans le Panthéon est un signe parmi d’autres de la disparition de ce tabou plus que millénaire. Néanmoins, on constate la puissance des principes architecturaux du Panthéon, dont la symétrie axiale imposa le placement de l’autel dans l’exèdre sud, face à l’entrée, et non à l’est selon l’usage chrétien. La consécration de l’édifice le sauva du vandalisme et des destructions délibérées qui ruinèrent la plupart des monuments de la Rome antique pendant le bas Moyen Âge.
En 663, l’empereur byzantin Constant II (641-668) qui menait campagne contre les Lombards en Italie du sud séjourna brièvement à Rome. À court de finances, il fit récupérer les tuiles de bronze doré qui couvraient la coupole du Panthéon. Une couverture de plomb les remplaça en 735.
Les marbres intérieurs et le grand portail en bronze ont survécu, même si ce dernier a été restauré à plusieurs reprises comme en 1563, durant le pontificat de Pie IV (1559-1565). En revanche, les marbres qui couvraient l'extérieur de la rotonde ont complètement disparu.

### Renaissance
Les grandes réalisations architecturales des papes de la Renaissance puisèrent largement les matériaux dans les vestiges de la Rome antique. Ainsi, le pape Urbain VIII Barberini (1623-1644) donna l’ordre à son architecte Le Bernin (1598-1660) de récupérer les bronzes qui décoraient l’intérieur ou couvraient le portique du Panthéon. Ils furent fondus pour réaliser de 1624 à 1635 le baldaquin de saint Pierre dans la nouvelle basilique Saint-Pierre et aussi les canons du Château Saint-Ange. Les responsables de ce pillage furent raillés par l’épigramme « Quod non fecerunt Barbari, fecerunt Barberini » (Ce que les Barbares n’ont pas fait, les Barberini l’ont fait). À la fin du pontificat d’Urbain VIII, Le Bernin ajouta deux clochetons aux extrémités du fronton du Panthéon, que les Romains surnommèrent « les oreilles d’âne du Bernin ».
À deux reprises sous Urbain VIII (1623-1644) puis sous Alexandre VII (1655-1667), il faut remplacer une (ou deux) colonnes tombées à l’angle gauche du pronaos (côté oriental), par des colonnes de granite provenant des thermes néroniens voisins. La colonne d’angle remplaçante est en granite rose, au lieu d’être gris clair, ce qui altère la régularité des colonnes de façade : en regardant l’agrandissement de la photo de face du pronaos, on constate cette différence de teinte.
L’obélisque du Panthéon qui se dresse depuis 1711 sur la fontaine vient de la piazza di San Macuto, emplacement de l'antique temple d'Isis sur le Champ de Mars.
En 1747, l’architecte et peintre baroque Luigi Vanvitelli restaure le décor intérieur de la rotonde, occultant les fenêtres qui étaient sous la coupole en les remplaçant par de fausses fenêtres. Pour ce faire, il recoupe quelques-uns des arcs soutenant la coupole, ce qui affaiblit la voûte, et provoque des fissures, observées lors des fouilles de 1892-1893. Piranèse assiste aux travaux et réalise des dessins du monument que son fils publie quarante-trois ans plus tard.

Ajouts baroques
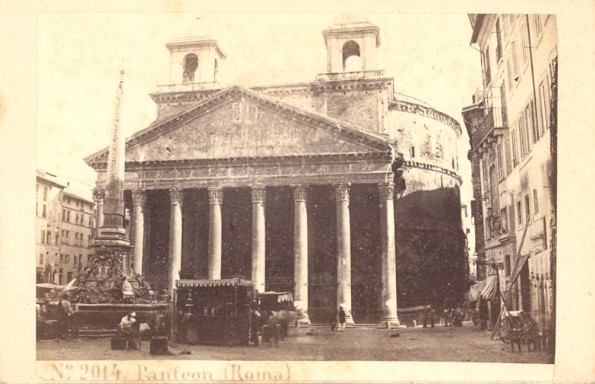
Le Panthéon, encore affublé des clochetons (les « oreilles d'âne ») du Bernin. Photographie Behles & Sommer.
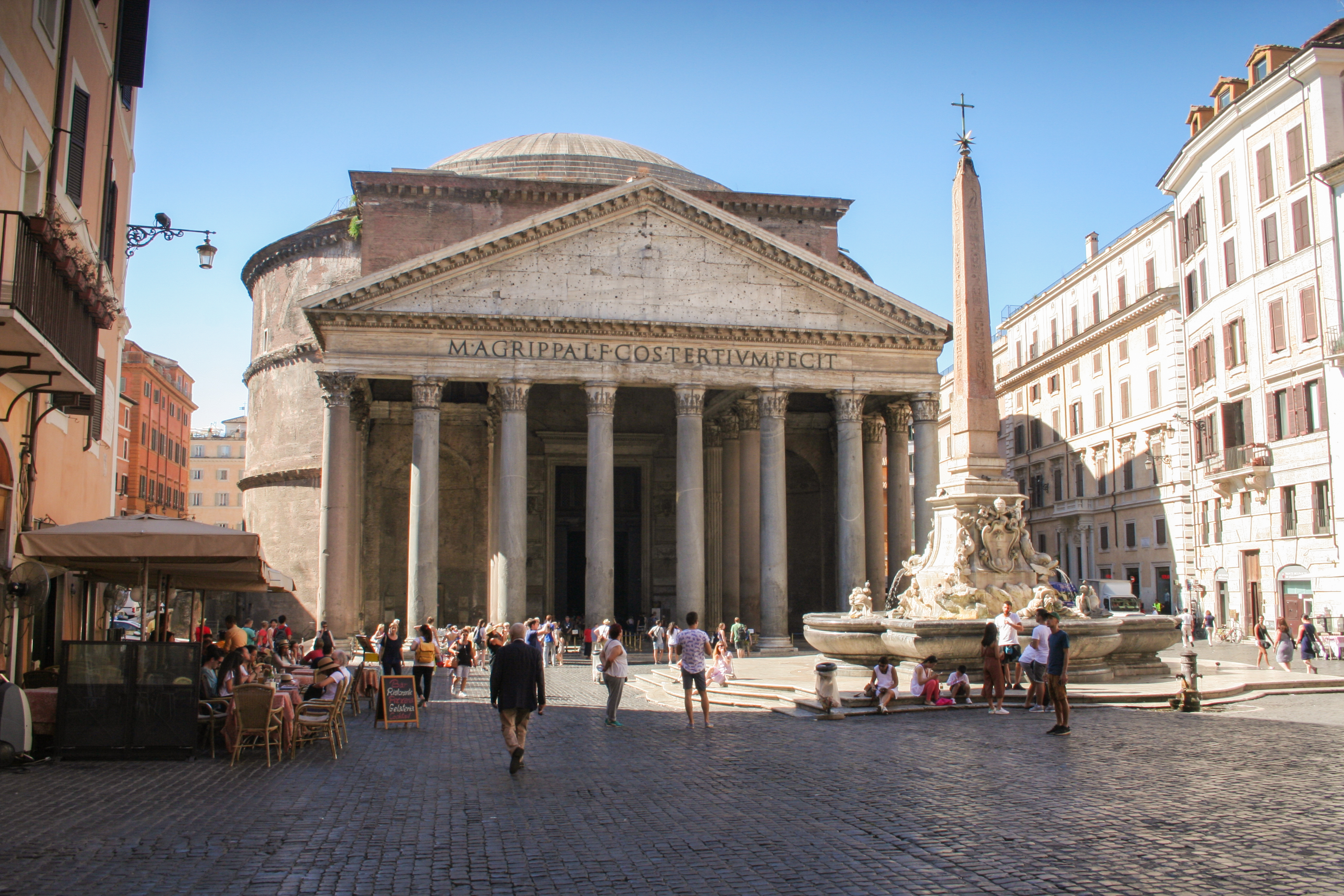
Panthéon et obélisque de la Piazza della Rotonda.
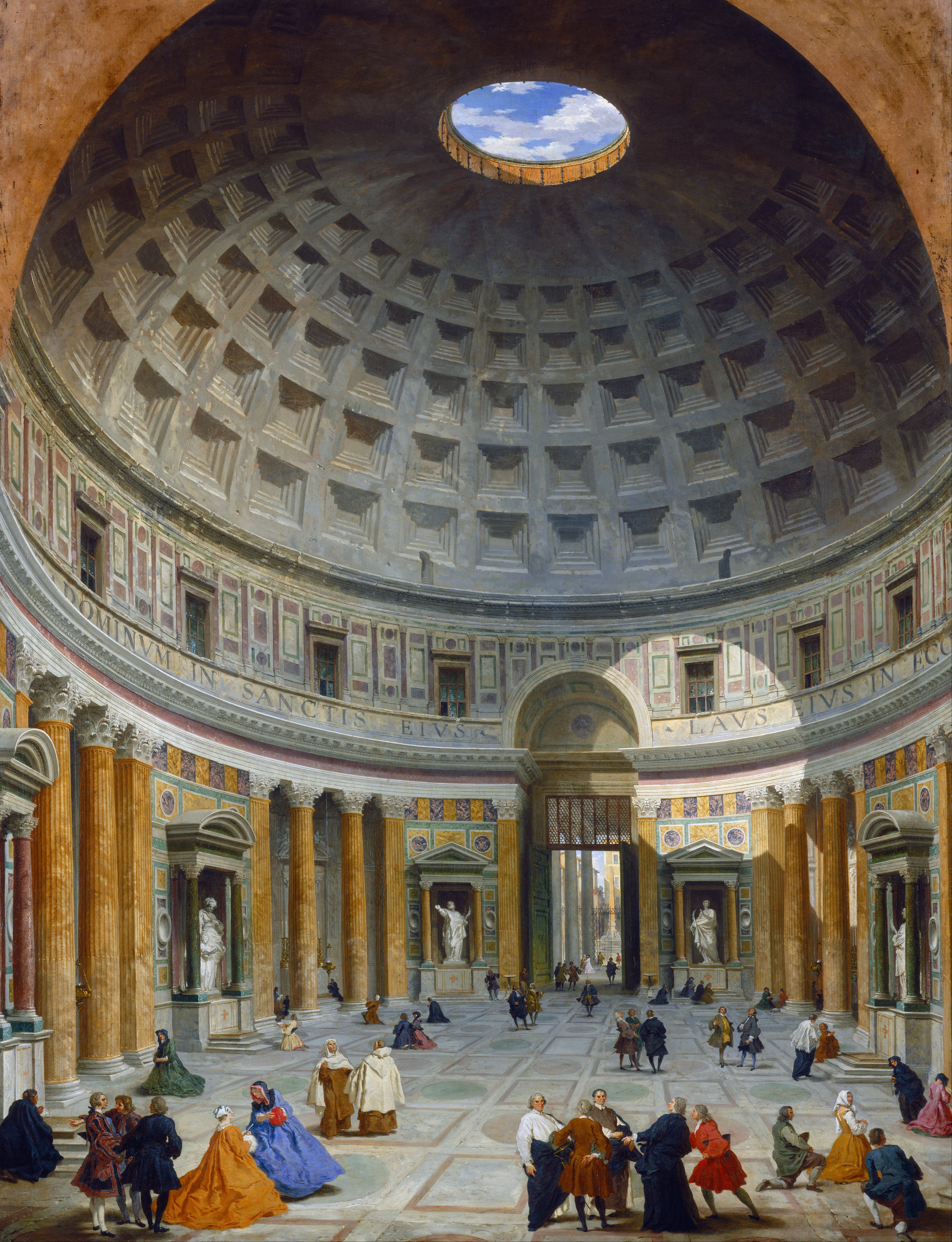
Intérieur du Panthéon au XVIIIe siècle, avec le décor d'origine, par Giovanni Paolo Panini.
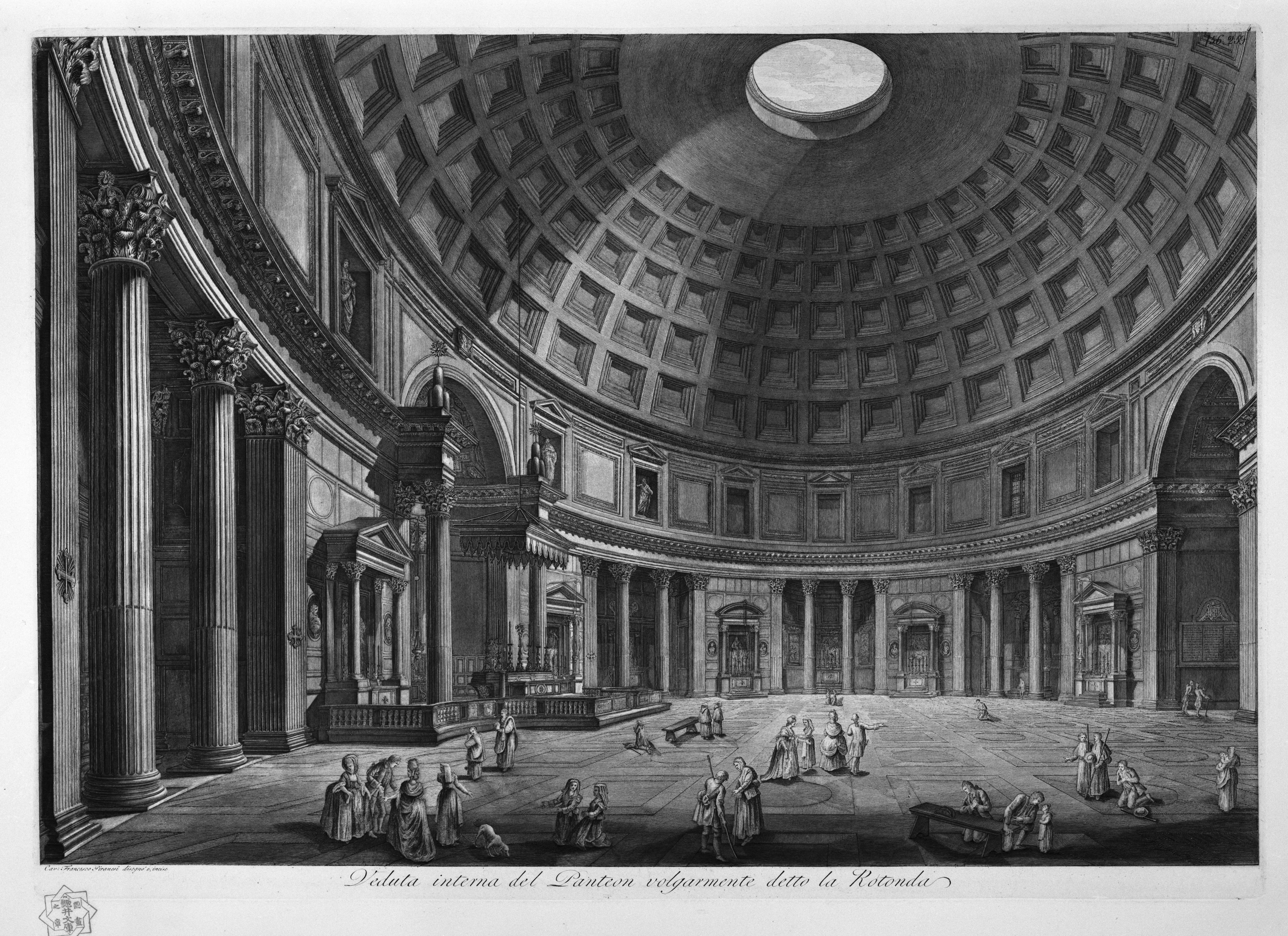
Gravure de Piranèse, fausses fenêtres au-dessous de la coupole.

### Temps modernes

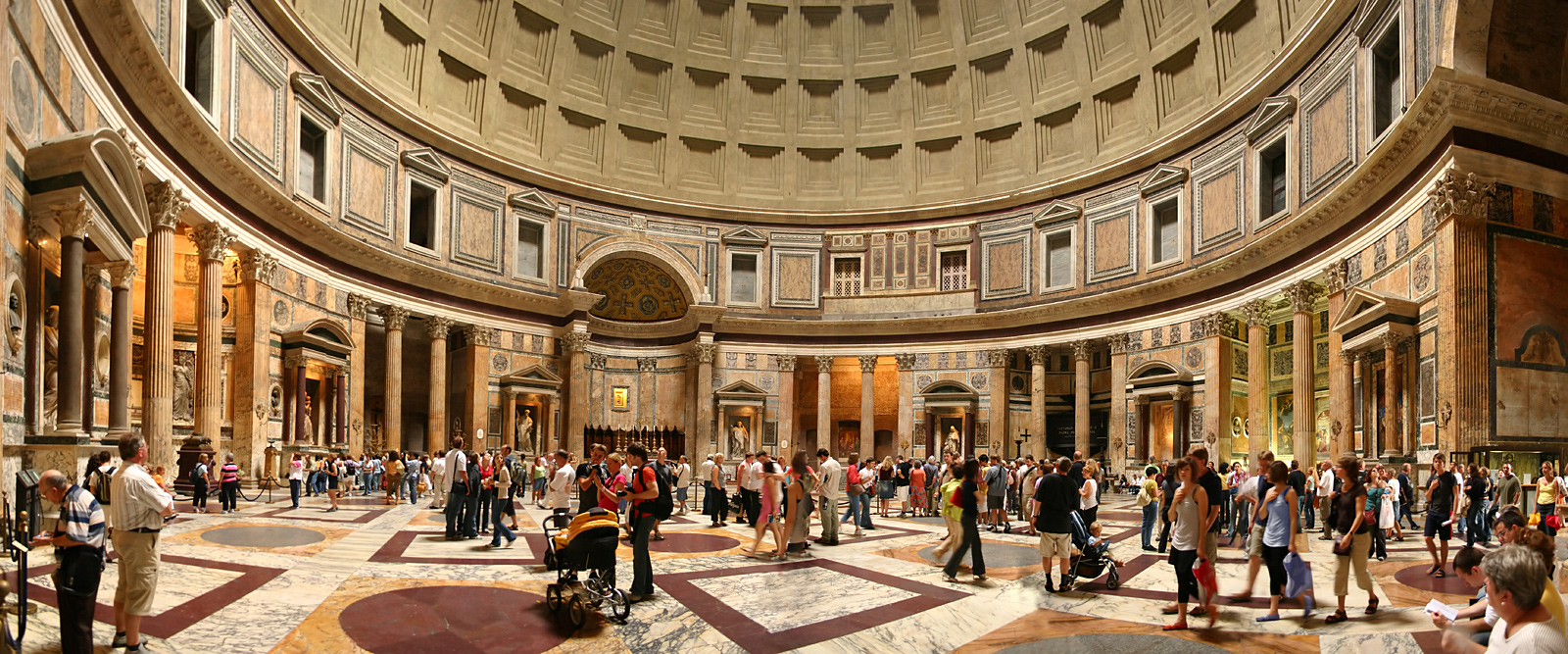
L'intérieur du Panthéon, état actuel.

En 1881 et 1882, la rotonde est dégagée des bâtiments parasites qui s'y adossent côté sud. Les clochetons du Bernin sont éliminés en 1882, ce qui rétablit l’aspect originel du fronton. Des briques estampillées, précieux éléments pour la datation de la construction, sont collectées lors des travaux et publiées par Rodolfo Lanciani et Heinrich Dressel.
L’église du Panthéon fait l'objet d'un combat d'influence entre la papauté et la ville de Rome. Avec la formation du royaume d'Italie, la maison de Savoie obtint du pape de se faire attribuer l'église pour que les rois y soient inhumés, faisant de ce lieu un Panthéon moderne, d'où son nom actuel alors que les Italiens l'appelaient familièrement la Rotonna ou Ritonna (la « Rotonde »). La question romaine fut tranchée à la suite des accords du Latran en 1929, l'église bénéficiant désormais du titre de Basilica Palatina (it) (Basilique Palatine) et devenant l’église officielle de tous les Italiens.
En 1929, la chute du haut de la voûte de fragments de plâtre et de maçonnerie induit une inspection du dôme avec une échelle de 40 mètres puis un décapage d'ensemble des crépis, qui révèlent de graves fissures à la base de la voûte, causées par les travaux de 1747, ainsi que des lézardes dans le mur extérieur. D'importantes réparations sont réalisées en 1930 et 1931 pour colmater les fissures et rétablir une répartition régulière des charges. Les archéologues sont associés aux travaux, et la collection d'estampilles déjà relevées s'enrichit d'une quarantaine de nouveaux exemplaires, qui confirment les datations établies en 1882, à savoir le gros œuvre sous Hadrien et d'importantes réfections sous Septime Sévère.
En 1996 et 1997, des travaux de service public ont ouvert une tranchée le long de la façade du Panthéon et découvert la base du podium du Panthéon d'Agrippa, confirmant son orientation au nord.
Aujourd’hui, le Panthéon est un carrefour touristique au cœur des vieux quartiers de Rome, et donne sur la Piazza della Rotonda (place de la Rotonde), à laquelle il a donné son nom. Le Panthéon est désormais une église, où l’on célèbre des messes et des mariages. Il est à ce titre fermé aux visiteurs durant les cérémonies liturgiques. En juillet 2023, un péage de 5 euros est instauré pour l'entrée des touristes, avec la gratuité pour les habitants de Rome et les moins de 18 ans.

## Les personnages célèbres au Panthéon

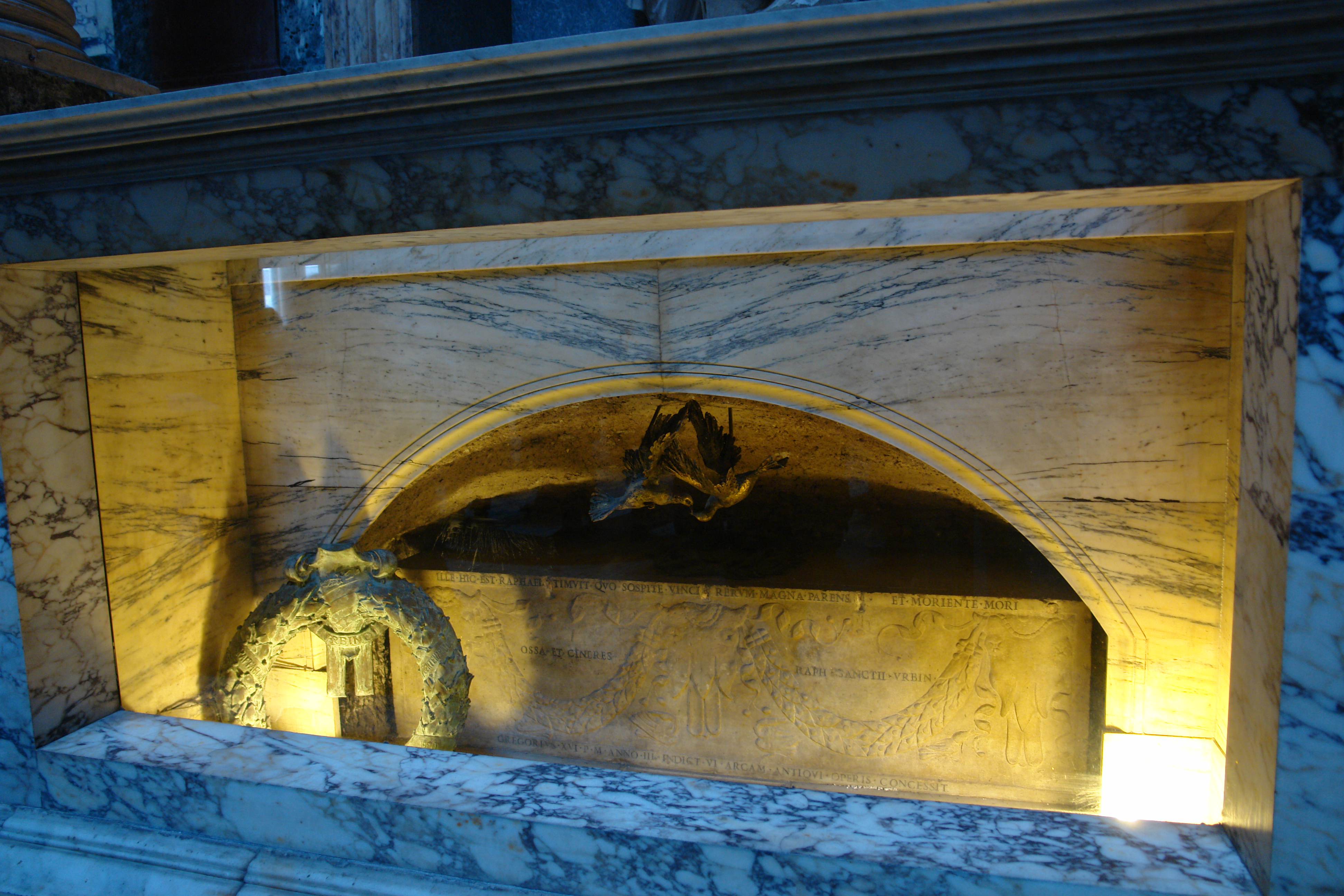
Tombeau de Raphaël.

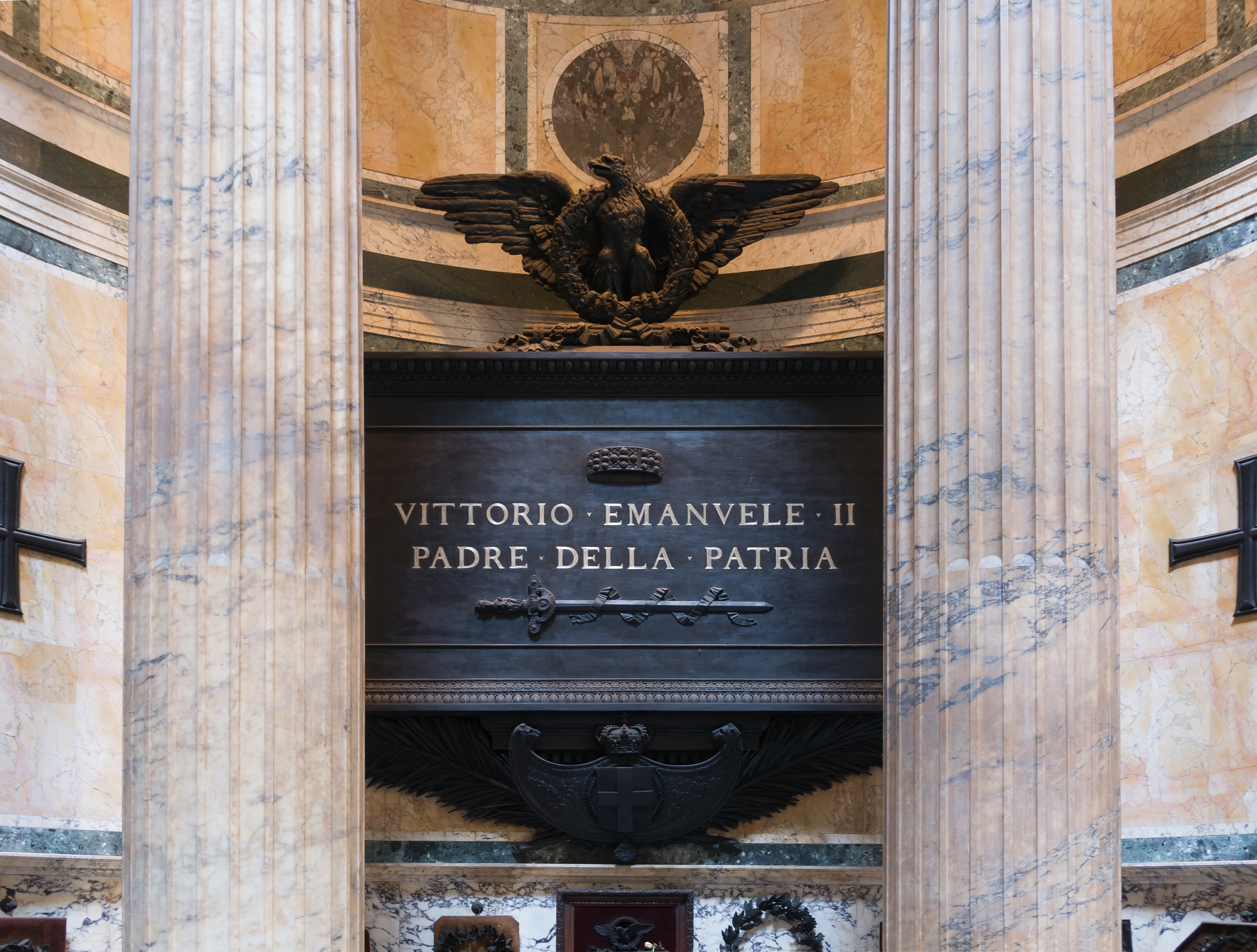
Tombeau de Victor-Emmanuel II.

Depuis la Renaissance, le Panthéon est utilisé comme tombeau. Parmi les personnalités qui reposent dans les exèdres transformées en chapelles, se trouvent Raphaël (1483-1520), selon ses dernières volontés, ses élèves Baldassarre Peruzzi (1481-1536) et Perin del Vaga (1501-1547), puis les peintres Giovanni da Udine (1487-1564), Taddeo Zuccari (1529-1566) et Annibale Carracci (1560-1609), l'architecte Jacopo Barozzi da Vignola (1507-1573), le compositeur Arcangelo Corelli (1653-1713), le cœur du cardinal diplomate Ercole Consalvi (mort en 1824) et deux rois d’Italie : Victor-Emmanuel II (mort en 1878) et Humbert Ier (mort en 1900), ainsi que l’épouse de ce dernier, la reine Marguerite de Savoie (morte en 1926).

## Postérité, modèle architectural
Le Panthéon, modèle le mieux conservé de l’architecture monumentale romaine, a eu une énorme influence sur les architectes européens et américains, de la Renaissance au XIXe siècle. De nombreuses salles publiques, universités et bibliothèques, ont repris sa composition (un portique à fronton et un dôme).
Exemples d’édifices célèbres influencés par le Panthéon :
- la villa Capra, dite la Rotonda (1566-1571), conçue par Andrea Palladio, terminée par son élève Vincenzo Scamozzi, qui devint le modèle pour la postérité ;
- la coupole de la cathédrale Santa Maria del Fiore, à Florence, par Brunelleschi ;
- la basilique Saint-Pierre au Vatican, qui selon le projet de Bramante, devait être le Panthéon posé sur la basilique de Maxence et Constantin ;
- l’église Sant'Andrea al Quirinale, construite par Le Bernin entre 1658 et 1678 ;
- l'église Gran Madre di Dio à Turin ;
- l'église San Francesco di Paola à Naples ;
- le Panthéon de Paris (1757-1790), de Jacques-Germain Soufflot ;
- la rotonde de l'université de Virginie (1817-1819), réalisée par Thomas Jefferson ;
- la bibliothèque de l’université Columbia (1896) à New York ;
- la bibliothèque de l’État de Victoria à Melbourne, Australie ;
- la Banque de Montréal de la Place d'Armes à Montréal.

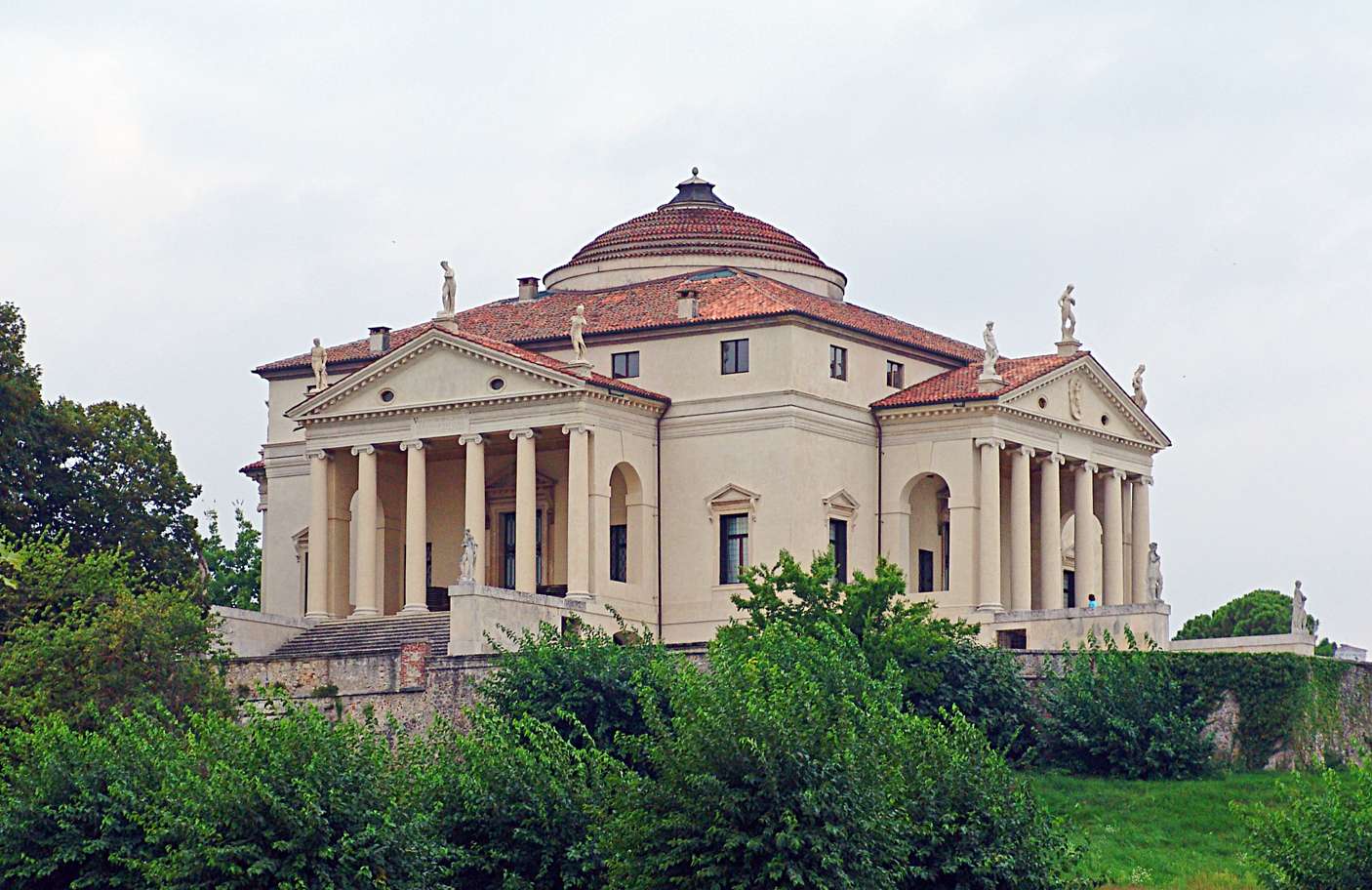
Villa Capra, dite la Rotonda (1566-1571), de Andrea Palladio, Vicence.
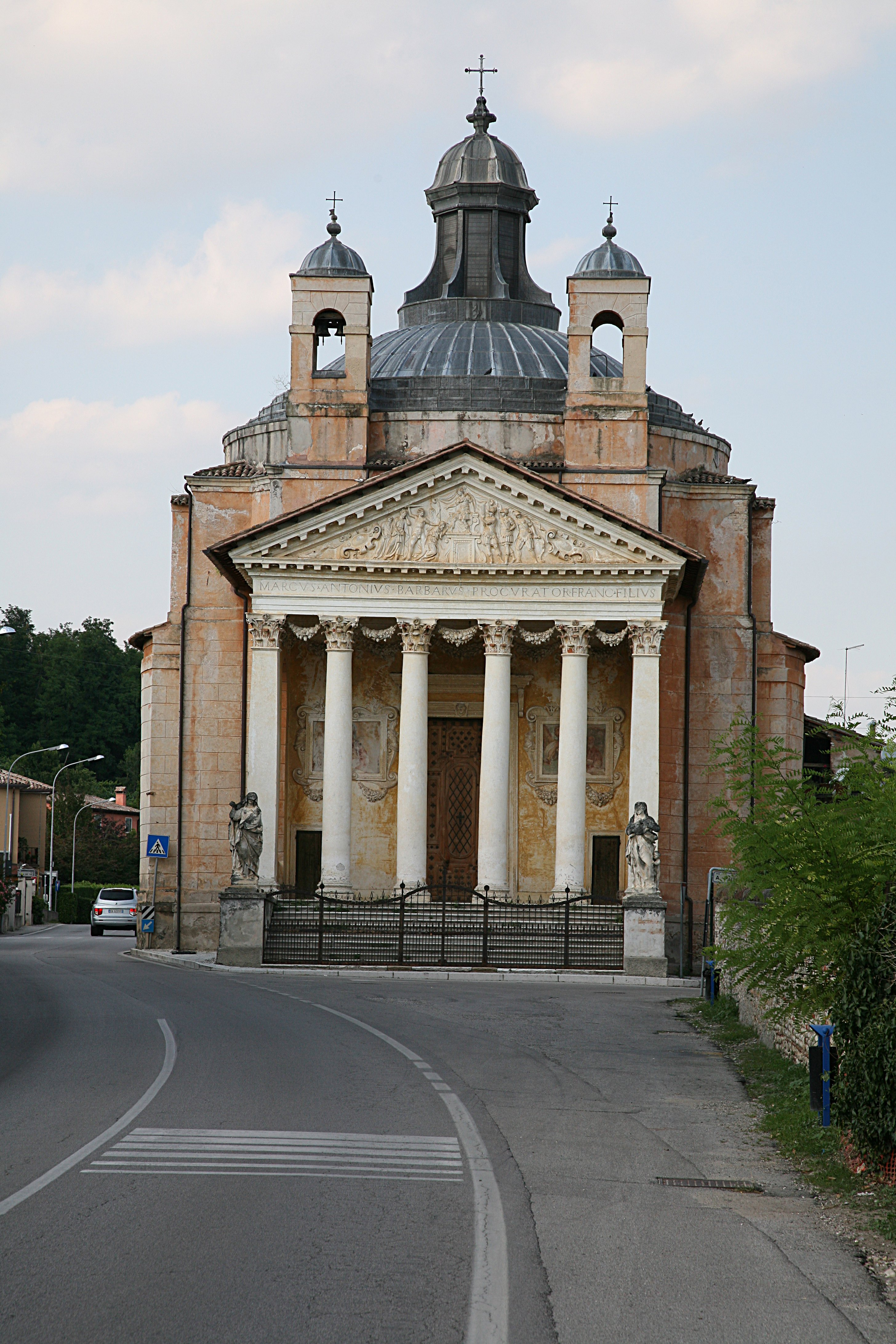
Tempietto de la Villa Barbaro (vers 1580), par Andrea Palladio.
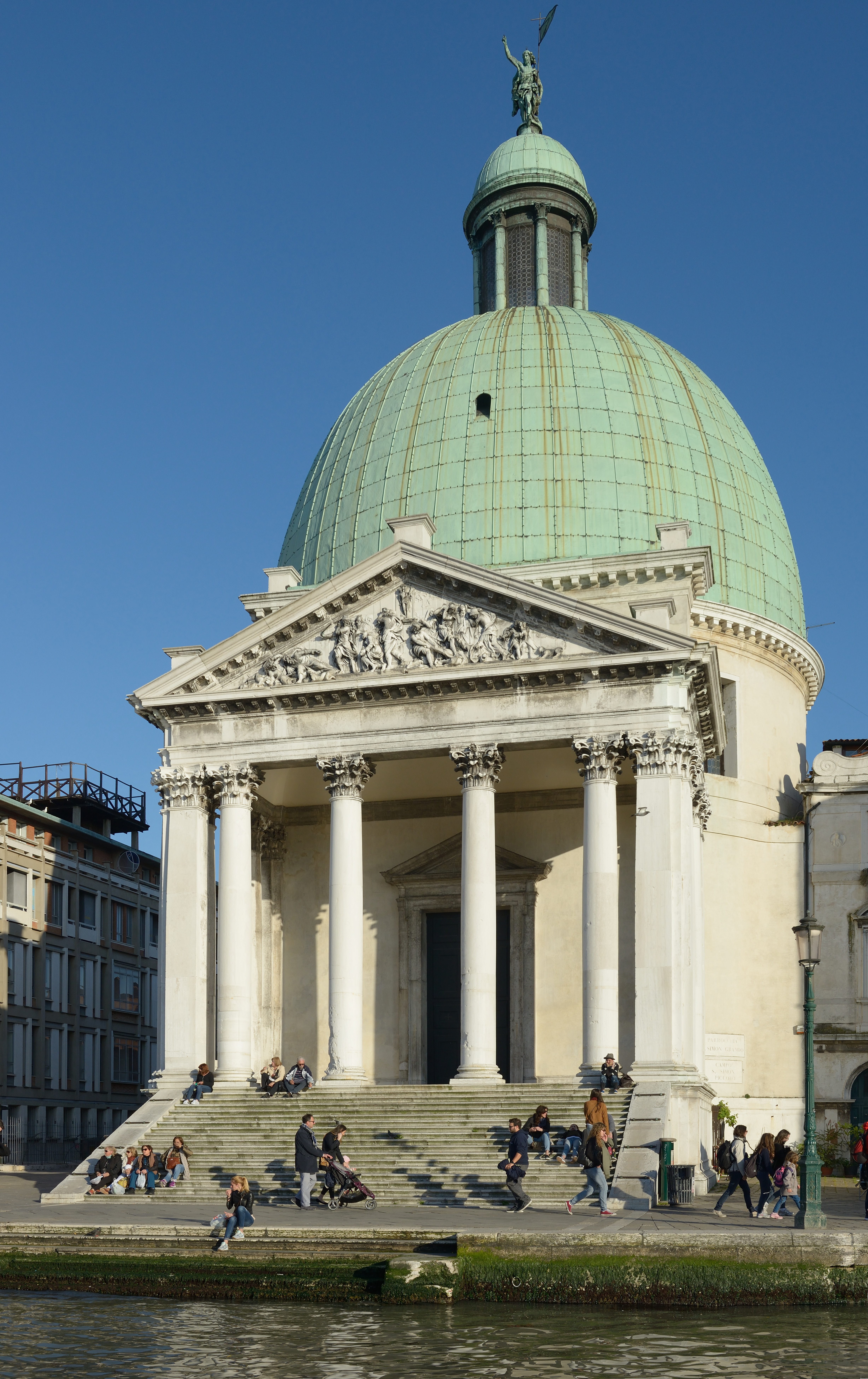
L'église San Simeone Piccolo (1738), à Venise.
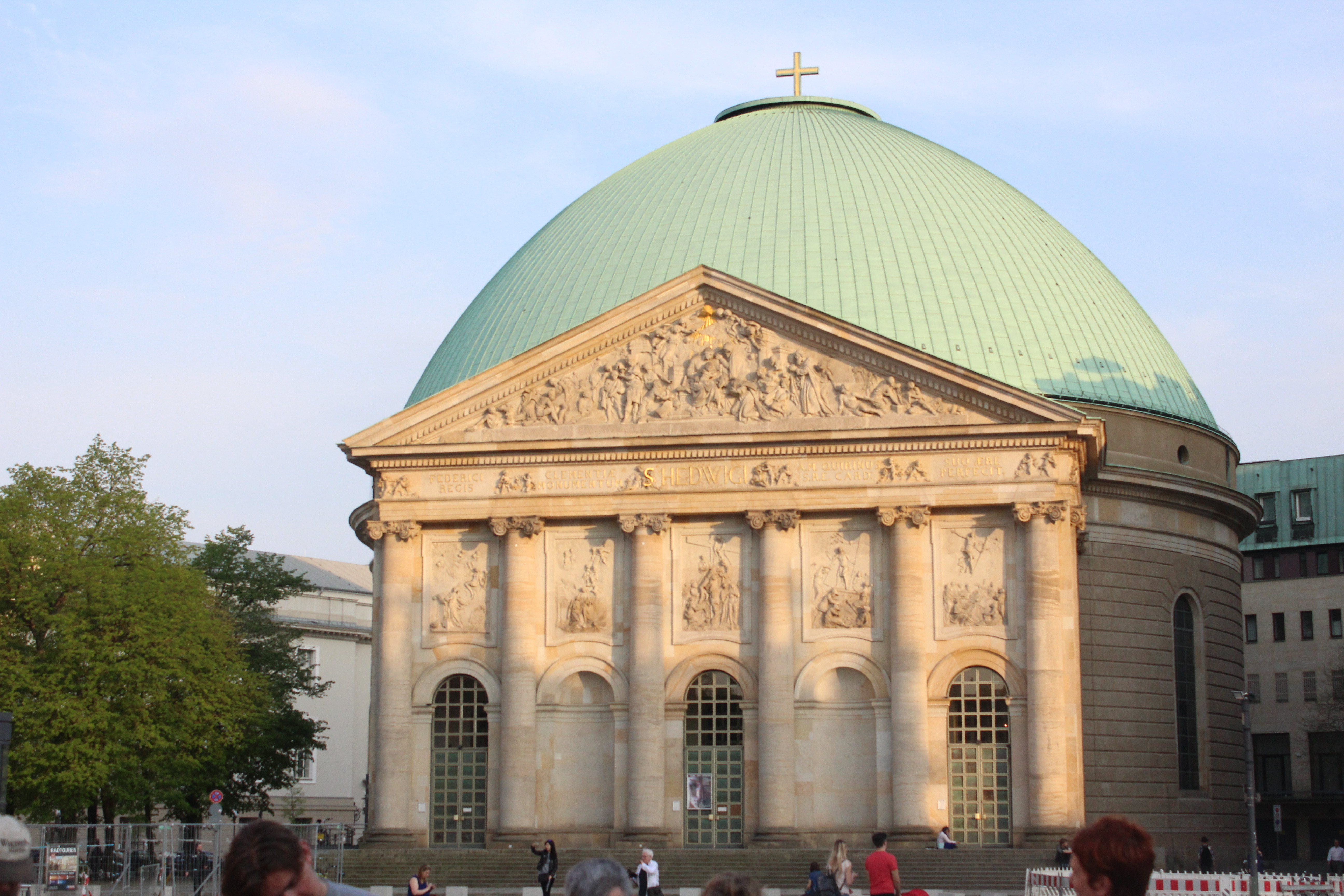
Cathédrale Sainte-Edwige (1747-1773), à Berlin.
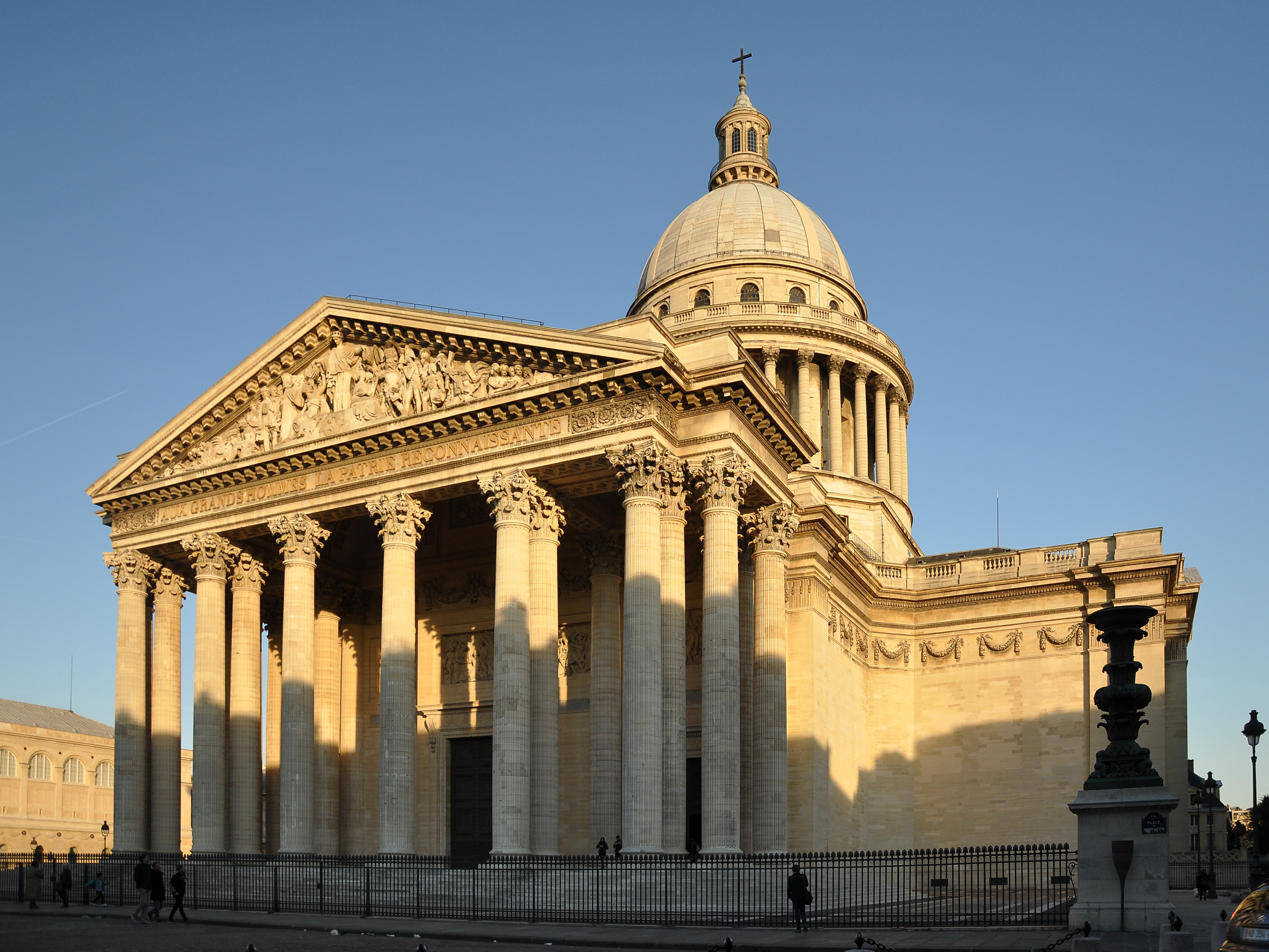
Le Panthéon de Paris (1757-1790).
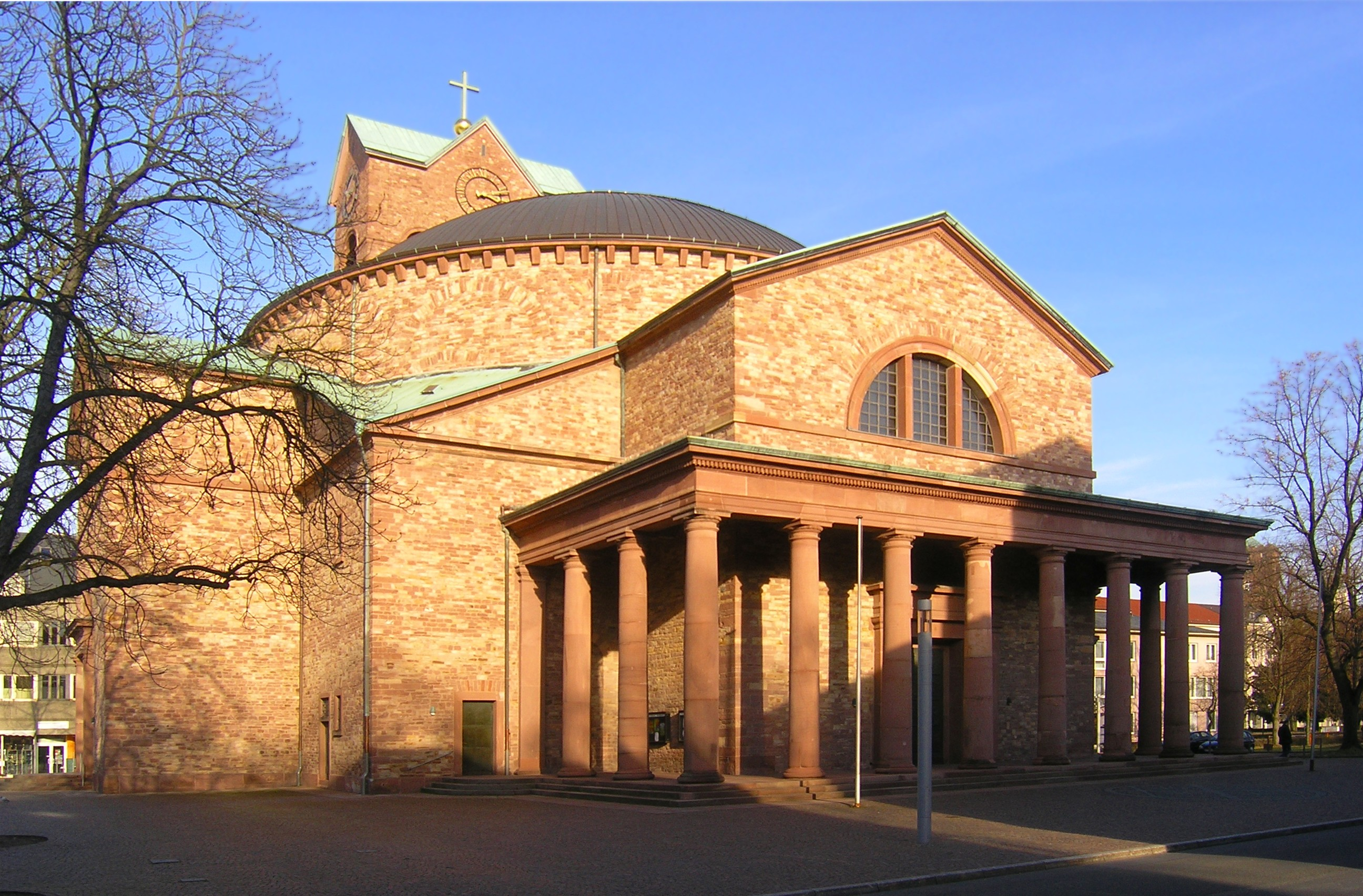
Église Saint-Étienne (1808-1814), à Karlsruhe
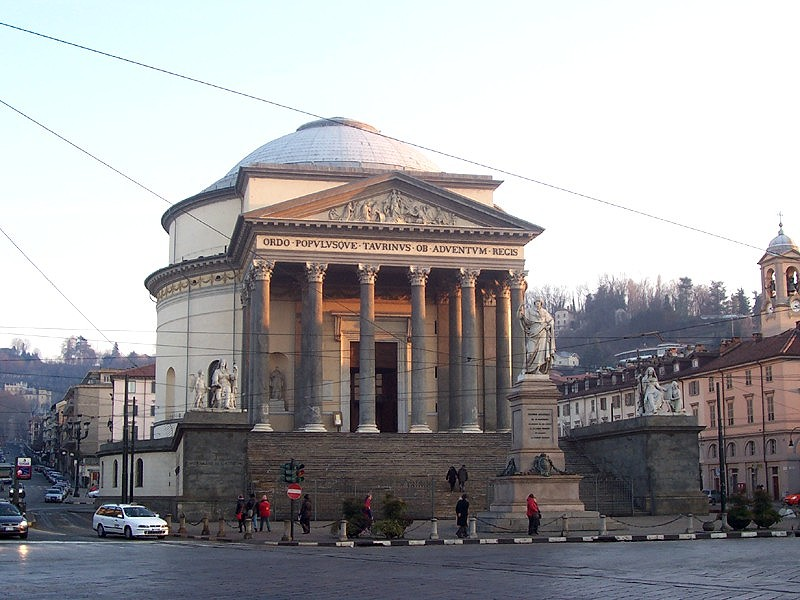
Église Gran Madre di Dio (1818), à Turin.
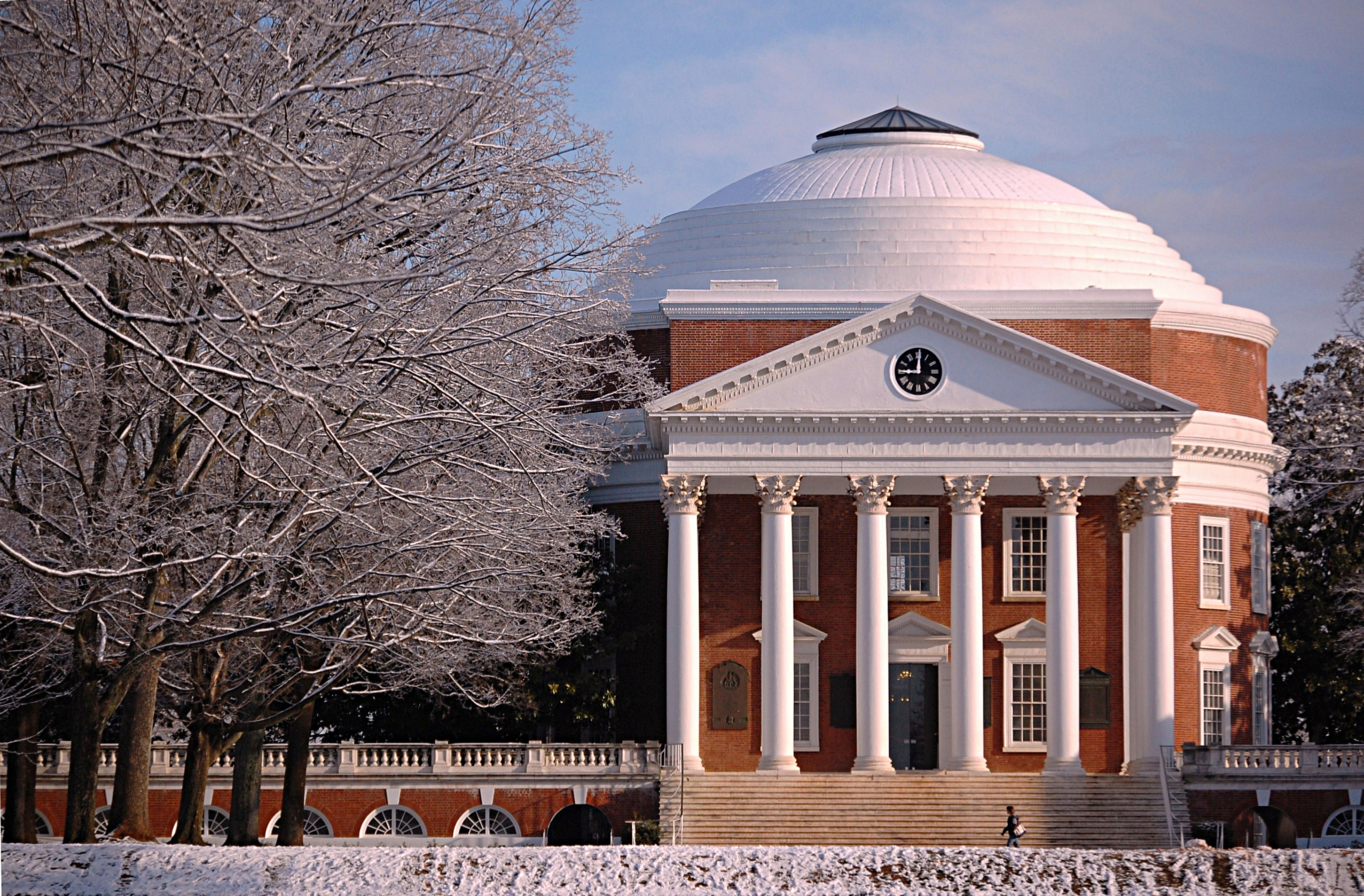
La rotonde de l'Université de Virginie (1817-1819), dessinée par Thomas Jefferson.
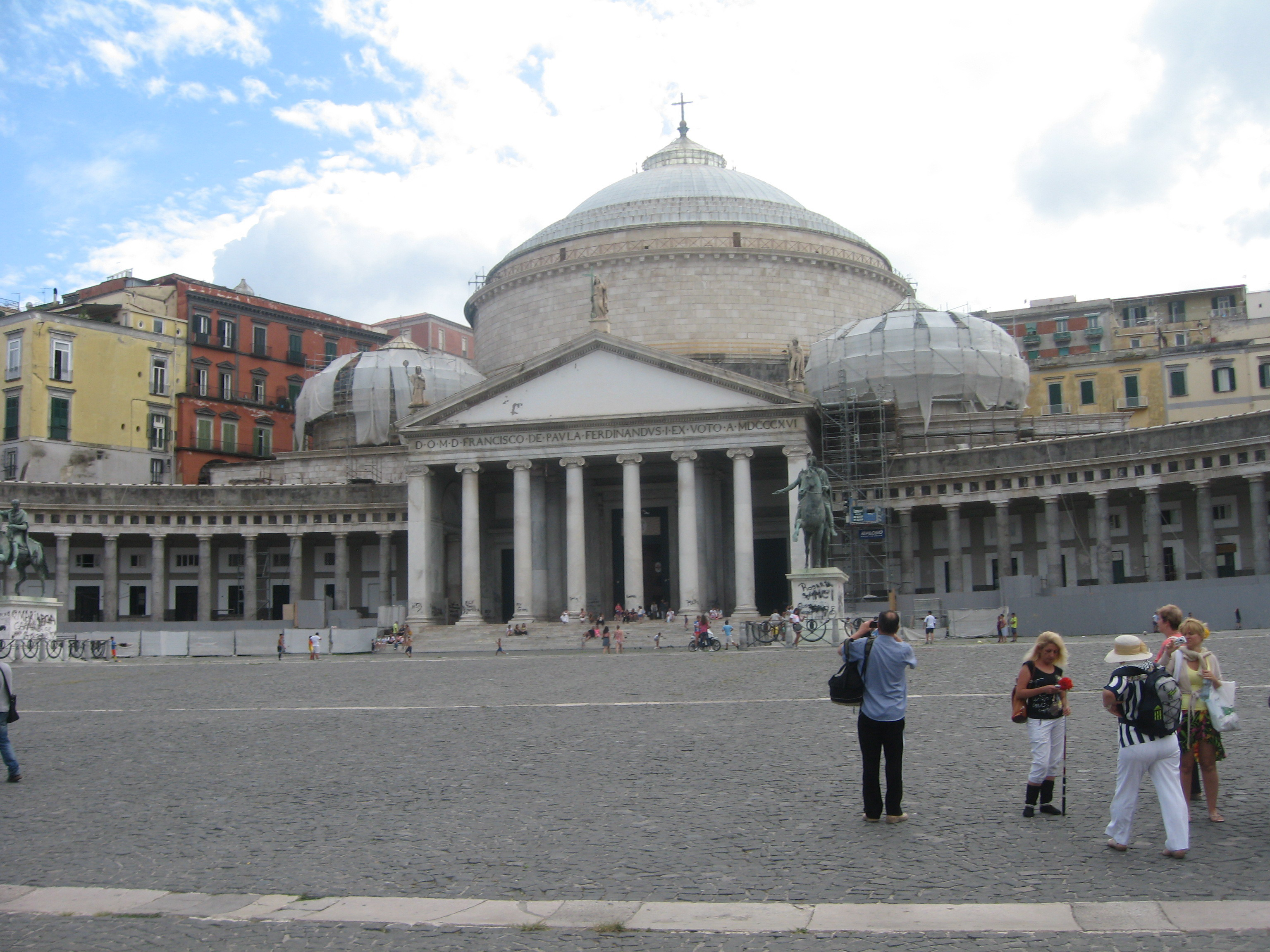
Basilique San Francesco di Paola (1824), à Naples.
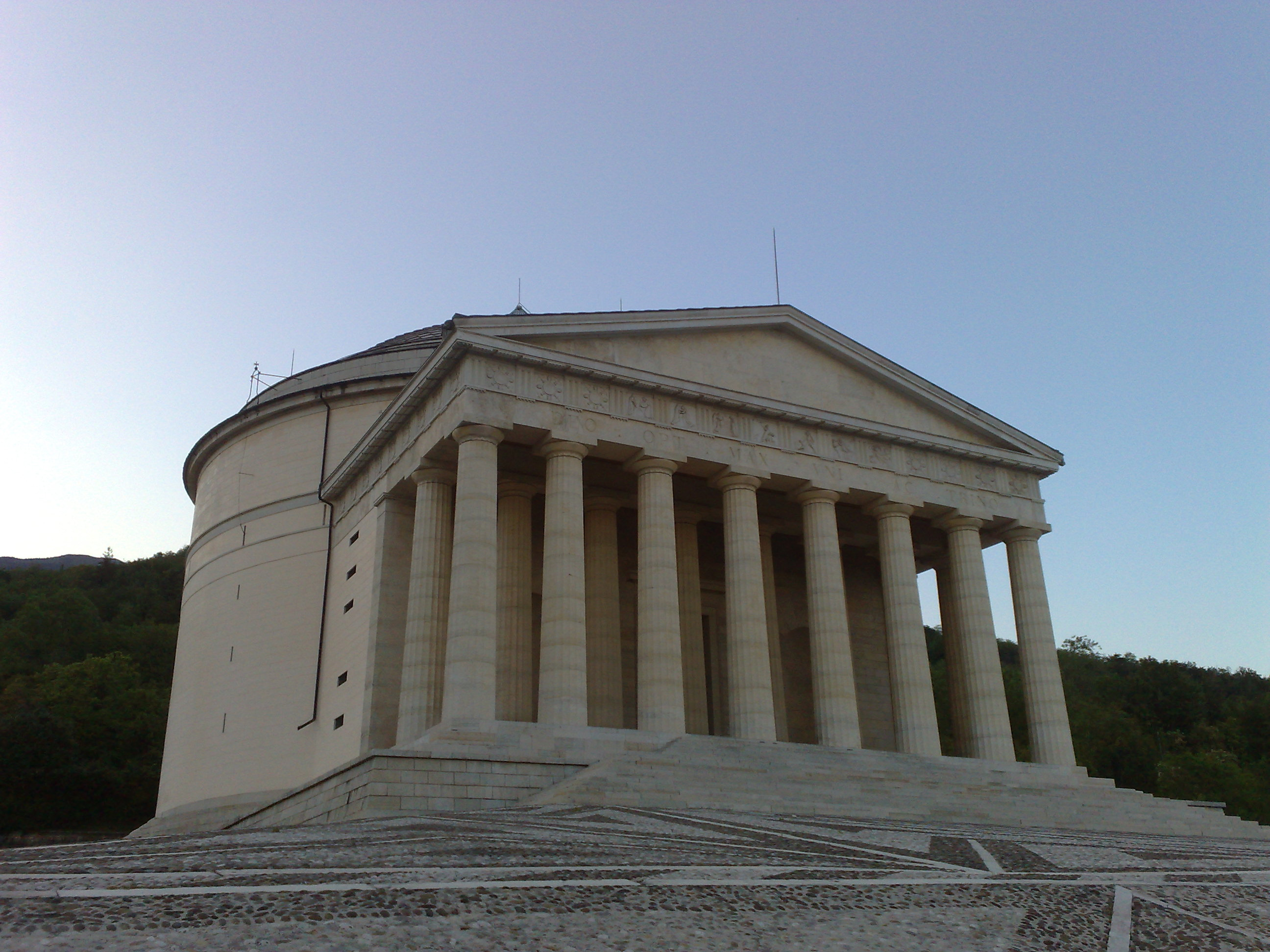
Tempio Canoviano (1819-1830), à Possagno.
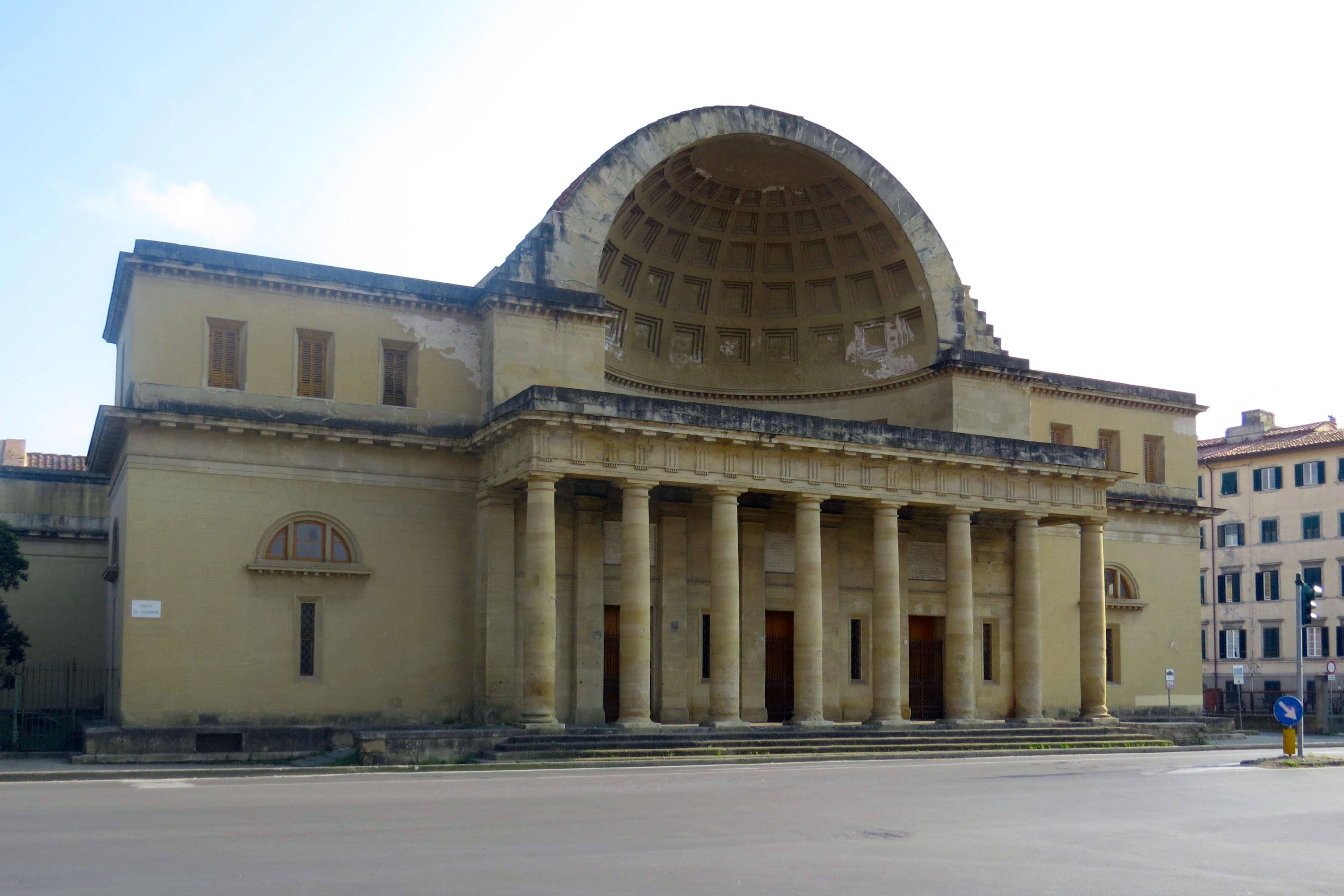
La Cisternone ou Gran Conserva (1829-1842), à Livourne.
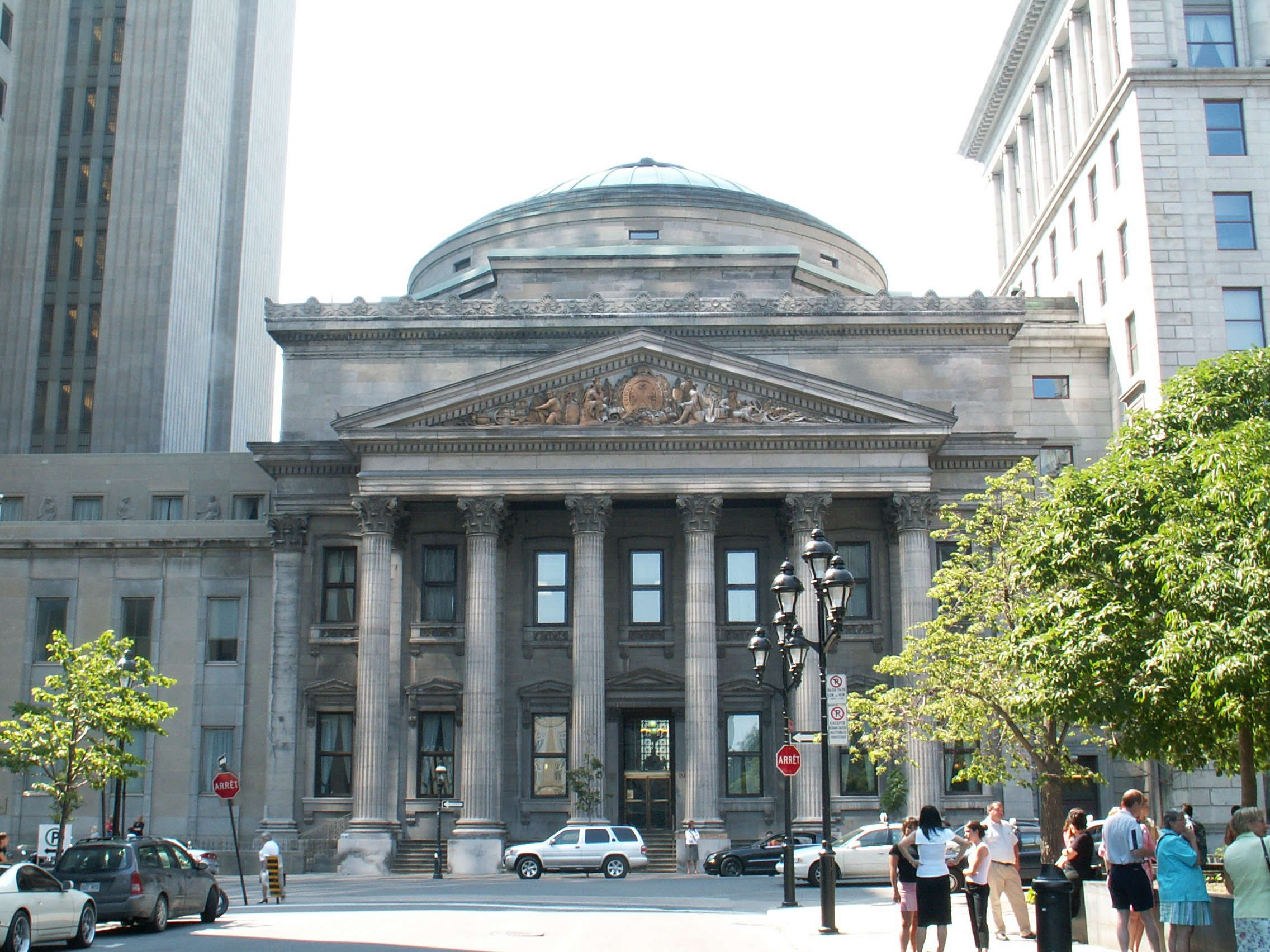
Banque de Montréal (1847).
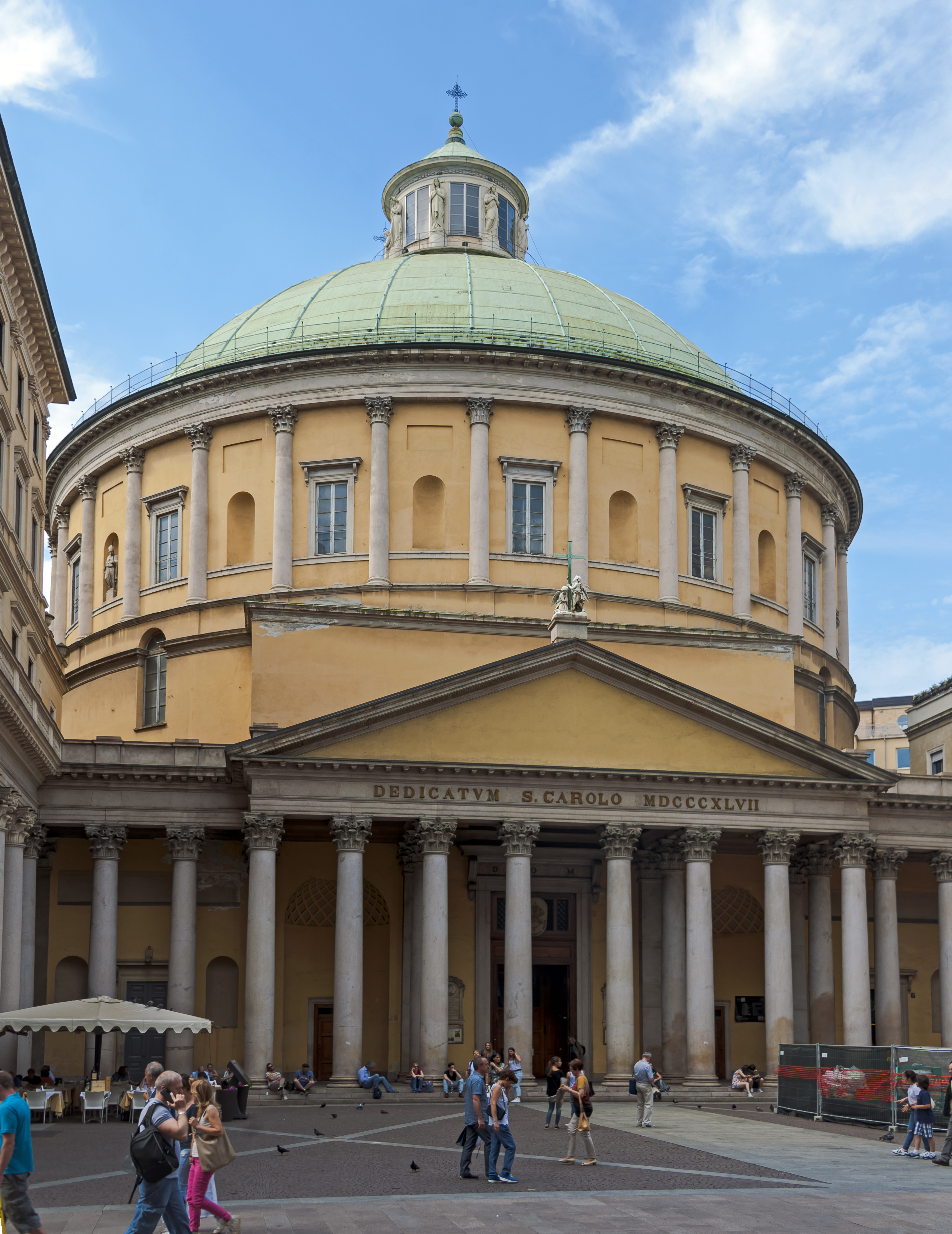
Église San Carlo al Corso (1847), à Milan.
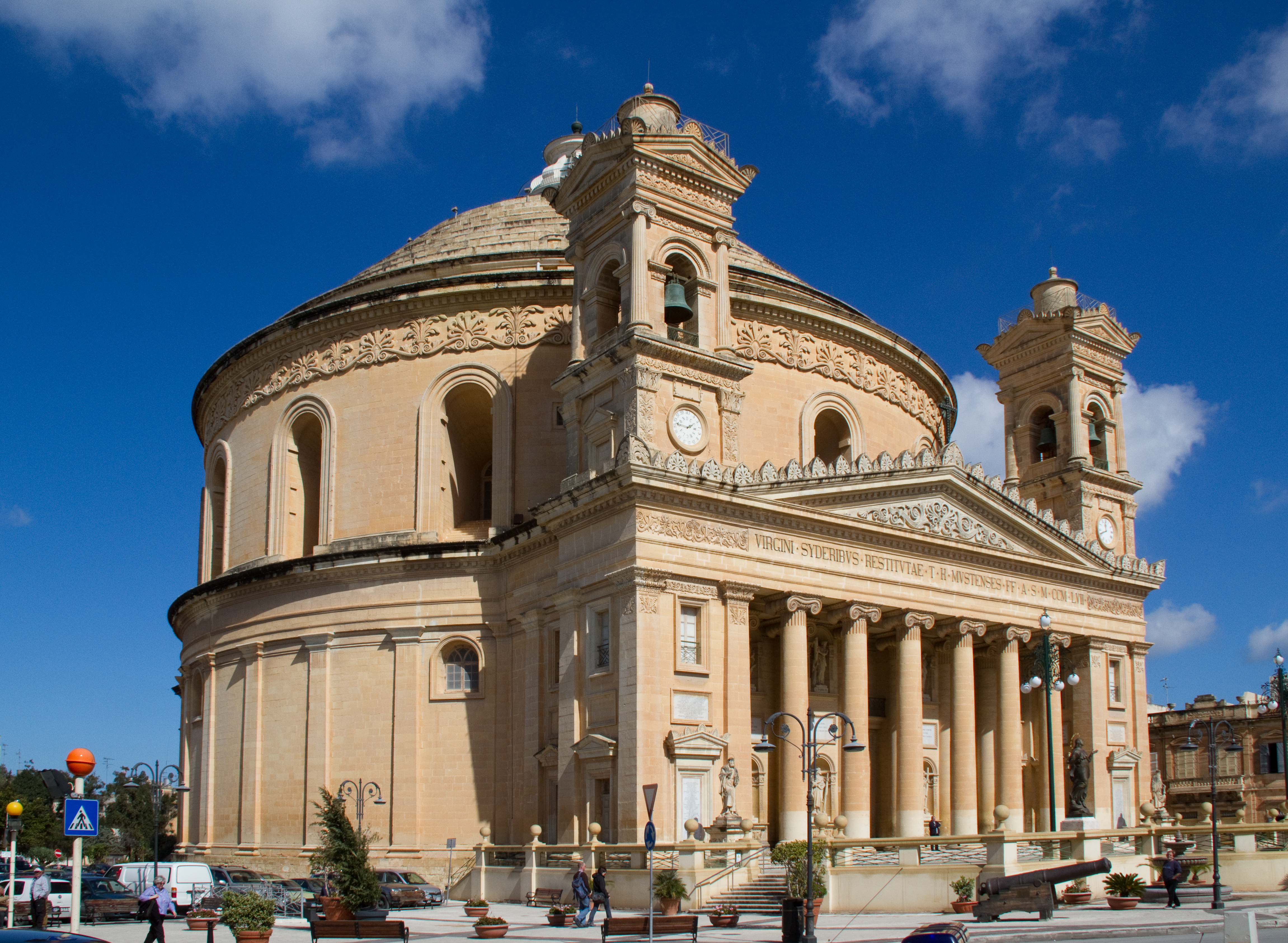
La Rotunda Santa Marija de Mosta (1833-1860), à Malte.
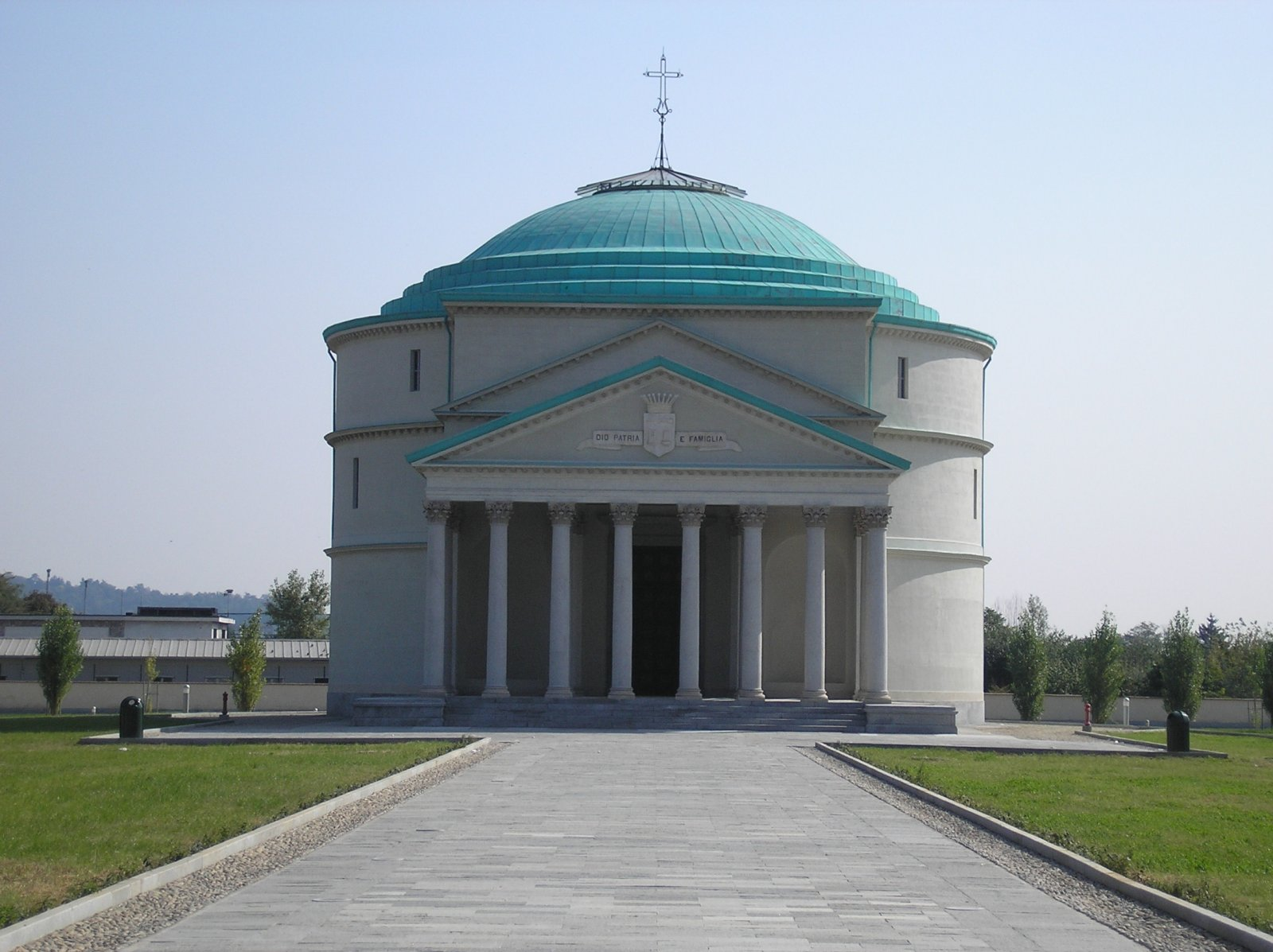
Mausolée de la Bela Rosin (1886-1888), à Turin.
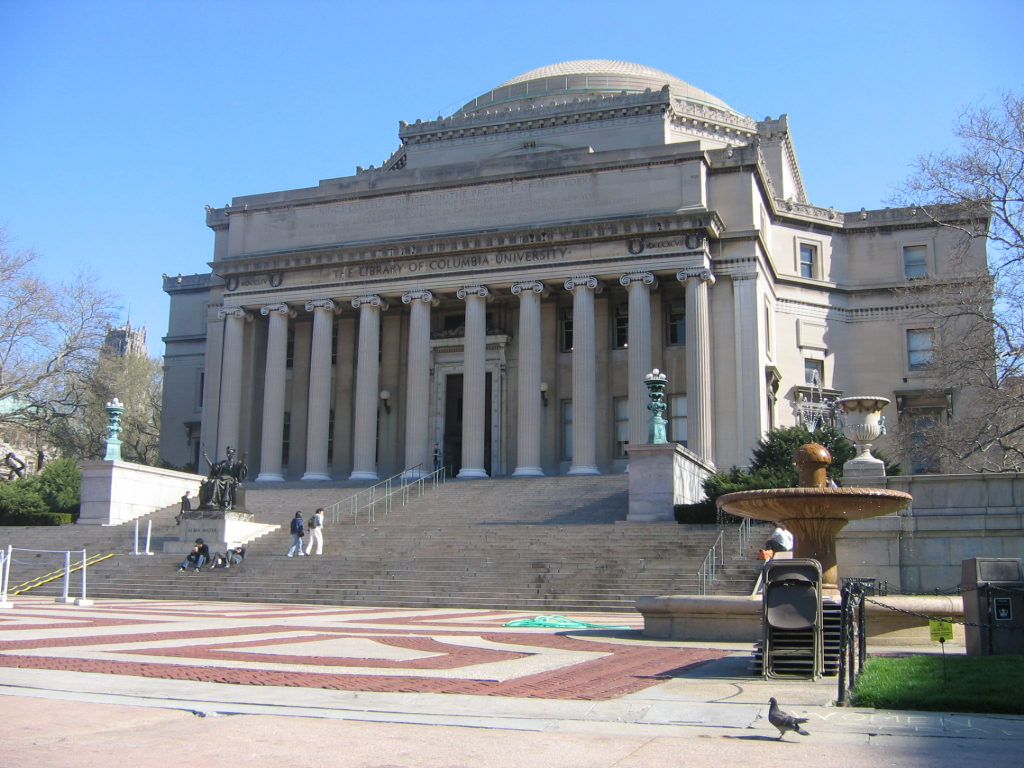
La Low Memorial Library (1896), de l'université Columbia à New York.
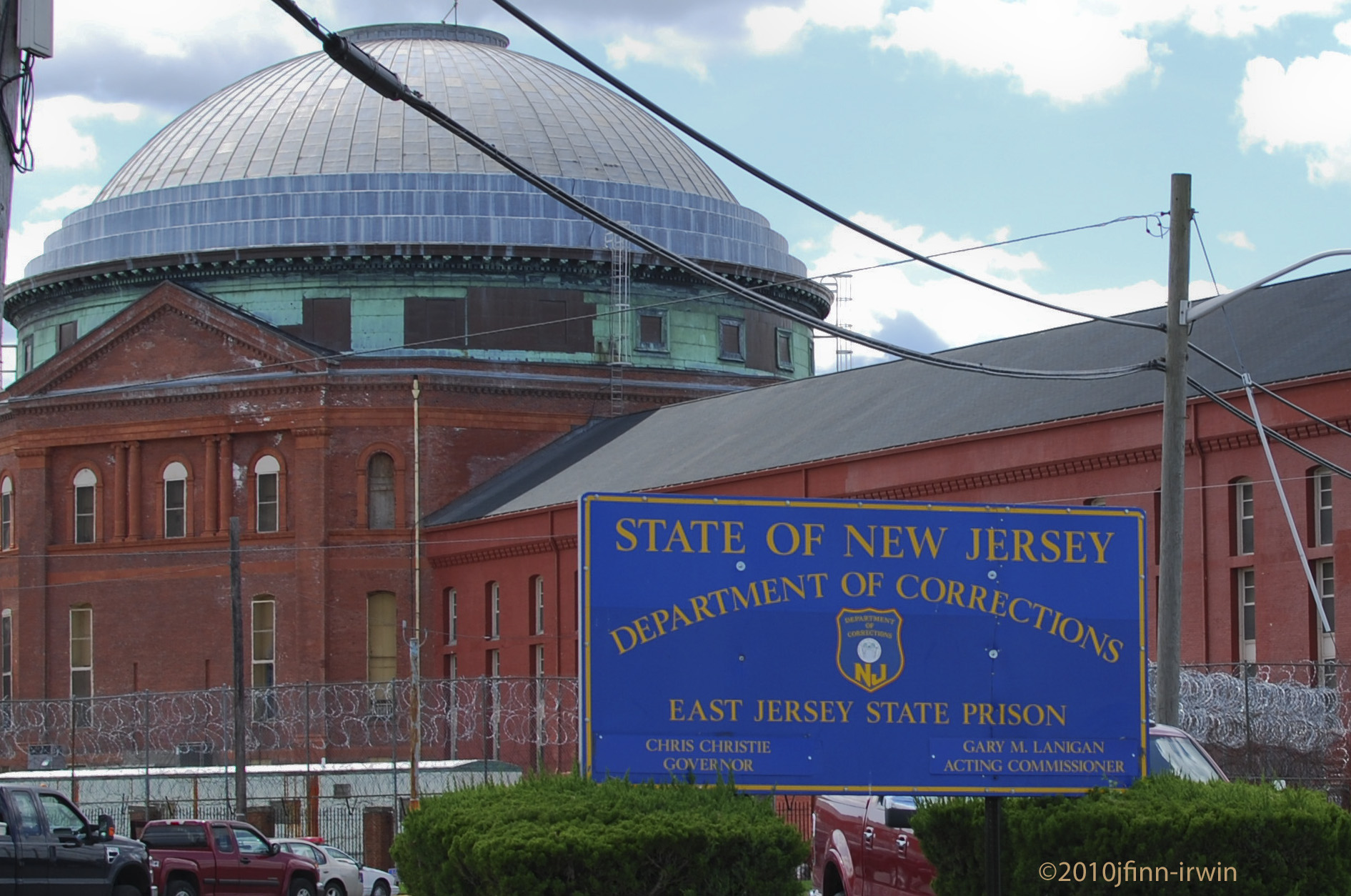
East Jersey State Prison (1896), à Rahway dans le New Jersey.
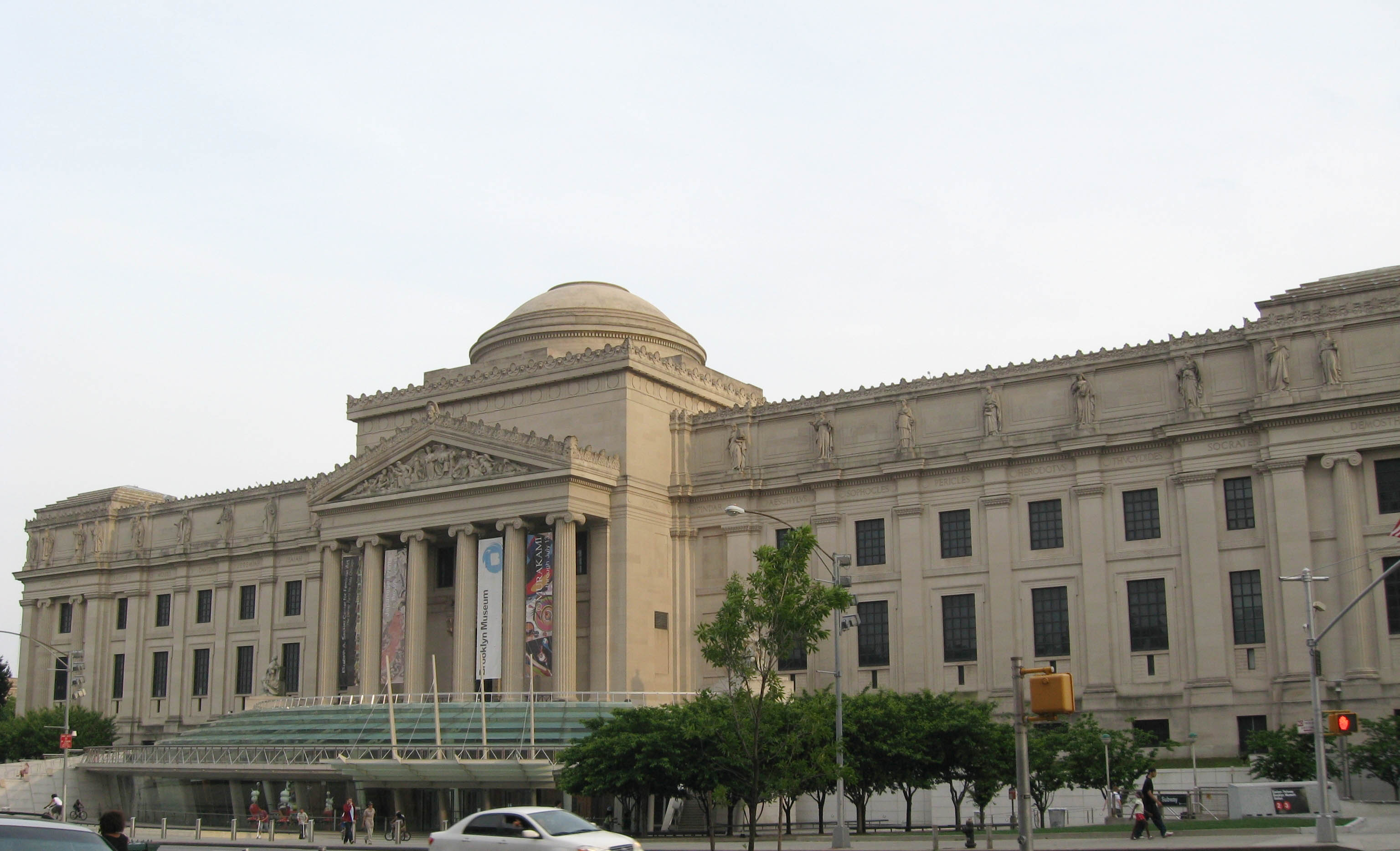
Brooklyn Museum building (1897), à New York.
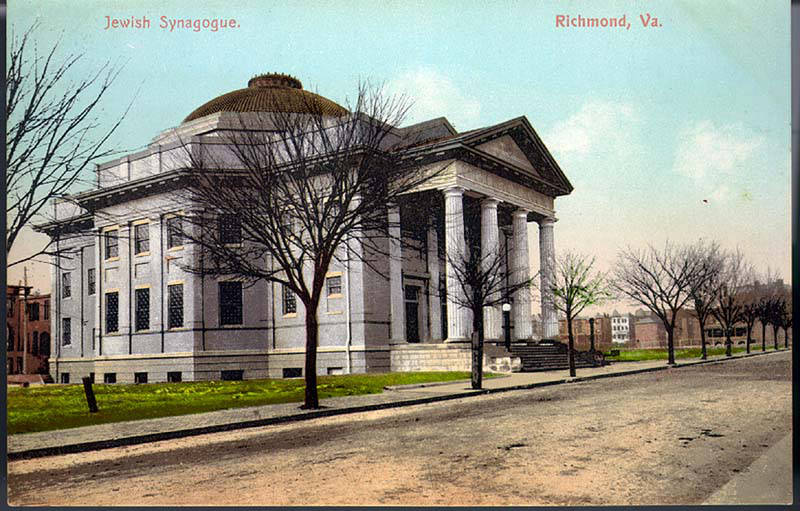
Synagogue de Franklin Street (1904), à Richmond en Virginie.
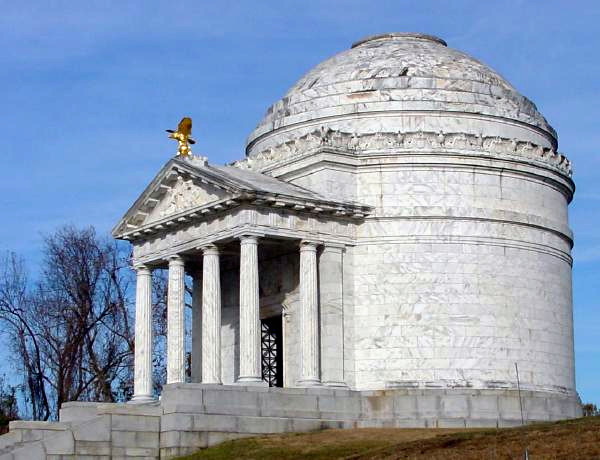
Vicksburg Memorial (1906).
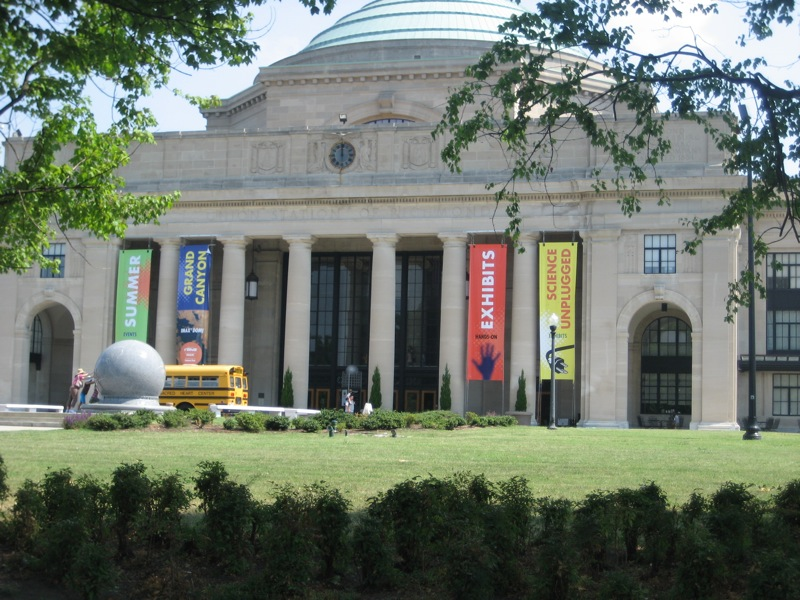
Broad Street Station (1919), à Richmond.
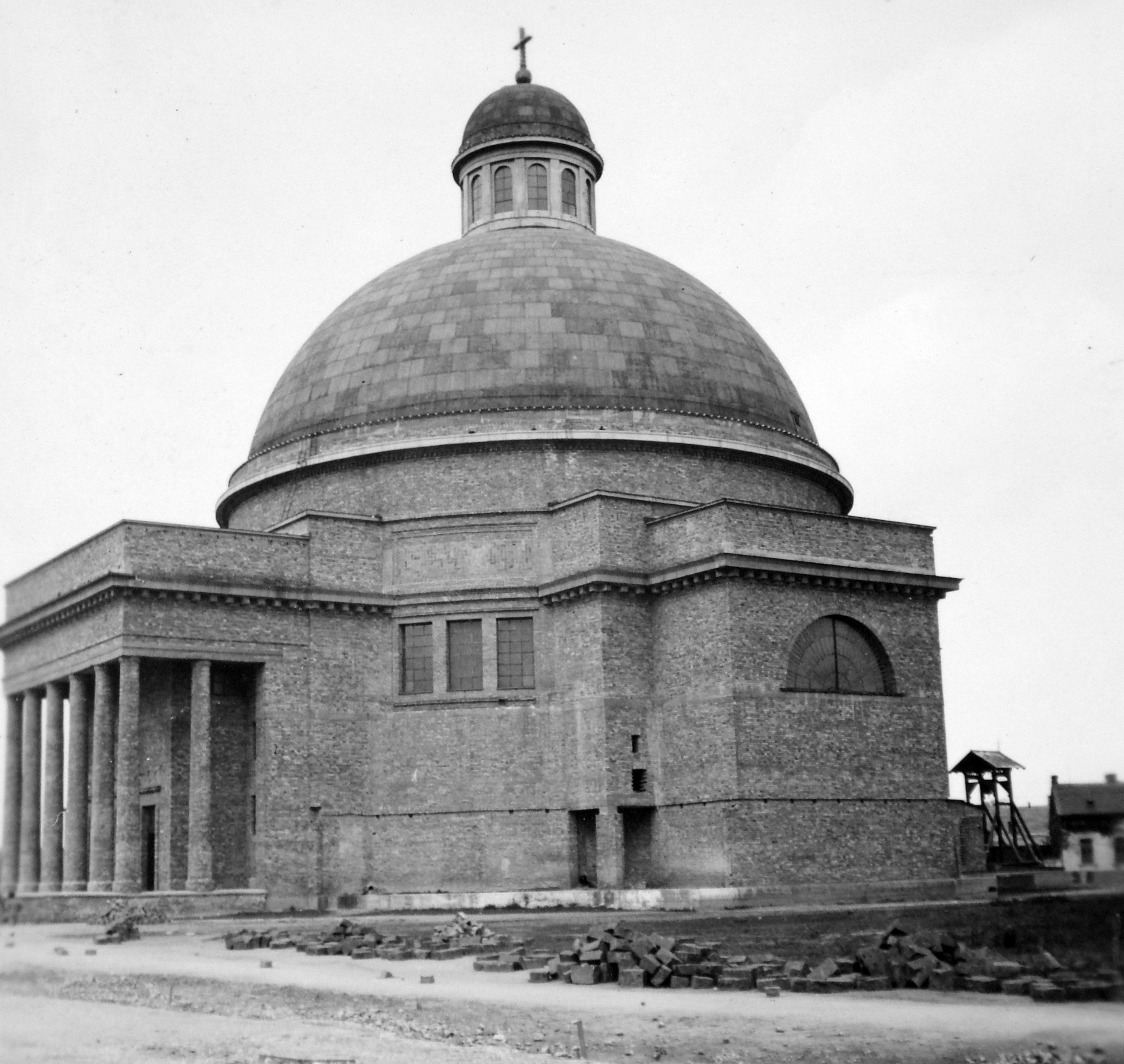
Église Prohászka Ottokár (1930), à Székesfehérvár, en Hongrie.
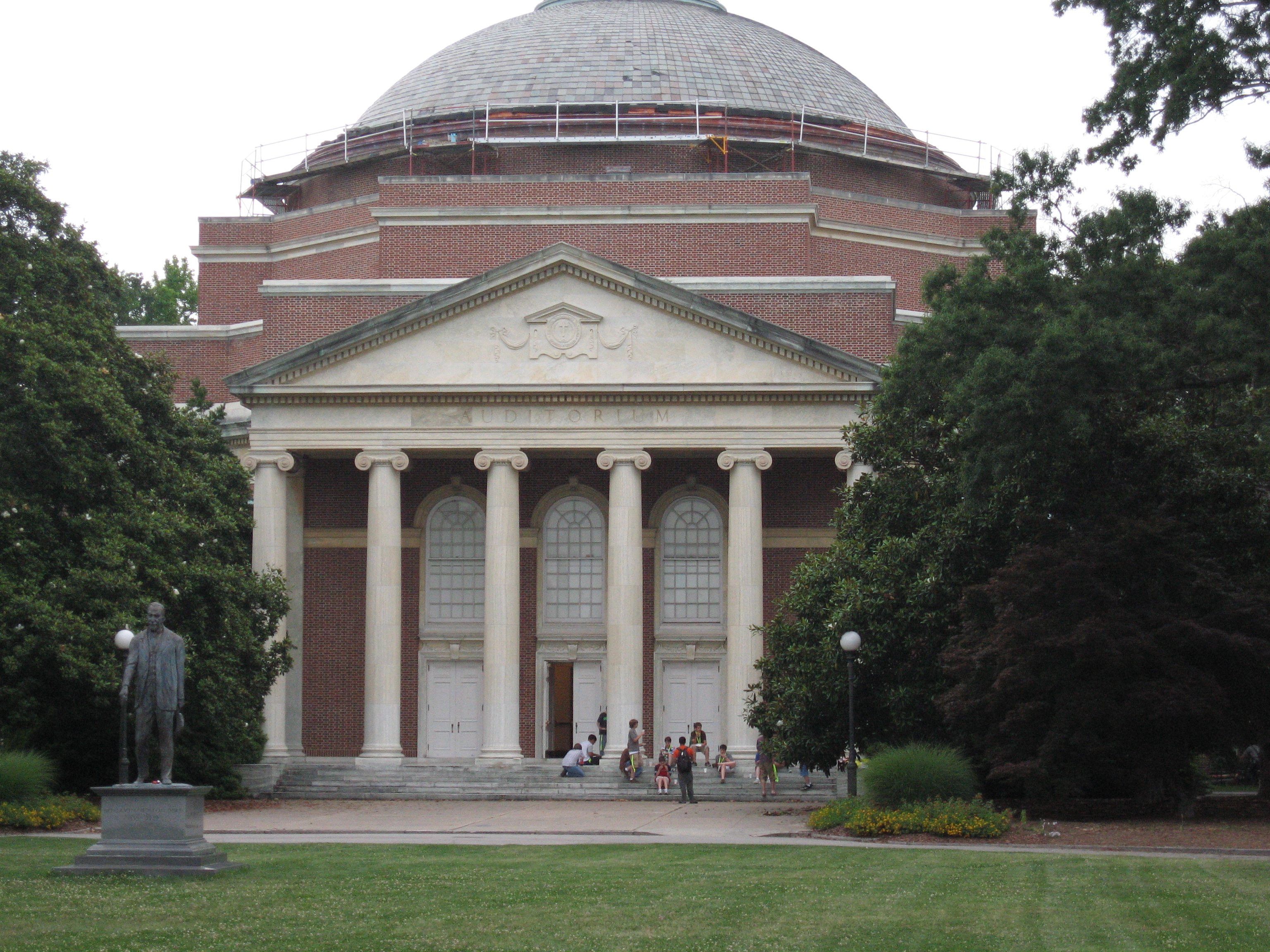
Baldwin Auditorium (1926-1930), à Durham en Caroline du Nord.
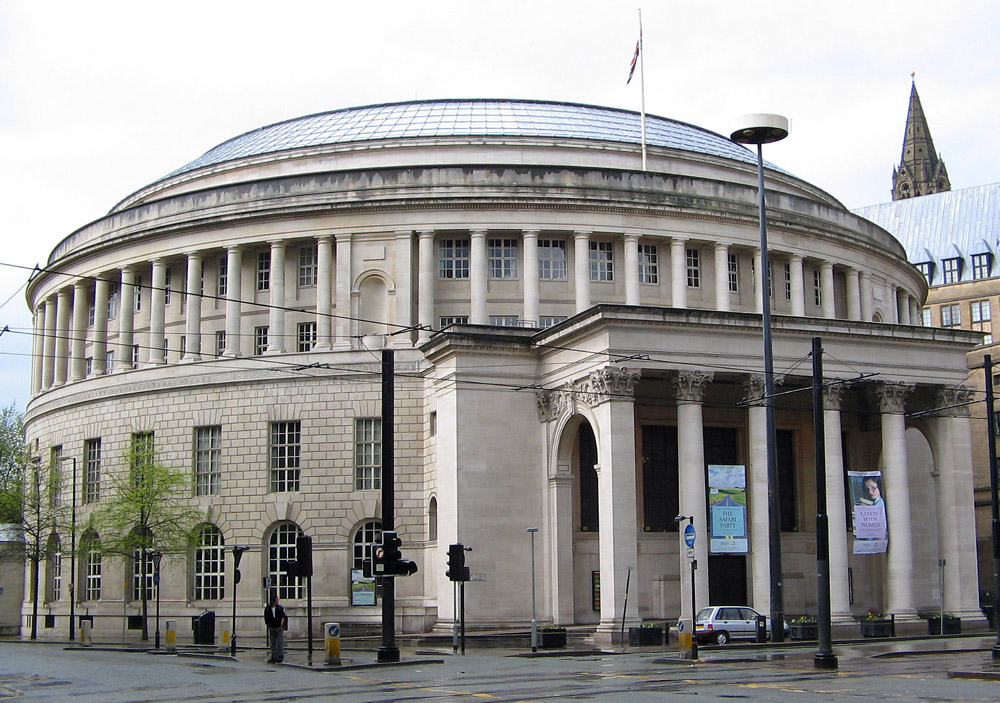
Manchester Central Library (1934).
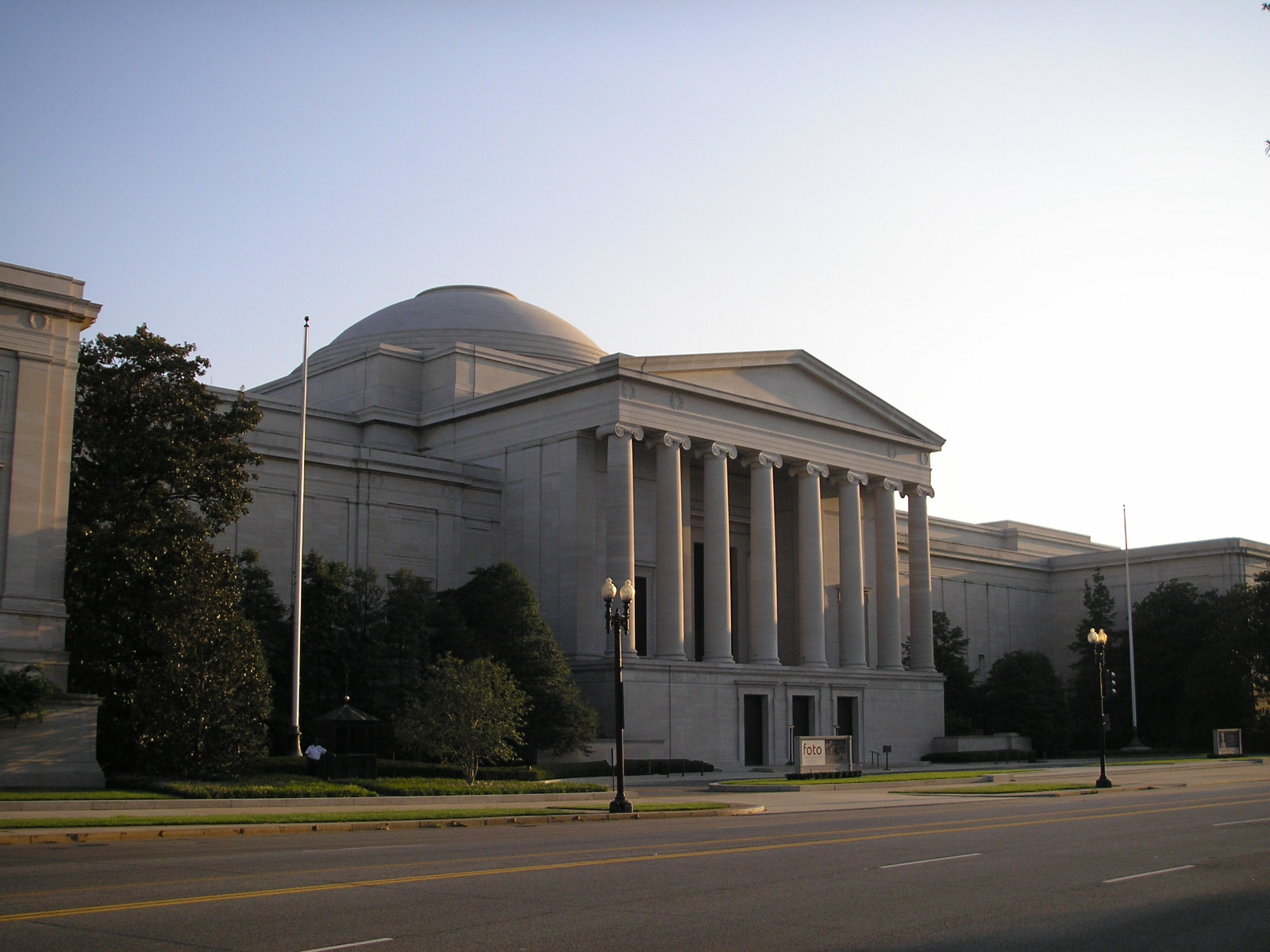
National Gallery of Art (1941), à Washington D.C..
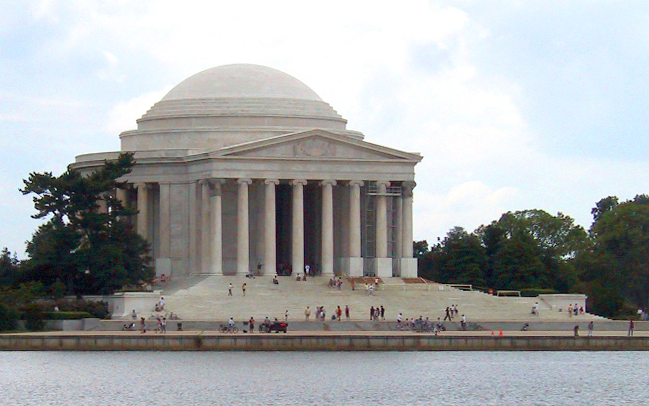
Le Jefferson Memorial (1939-1943), à Washington D.C..

Le Panthéon de Rome n’est pas inscrit en tant que tel au patrimoine mondial de l’UNESCO, mais il en fait partie comme élément du centre historique de Rome, classé en 1980.